# Alger
Cet article concerne la capitale de l'Algérie. Pour les autres significations, voir Alger (homonymie).
Alger (en arabe : الجزائر العاصمة, Al-Jazāʾir El ʿĀṣima,, en berbère : ⵍⴷⵣⴰⵢⵔ ⵜⴰⵎⴰⵏⴰⵖⵜ, Ldzayer tamanaɣt ou Lezzayer tamanaɣt et en arabe dialectal de la région[Quoi ?]), surnommée El Bahdja (« la joyeuse »), El Mahrussa (« la bien-gardée ») ou El Beida (« la blanche ») ou même Alger la blanche, est la capitale de l'Algérie et en est la ville la plus peuplée.
Située au bord de la mer Méditerranée, la ville d'Alger est en fait constituée de plusieurs communes de la wilaya d'Alger dont elle tire son nom en tant que chef-lieu mais n'a ni personnalité juridique, ni structure d'administration en propre. L'unité urbaine d'Alger comptait 2 481 788 habitants selon l'Office national des statistiques algérien d'après le dernier recensement de 2008. Avec 4,4 millions d'habitants selon le ministère des Affaires étrangères français, tandis que l'agglomération en comptait environ 6 727 806 habitants en 2010 suivant le classement des 100 plus grandes villes du monde par World Gazetteer et 7 796 923 habitants en 2020 selon Population Data, Alger serait d'après ces deux dernières sources la première agglomération du Maghreb et du littoral méditerranéen. 
Fondée au IVe siècle av. J.-C. comme comptoir par les Phéniciens, sous le nom d'Icosim, elle est occupée par les Romains qui la renomme Icosium, puis par les Vandales, les Byzantins et les Arabes, puis enfin au début du Moyen Âge par la tribu berbère des Beni-Mezghana, avant d'être récupérée en 1204 par la tribu arabe des Thaâliba qui règneront sur la région d'Alger jusqu'en 1516.
C'est le souverain berbère de la dynastie ziride Bologhine ibn Ziri, au milieu du Xe siècle qui refondera l'Alger actuelle sur les ruines d'Icosium. El-Djazaïr est la transcription la plus courante en arabe littéraire, Dzeyer ou Ledzayer seront employés en arabe algerien jusque de nos jours. Elle ne prend son rôle de capitale de l'Algérie qu'à partir de la période de la régence d'Alger en 1515. Elle est alors une des cités les plus importantes de la mer Méditerranée entre le XVIe siècle et le début du XIXe siècle, pratiquant  régulièrement le corso, et à laquelle les puissances maritimes non musulmanes versent un impôt pour le passage de leur flotte.
Son rôle de capitale du pays sera confirmé lors de la colonisation française où elle devient le siège du gouverneur général de l'Algérie. Alger fut la capitale de la France libre de 1942 à 1944. Depuis l'indépendance du pays à la suite de la guerre d'Algérie, en 1962, Alger est devenue capitale de l’État algérien. Elle abrite le siège des institutions politiques du pays en plus de tenir un rôle de premier plan économiquement.

## Géographie

### Localisation
Alger est située dans l'Algérois au nord de l'Algérie.
| Tipaza (Douaouda)             | mer Méditerranée                                     | Boumerdès (Boudouaou El Bahri)         |
| Tipaza (Koléa)                | wilaya d'Alger                                       | Boumerdès (Boudouaou, Ouled Hedadj)    |
| Blida (Ben Khellil, Boufarik) | Blida (Chebli, Bougara, Ouled Slama, Larbâa, Meftah) | Boumerdès (Khemis El Khechna, Hammadi) |

### Topographie
La topographie de la côte algéroise est caractérisée par la succession à partir du rivage actuel et jusqu'à une altitude de plus de 300 mètres, d'une série de gradins, disposés les uns au-dessus des autres comme les marches d'un escalier.
Ces marches interrompent brusquement la continuité des pentes, en général très rapides, qui bordent le littoral algérois.

### Hydrographie
Alger est traversée par plusieurs fleuves et plusieurs cours d'eau qu'on nomme indifféremment Oued. Tous les fleuves qui la traversent se jettent dans la Méditerranée qui borde toute la côte algéroise. Son système hydrographique est propre au milieu méditerranéen : le débit d’eau est faible mais ses cours d’eau connaissent des crues importantes en cas de pluies. Le massif de Bouzaréah, connu par ses reliefs accidentés, possède un réseau hydrographique très dense, drainé par huit principaux cours d'eau (Baranès, Sidi Medjber, Frais vallon, jaubert, Scotto Nadal, Chemin du Fort, Birtraria et Oued Koriche ou Oued Atoun (ex-Oued Mkacel)). La moitié de ses cours d'eau a été artificialisée et canalisée par des collecteurs enterrés. À l'ouest l'Oued Mazafran constitue la frontière entre les wilayas d'Alger et de Tipaza, plus à l'est, entre Chéraga et Aïn Benian, l'embouchure de l'Oued Beni messous. À l'est, les Oueds El Harrach, El Hamiz et Réghaïa ainsi que la zone dite « le lac de Réghaia », un site d’importance écologique de dimension internationale protégé par la convention de Ramsar, sont particulièrement touchés par la pollution due aux nombreuses usines implantées dans cette zone. L'Oued El Harrach bénéficie depuis ces dernières années d'un projet d'assainissement et d'aménagement.
La surexploitation des nappes d'eau souterraines en saisons sèches provoquerait un rabattement important du niveau piézométrique, une inversion du sens de l’écoulement souterrain et par conséquent des problèmes d’intrusion marine vers l’aquifère côtier. Le barrage réservoir de Douéra (Skalandji) permet le stockage des eaux des Oueds Mazafran (39 hm3) et El Harrach (71 hm3). La capacité totale de ce réservoir est de 87 hm3 destiné principalement à l’irrigation de 17 200 ha de la plaine de la Mitidja centre et la réalimentation de la nappe par infiltration.
Alger est alimentée en eau potable par les barrages de Bouroumi, Keddara, Beni Amrane et Taksebt et par la station de dessalement d'El Hamma mise en exploitation en mars 2008.

### Géologie et relief

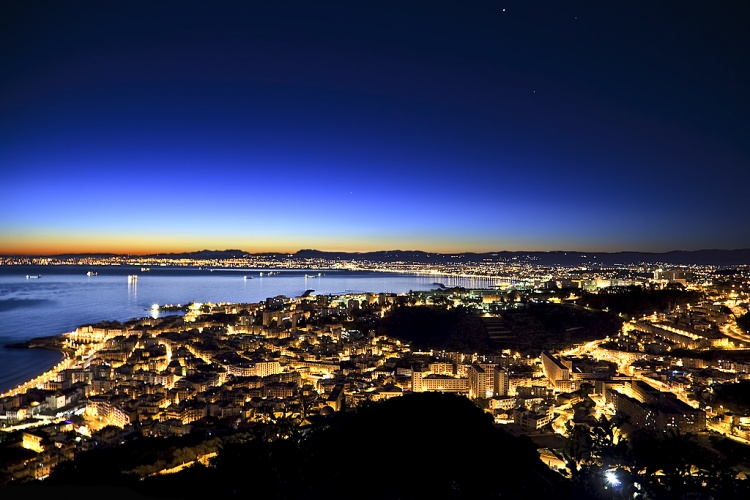
Vue d'ensemble de la ville d'Alger.

L'étude géologique de la région algéroise, peu étendue en surface et formant un rocher qui s'avance dans la mer, révèle qu'en arrière il est recouvert par un cordon de dunes au-delà duquel on retrouve les terrains sédimentaires de la série tertiaire.
Dans une esquisse géologique et topographique du littoral d'Alger datant de 1911, il apparaît que ce littoral comprend essentiellement toute la région basse qui borde sur plus de 100 kilomètres le pied de l'Atlas, depuis le massif de Sidi-Fredj au nord de Thénia des Béni Aïcha, jusqu'au mont Chenoua à l'ouest de Tipaza.
Le relief se caractérise par trois zones longitudinales : le Sahel, le littoral et la Mitidja.

### Climat
Alger bénéficie d'un climat méditerranéen,. Elle est connue par ses longs étés chauds et secs. Les hivers sont doux et humides, la neige est rare mais pas impossible. Les pluies sont abondantes et peuvent être diluviennes. Il fait généralement chaud surtout de la mi-juillet à la mi-août.

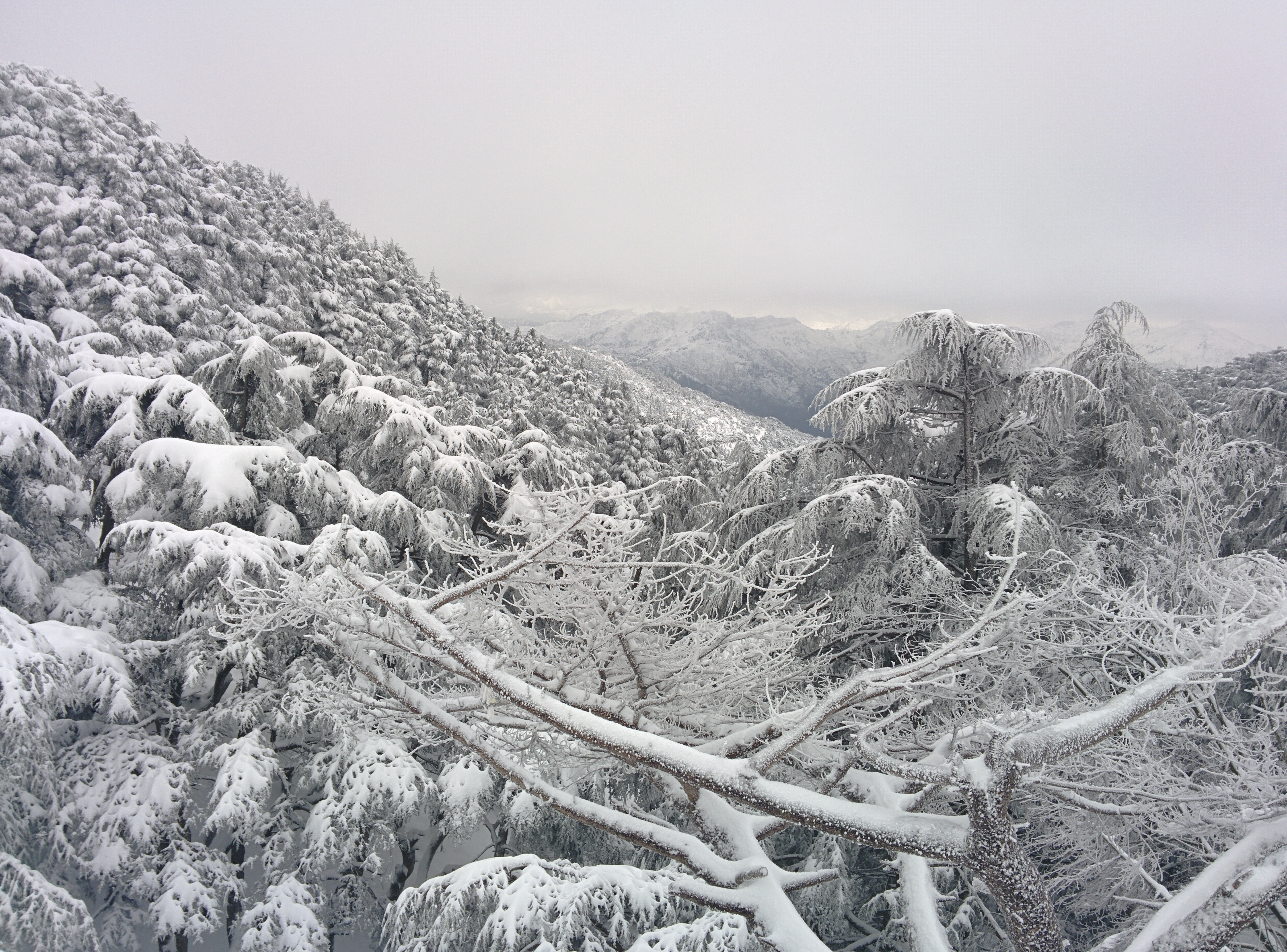
Station de sports d'hiver de Chréa à 50 km d'Alger.

| Mois                                | jan. | fév. | mars | avril | mai  | juin | jui. | août | sep. | oct. | nov. | déc.  | année |
| ----------------------------------- | ---- | ---- | ---- | ----- | ---- | ---- | ---- | ---- | ---- | ---- | ---- | ----- | ----- |
| Température minimale moyenne (°C)   | 5,9  | 6,4  | 7    | 9     | 12   | 15,6 | 18,5 | 19,1 | 17,1 | 13,7 | 9,6  | 7     | 11,7  |
| Température moyenne (°C)            | 11,2 | 11,9 | 12,8 | 14,7  | 17,7 | 21,3 | 24,6 | 25,2 | 23,2 | 19,4 | 15,2 | 12,1  | 17,4  |
| Température maximale moyenne (°C)   | 16,5 | 17,3 | 18,5 | 20,4  | 23,5 | 27   | 30,6 | 31,2 | 29,2 | 25,1 | 20,7 | 17,2  | 23,1  |
| Record de froid (°C)                | −3,3 | −1,9 | −1   | −0,8  | 2,6  | 5,5  | 9    | 9,5  | 8,2  | 4,1  | −0,1 | −2,3  | −3,3  |
| Record de chaleur (°C)              | 27,4 | 31,3 | 36,3 | 37,2  | 41,2 | 44,6 | 48,7 | 47,5 | 44,4 | 39,4 | 32,8 | 29,1  | 48,7  |
| Précipitations (mm)                 | 80   | 81,8 | 73,4 | 61,1  | 39,9 | 16,7 | 4,6  | 7,4  | 34,2 | 76   | 96,4 | 115,2 | 686,6 |
| Nombre de jours avec précipitations | 11,4 | 10,6 | 9,7  | 9,1   | 7,3  | 2,5  | 1,5  | 2,5  | 5,3  | 8,6  | 11,1 | 12,1  | 91,7  |

| Diagramme climatique                                  |             |           |           |            |            |             |             |              |            |             |            |
| J                                                     | F           | M         | A         | M          | J          | J           | A           | S            | O          | N           | D          |
| 16,55,980                                             | 17,36,481,8 | 18,5773,4 | 20,4961,1 | 23,51239,9 | 2715,616,7 | 30,618,54,6 | 31,219,17,4 | 29,217,134,2 | 25,113,776 | 20,79,696,4 | 17,27115,2 |
| Moyennes : • Temp. maxi et mini °C • Précipitation mm |             |           |           |            |            |             |             |              |            |             |            |

### Risques naturels
Alger est une zone sismique sensible, plusieurs failles sont détectées dans son territoire (Khaïr al Dine, Zemmouri, Sahel, Chenoua, Blida, Thenia). Ces failles aux potentiels sismiques différents sont susceptibles de générer des séismes. Le plus violent qui ait jamais été recensé est celui du 3 janvier 1365, par suite duquel Alger fut complètement détruite et en partie inondée. Le dernier séisme important date du 3 février 1716 et coûta la vie à 20 000 personnes. En outre, plusieurs quartiers furent touchés par le séisme de Boumerdès en 2003 (faille Zemmouri).
En raison de sa situation géographique, Alger est fortement soumise aux risques d'inondation à cause du ruissellement des eaux de pluie des hauteurs de la ville jusqu'aux quartiers situés en contrebas. Ce risque est accentué par plusieurs facteurs liés à une évolution urbaine prenant peu en compte les risques. Plusieurs édifices sont construits sur des lits d'oued, comme au val d'Hydra.
Le 10 novembre 2001, des pluies diluviennes s'abattirent sur Alger, transformant les lits d'oueds en torrents de boue. Cette catastrophe causa la mort de plus de 750 personnes, majoritairement à Bab El Oued, un quartier où des immeubles entiers furent détruits.

## Démographie

### Période actuelle
Il n'existe pas de définition administrative de la ville d'Alger intramuros. La wilaya d'Alger comporte 57 communes, dont la quasi-totalité correspond à des quartiers d'Alger. La wilaya d'Alger correspond donc grosso modo à la ville d'Alger, en tant qu'unité urbaine continue.  
D'après la source ANIREF la wilaya d'Alger comptait 3 309 896 habitants en 2020. 
Toutefois, l'aire urbaine d'Alger s'étale au-delà de la seule wilaya d'Alger, dans les trois wilayas voisines de Blida, Boumerdes et Tipaza. Ces trois wilayas comptaient respectivement 1 275 568, 801 068 et 809 311 habitants en 2018 ou 2020 selon la même source. 
Ainsi, la population cumulée des wilayas d'Alger, Blida, Boumerdes et Tipaza était de 6 195 843 habitants en 2018-2020. En en excluant les parties les plus éloignées d'Alger (ouest de la wilaya de Tipaza et est de la wilaya de Boumerdes), il paraît raisonnable d'estimer la population de l'aire urbaine algéroise à environ 5 millions d'habitants. La publication des données issues du recensement de la population de 2022 devrait permettre d'affiner cette estimation. 
Des sources non-officielles et étrangères avancent parfois une population allant jusqu'à 8 millions d'habitants pour l'agglomération ou l'aire urbaine d'Alger, mais une telle population paraît impossible vu les chiffres officiels fournis par les autorités algériennes (recensement ce la population, ONS et ANIREF). En effet, de telles estimations dépassent la population cumulée des quatre wilayas englobant l'aire urbaine d'Alger, ce qui est objectivement impossible.  
La pyramide des âges de la wilaya d'Alger met en avant une population jeune relativement importante, presque un tiers de la population a moins de 20 ans. Cependant on observe une diminution des naissances à partir de 1983 et une reprise de natalité sur la période 2004/2008.
| Hommes | Classe d’âge | Femmes |
| ------ | ------------ | ------ |
| 0,5    | 80 ans et +  | 0,58   |
| 1,51   | 70 à 79 ans  | 1,59   |
| 2,30   | 60 à 69 ans  | 2,51   |
| 4,16   | 50 à 59 ans  | 4,05   |
| 6,57   | 40 à 49 ans  | 6,47   |
| 8,53   | 30 à 39 ans  | 8,58   |
| 9,29   | 20 à 29 ans  | 9,39   |
| 8,46   | 10 à 19 ans  | 8,15   |
| 8,75   | 0 à 9 ans    | 8,32   |
| 0,12   | nd           | 0,15   |

### Période ottomane
La population d’Alger aurait été d’environ 100 000 habitants au XVIIe siècle puis aurait décliné jusqu’à 30 000 habitants en 1830.

### Période française
| Année | Population totale | Musulmans | Non-Musulmans |
| ----- | ----------------- | --------- | ------------- |
| 1830  | 30 000            |           |               |
| 1876  | 61 255            |           |               |
| 1891  | 105 227           |           |               |
| 1911  | 162 526           |           |               |
| 1921  | 195 655           |           |               |
| 1926  | 264 232           |           |               |
| 1948  | 308 499           | 128 930   | 179 569       |
| 1954  | 365 040           | 162 150   | 192 890       |

Avec 365 040 habitants en 1954, Alger était la 4e ville française derrière Paris, Marseille et Lyon. Avec sa banlieue (215 046 habitants dont 131 315 musulmans et 83 731 européens), la population totale de l'agglomération s'élevait en 1954 à 580 086 habitants.

## Toponymie
(novembre 2017).

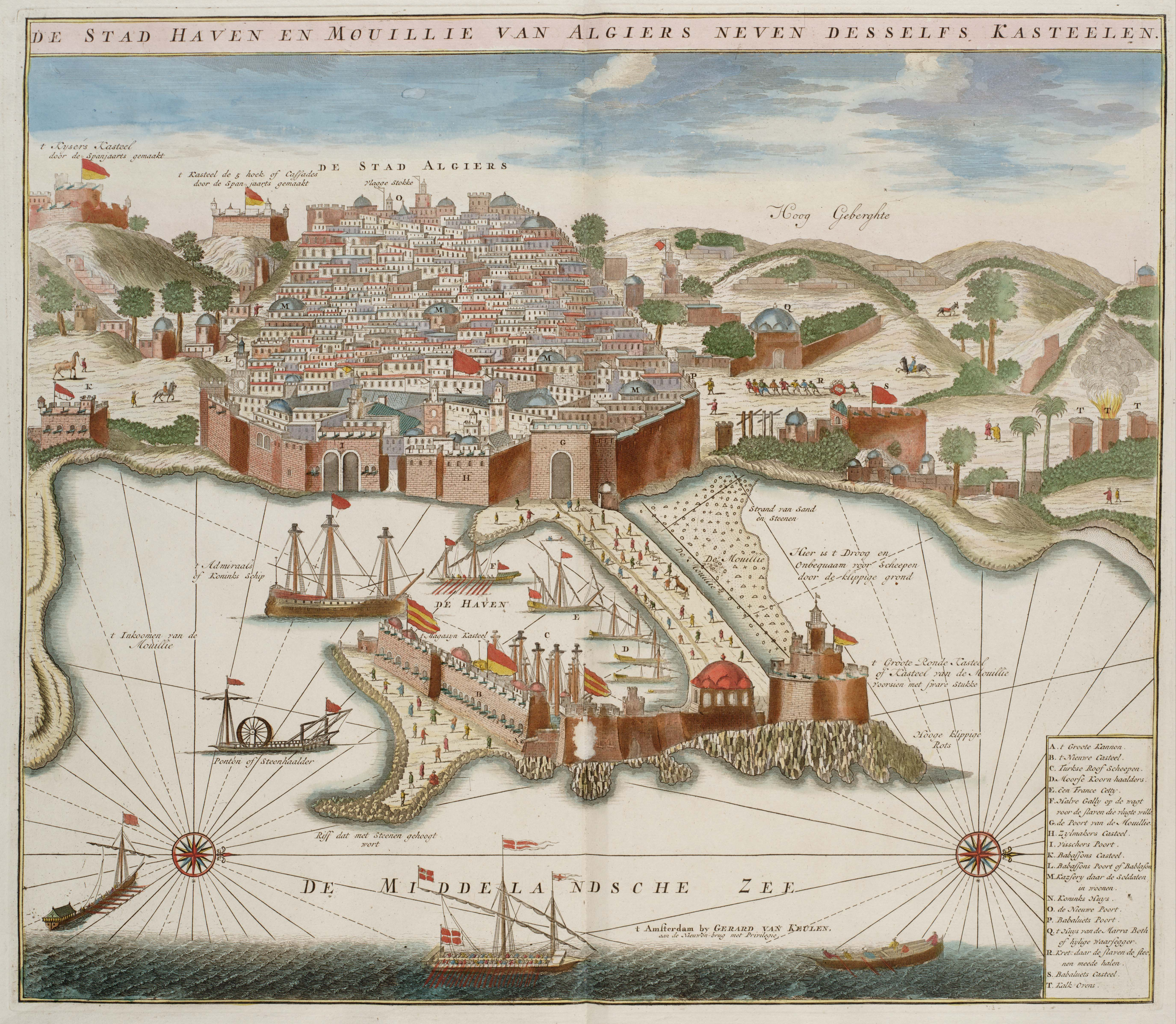
Plan d'Alger à la fin du XVIIe siècle.

Dans les plus anciens documents cartographiques, Alger s'est écrit de différentes façons : Alguer (1275), Algezira (1300), Zizera (1318), Zizeria (1367) Zizara (1409), Aurger (1339) chez Angelino Dulcert. Cependant, dans ces mêmes documents se trouve le nom d'Alger (dès le XIVe siècle) qui était prononcé Aldjère, voire « Algir » sur la mappemonde de Martin Béhaïm (à la fin du XVe siècle), et enfin, Alger chez Sébastien Cabot (au milieu du XVIe siècle). Tous ces noms proviennent de la racine Djezaïr Beni Mezghenna.
Le point sur lequel il y a divergence est la signification du nom Djezaïr Beni Mezghenna.
Les premiers à citer Alger furent Ibn Hawqal dans son livre S'urat al Ardh (صورة الارض) et Al-Bakri dans Des Routes et des Royaumes (كتاب المسالك والممالك) au chapitre sur « La route d'Achir à Djzayer Beni Mezghenna » (vers l'an 1068). Le premier l'écrit (جزائر بني مزغنّاي), le second (جزاير بنى مزغنى), sans qu'aucun d'eux donne la signification du nom. William Mac Guckin de Slane, en traduisant le livre d'Al-Bakri, ajoute une traduction « îles » pour (جزاير),.
Au début du XVIe siècle, Hassan al-Wazzan dit Léon l'Africain pense que le nom « gézeir » viendrait de sa proximité avec les îles Baléares. Diego de Haedo rattache le nom à l'unique île qui faisait face à Alger,. En 1843, Louis Adrien Berbrugger explique que le nom d'Alger viendrait des îles qui faisaient, selon lui, face au port d'Alger à l'époque et qui furent plus tard rattachées à sa jetée actuelle ; en arabe Al-Djaza’ir (الجزائر), « les îlots »,, en français « les îles des Mezghenna » (جزاير بني مزغنا, Djezaïr Beni Mezghenna). Le terme d'île pourrait, selon des géographes musulmans du Moyen Âge, également désigner la côte fertile de l’actuelle Algérie, coincée entre le vaste Sahara et la Méditerranée, apparaissant alors comme une île de vie, Al-Jaza’ir. Ibn Hawqal ne cite qu'une île à un jet de flèche de la côte, et Al-Bakri aussi.
Par ailleurs, le géographe Al-Idrissi mentionne dans « نزهة المشتاق في اختراق الآفاق » l'existence de la ville qu'il transcrit indifféremment Djézayr beni Mezghena (جزاير بني مزغنا) et parfois Al Djézayr (الجزائر),.
Une autre hypothèse existe pour l'origine du mot Djezaïr Beni Mezghenna. Cette hypothèse attribue une origine berbère au nom d'Alger. « Selon Smaïl Medjeber, Alger fut prise par Bologhine ibn Ziri qui lui donne le nom de Ziri pour honorer son père ». Alger viendrait donc de l'anthroponyme Ziri qui signifie « clair de lune » en berbère. Al-Bakri, repris par Louis de Mas-Latrie, décrit les habitants d'Alger et de ses alentours (Mitidja) comme des Berbères vivant à la limite du royaume hammadide encore en place.
La ville fut dénommée Icosium durant la période romaine. Selon une légende gréco-romaine, Icosium aurait été fondée par vingt (Eïkosi) compagnons d’Hercule. Selon la légende, vingt des hommes d’Hercule, embarrassés de choisir le lieu de la fondation de la future ville d’Alger, s’accordèrent à sacrifier trois moutons et placer chacun d’eux sur un emplacement donné (L’Harrach, Pointe-Pescade et l’actuel centre-ville d’Alger) pour constater ensuite lequel des trois moutons demeurera intact. Ils s'aperçoivent que celui du site actuel n'est pas affecté par la décomposition. Ils résolurent de fonder Alger sur cet emplacement en lui attribuant le nom d’Icosium (dérivé du mot grec Eikosi, qui signifie en grec vingt). Marmol affirme de son temps qu'une tradition indigène locale attribuait la fondation d’Alger sur les ruines de Sassa, près d'El-Harrach, aux Mosgan (Mezghana), peuple plus basané que blanc et dont les principaux habitats étaient en Libye, d’où, ayant acquis une certaine puissance, il serait venu dans la province d’Alger et y aurait régné longtemps avant la venue des Romains.

## Histoire

### Préhistoire
La seule trace de présence humaine, pour le Paléolithique inférieur, se résume en un seul biface qui fut découvert au voisinage de Mahelma et attribué à un Acheuléen moyen sinon plus vraisemblablement supérieur. Les deux plus importants gisements découverts dans le Sahel d'Alger remontent pour l'un au Paléolithique moyen. Il s'agit de celui découvert lors de la construction, en 1961, de la cité Malki (ex-Allobroges), à Ben Aknoun, et l'autre, celui de la grotte du Grand Rocher, à Aïn Benian, qui remonte au Néolithique. D’autres gisements ont livré des restes attribués à l’Ibéromaurusien remontent au Néolithique et Néolithique pauvre. Vers 1840, Adrien Berbrugger avait découvert l’une des nécropoles mégalithiques les plus importantes du littoral algérien : les dolmens de Beni Messous. La nécropole s’étendait sur les deux rives de l’Oued Beni Messous, celui de Beni Messous (rive droite) et celui d’Aïn Kalaa (rive gauche). Le Sahel d’Alger offre un panel des différentes cultures préhistoriques du Maghreb à l’exception de la hache à talon, de l'âge du bronze, découverte à Saint-Eugène (Bologhine) et qui représente un cas unique au Maghreb.

### Antiquité
Une localité appelée à l'origine par les Puniques Ikosim (nom signifiant « l'île aux mouettes » d'après Victor Bérard ou « l'île aux épines » ou « aux hiboux » d'après Joseph Cantineau et Louis Leschi), lorsqu'elle acquit le statut de comptoir phénicien d'importance, la fondation d'Ikosim est antérieure au IVe siècle av. J.-C. Des débris de vases campiniens datant du IIIe siècle av. J.-C. y furent découverts dans un puits de vingt mètres de profondeur en 1940.
Déjà au début du Ier millénaire av. J.-C., Ikosim était un important comptoir phénicien. En -202, la ville passa sous influence romaine à la suite de l'alliance scellée entre Massinissa et Scipion l'Africain contre Carthage. Le nom d'Ikosim prend sa forme romanisée, Icosium, sous Juba Ier et Ptolémée.
Les tribus berbères Maghraouas étaient très nombreuses dans les environs d'Icosium et Ptolémée de Maurétanie devait les contenir. Ptolémée de Maurétanie fit transférer une partie des Maghraoua vers le Chlef et il combat les résistants berbères soulevés par Tacfarinas, dans cette même période. Après Tibère, Vespasien envoya une colonie à Icosium pour arrêter les révoltes.
Après la révolte de Tacfarinas, Firmus (général maure berbère) détruisit Icosium en mettant le feu avec l'aide de toutes les tribus berbères maures (non romanisés) qui vivaient dans les montagnes des environs au IVe siècle.
C'est vers le Ve siècle que le christianisme s'introduisit à Icosium. En 429, la ville passa sous domination vandale, lors de leur conquête de l'Afrique du Nord. En 442, un traité entre Romains et Vandales permit aux Romains de récupérer Icosium et ce durant les cent ans de présence vandale en Algérie.
Après 533, la ville, à peine contrôlée par les Byzantins, fut attaquée par des tribus berbères.

### Moyen Âge

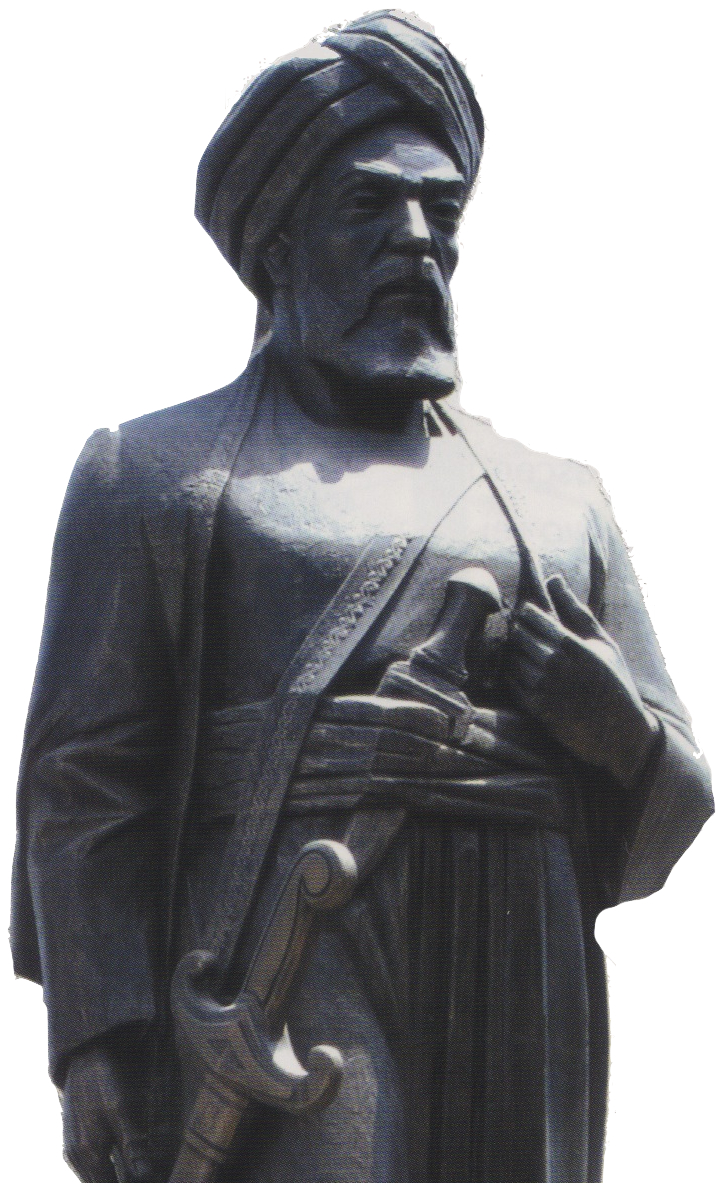
Bologhine ibn Ziri, fondateur des trois villes : Alger, Miliana et Médéa.

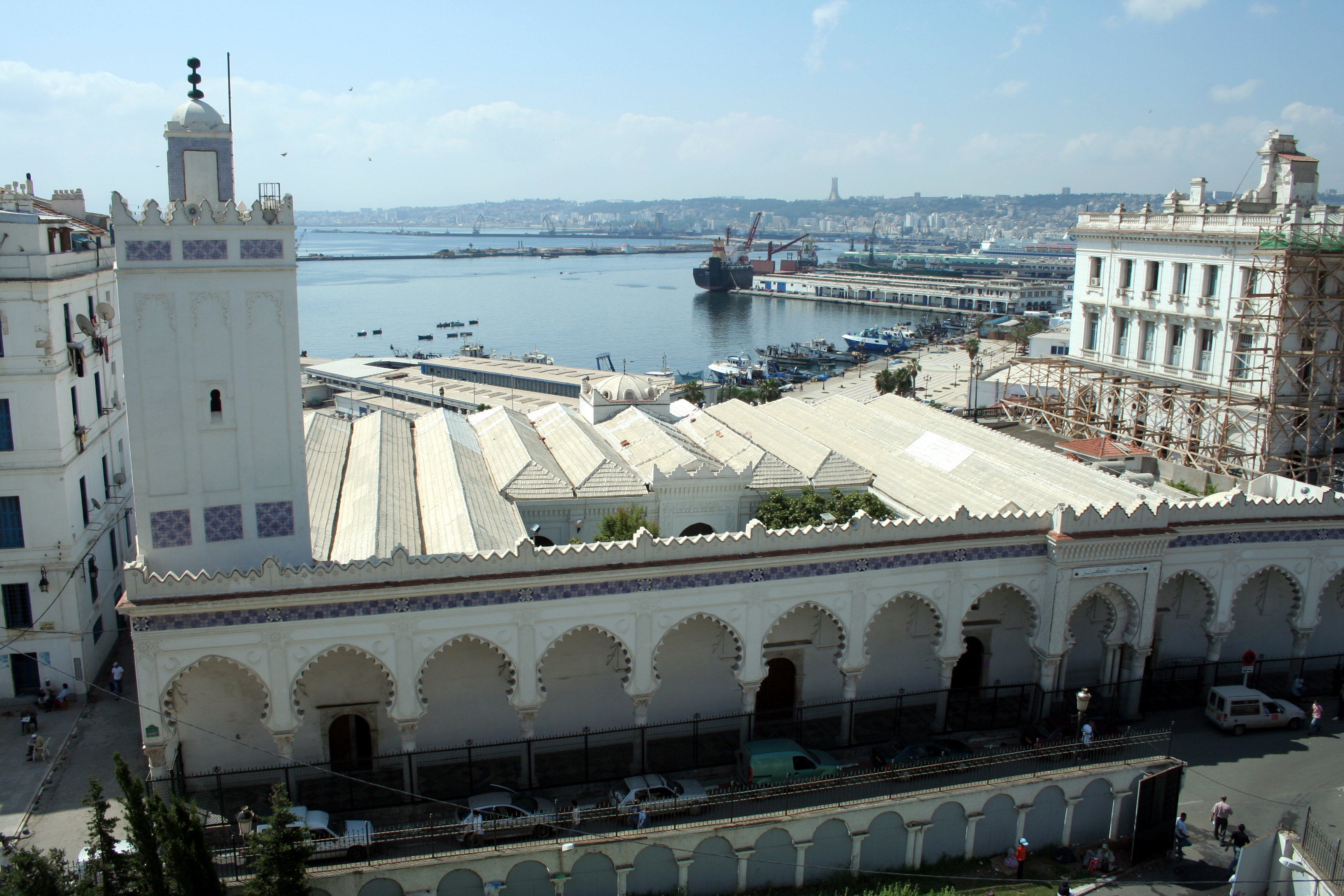
La Grande Mosquée de 1097.

En 710, la conquête musulmane introduisit l'islam en Afrique du Nord. Le territoire d'Alger appartenait aux Maghraouas, une tribu berbère zénète. Ziri ibn Menad, vassal des Fatimides, vainquit les Berbères zénètes kharidjites. Après la mort d'Abu Yazid en 947, Ziri ibn Menad s'empara de la région du centre et fonda Achir comme capitale des Zirides. D'après Ibn Khaldoun, la région d'Alger fut occupée par les Sanhadjas avec la dynastie des Zirides. Le fils de Ziri ibn Menad avec l'autorisation de son père, Bologhine ibn Ziri, fonda trois villes dont Beni Mezghenna (Alger), Médéa et Miliana après avoir chassé les Zénètes.
Bologhine ibn Ziri reconstruisit Icosium au milieu du Xe siècle, en fortifiant et agrandissant le site occupé par les Beni Mezghenna et la baptisa « Djezaïr Beni Mezghenna », en 960. Il fonde donc ce qui est aujourd'hui le cœur historique d'Alger, la Casbah d'Alger, comme débouché maritime pour la ville d'Achir. Cette dernière jeune capitale prospère, a besoin d'un port de mer rapproché.
La guerre continua entre les Zénètes et les Sanhadjas. Ziri ibn Menad fut tué en 971 dans une bataille contre les Maghraouas, sa tête fut rapportée à Cordoue par les Maghraoua afin d'obtenir de l'aide pour affronter l'armée des Zirides, vassal des Fatimides. Les Zénètes vengèrent ainsi la mort d'Abu Yazid. C'est ainsi que Moez, calife fatimide, désigna Bologhine ibn Ziri comme calife du Maghreb. Ce dernier continua le combat contre les Zénètes. Ces derniers demandèrent alors l'aide des Omeyyades de Cordoue pour reprendre leur territoire et leurs villes y compris Alger. Bologhine ibn Ziri s’empare de presque tout le Maghreb en suivant les directives de Moez.
Bologhine possédait toutes les villes du Maghreb, il avait pour ordre de tuer tous les Zénètes, de ramasser l'impôt des Berbères sous l'emprise de l'épée. Ceci provoqua une marche de contestation de la part des autres tribus. Les Kutama devinrent jaloux des Zirides et la guerre éclata entre les deux tribus ; Mila et Sétif furent rasées par les Zirides. Les Omeyyades acceptèrent enfin d'aider les Zénètes à reconquérir leurs territoires, en particulier des Maghraoua. Bologhine ibn Ziri rebroussa chemin en voyant toute l'armée des Zénètes venue d'Andalousie par voie maritime qui s'installa à Ceuta. En 983, Bologhine ibn Ziri mourut. S'ensuivit une longue période de défaite pour les Zirides. Les Maghraouas regagnèrent leurs territoires et leur souveraineté dans le Maghreb central et dans l'Ouest grâce à Ziri Ibn Attia issue des Maghraouas. Toutes les villes du Centre jusqu'à Tanger redevinrent des villes Zénètes, y compris Alger.
Les Fatimides voulaient prendre l'Al-Andalus, mais ils décidèrent d'abandonner ce projet pour garder l'Égypte et les autres provinces. Les Zirides restèrent souverains dans leurs territoires à l'est de l'Algérie ainsi que les Hammadides (tribu des Sanhadja). Les Almoravides prirent Alger en 1082 grâce à Youssef Ibn Tachfin. Ce dernier défit tous les Zénètes. La première grande mosquée du rite malikite Djamaâ el Kebir ou la Grande Mosquée (de 1097) y fut construite par Youssef Ibn Tachfin. Les Almoravides n'ont jamais fait la guerre contre les Zirides, les deux tribus sont des Sanhadjas. En 1151, Abd al-Mumin (Almohades), un Berbère zénète, reprit Alger ainsi que tout le Maghreb et l'Andalousie aux Almoravides. Par la suite, Alger fut rattachée aux capitales des dynasties Zianides, ainsi que Hafsides et Mérinides pour des courtes périodes. Longtemps la ville fut dépendante de Tlemcen sous les dynasties Ifrenides, Maghraouides, Almoravides, Almohades et Zianides.

### Époque moderne

#### Alger au début duXVIesiècle

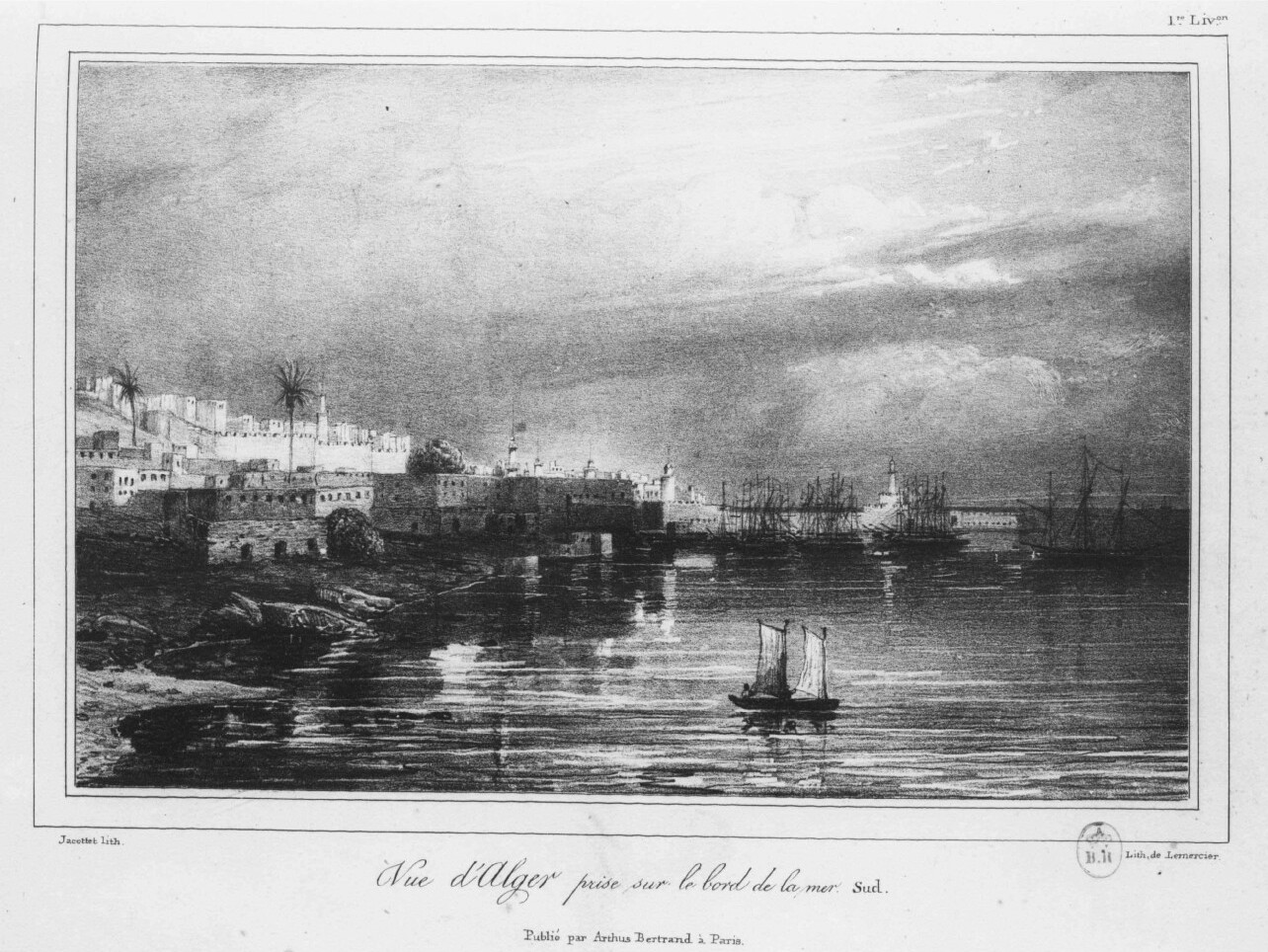
Vue d'Alger, prise sur le bord de mer sud.

Alger était alors un port peuplé d'environ 20 000 habitants, dont la population s’était fortement accrue avec l’arrivée des Juifs et des Maures expulsés d’Andalousie après la chute de Grenade. Elle devint une « petite république municipale ».
En 1510, les Espagnols soumirent Alger et bâtirent une forteresse sur un îlot de la baie, le Peñon d'Alger, destinée à défendre et surveiller la ville. À la mort du roi Ferdinand le Catholique en 1516, les habitants se révoltèrent et imposèrent à l'émir Salim at-Toumi, de faire appel au corsaire turc Barberousse. Ce dernier devint maître de la ville après avoir assassiné Salim at-Toumi qui avait intrigué avec les Espagnols et sa tribu des Tha'alibi pour se débarrasser des corsaires, mais les Espagnols conservèrent la forteresse du Peñon. En 1516 et 1518, Alger fut attaquée par des expéditions espagnoles commandées respectivement par Diego de Vera et Hugo de Moncada, qui échouèrent toutes deux.
Par la suite, Khayr ad-Din Barberousse fut évincé d'Alger par le chef kabyle Sidi Ahmed ou el Kadhi, mais s'y rétablit à la fin des années 1520 avec le soutien du gouvernement ottoman et réussit cette fois à prendre et à détruire la forteresse du Peñon ; il fit construire la jetée Kheir-Eddine, reliant les îlots à la terre ferme et constituant ainsi le premier abri du port d'Alger. Cette date marque le début de la régence d'Alger, qui fit d'Alger la capitale d'un État vassal de l'Empire ottoman, quoiqu'assez indépendant de facto.
En même temps, une double extrapolation se produisit. La ville, El Djazaïr en arabe, donne son nom au pays entier (en arabe, « Alger » et « Algérie » s'écrivent de la même façon : El Djazaïr) tandis que la citadelle perchée en haut de la ville ancienne, la casbah, donne son nom à la ville. De nos jours encore, « casbah » désigne la ville précoloniale, désormais classée au patrimoine mondial de l'UNESCO.

#### Siège d'Alger par l'empereur Charles Quint

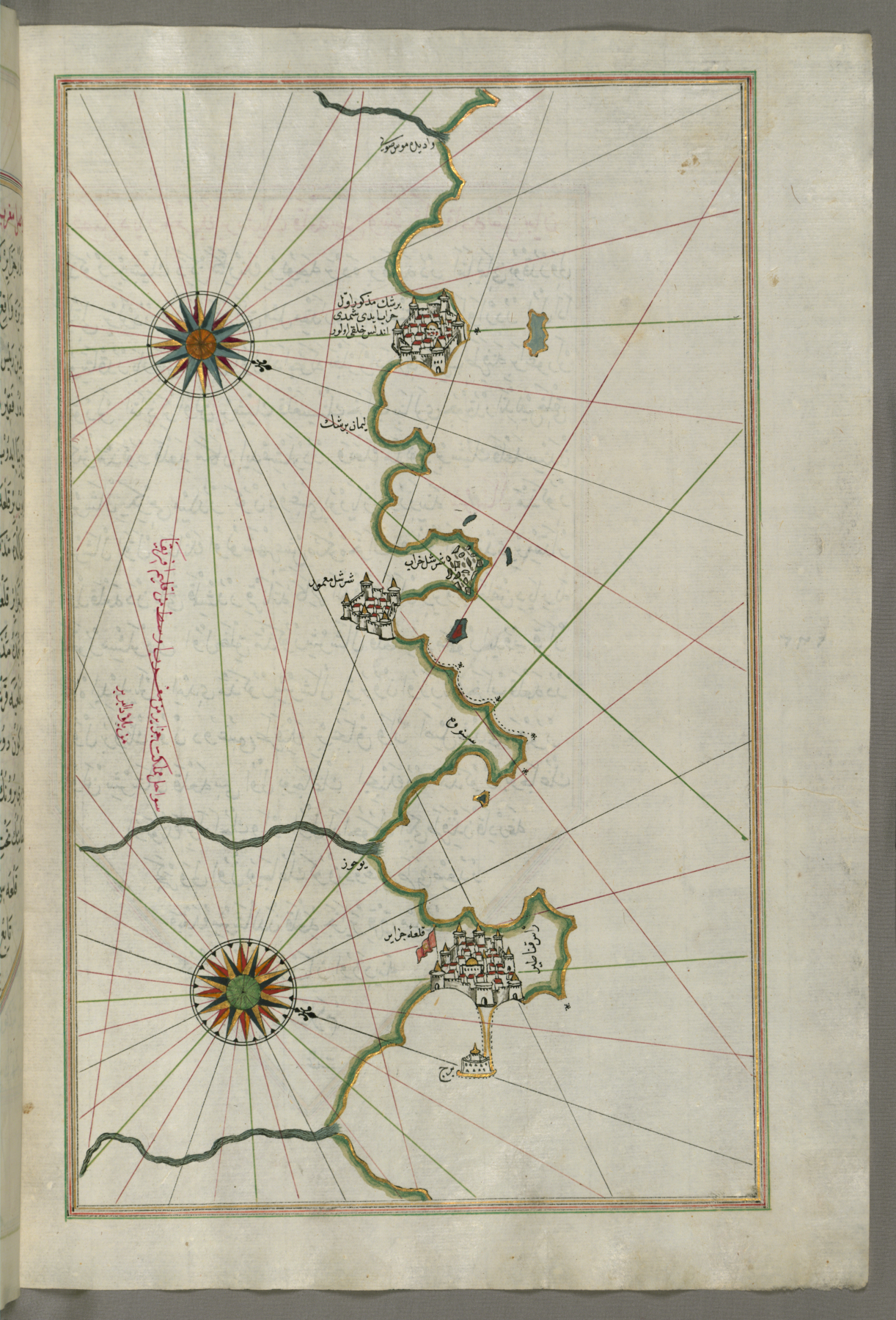
Carte ottomane du XVIIIe siècle illustrant la région d'Alger.

Après la bataille de Tunis en 1535 et dans le but de sécuriser ses positions méditerranéennes, Charles Quint décida en 1541, de s'emparer d'Alger qui était devenue une véritable base « corsaire » (au sens du corso méditerranéen) sous la houlette des frères Arudj puis Khayr ad-Din Barberousse.
En octobre 1541, l'empereur réunit une flotte de guerre. Alger était alors sous l'autorité de Hassan Agha. Hassan Agha renforça les fortifications et les arsenaux de la ville. Lors du siège de la ville, un orage violent éclata. La tempête continua toute la soirée et même la nuit entière. Au petit matin, la pluie ne cessant de tomber, elle rendit inutilisable la poudre pour les canons et les arquebuses. Les troupes impériales furent alors décimées par les troupes d'Hassan Agha et les irréguliers venus des campagnes environnantes. L'armée impériale battit ensuite en retraite vers le cap Matifou.
La retraite fut désastreuse pour les forces impériales car la route était coupée par une crue de l'Oued El-Harrach tandis que les troupes algéroises et irrégulières les harcelaient, leur occasionnant de grandes pertes. Les survivants arrivèrent à Tamentfoust, puis les troupes de Charles Quint se réfugièrent à Béjaïa, alors toujours aux mains des Espagnols. Après cette débâcle, la ville devint la plus puissante des villes neuves de la Méditerranée. La régence d'Alger, solidement établie, dura trois siècles, jusqu'en 1830.

#### La régence

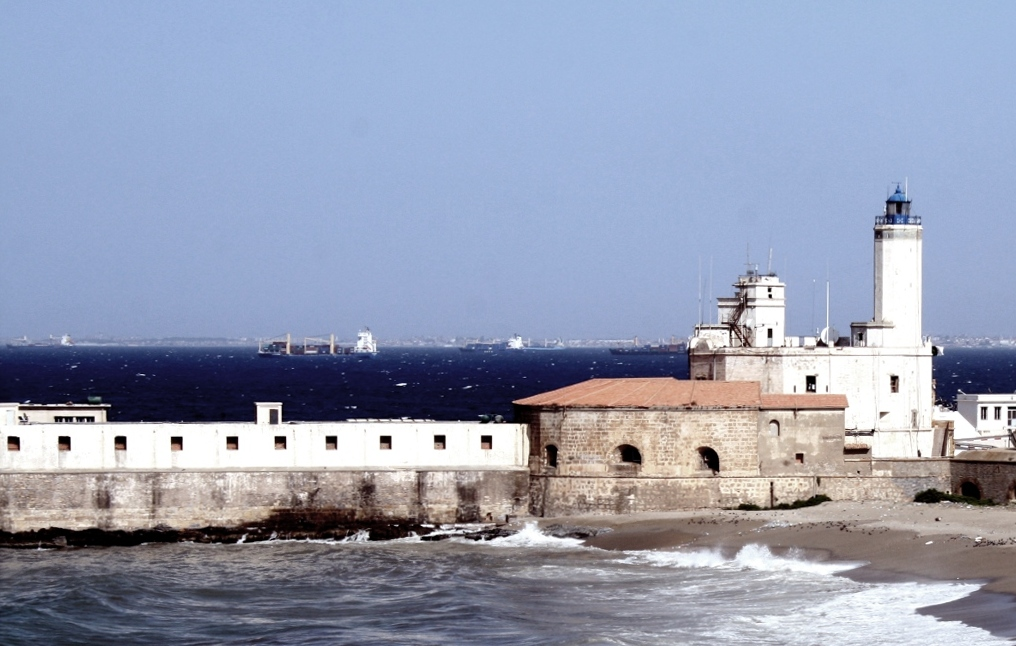
Le Peñon d'Alger et le phare.

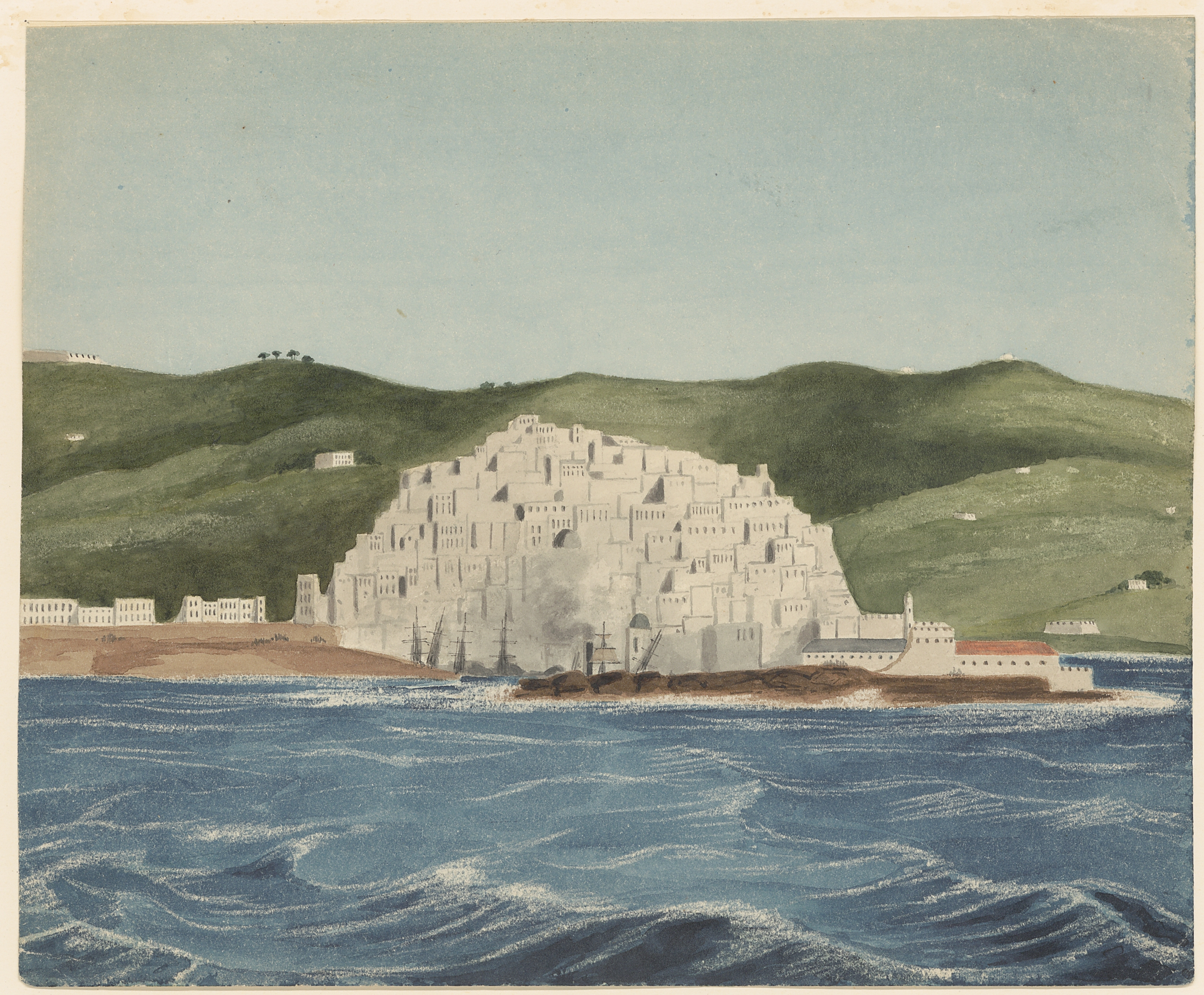
Portrait intitulé "Alger depuis le navire Great Liverpool 'Paping' en 1826.

Sous la régence turque, la ville était administrée par un fonctionnaire : le Cheikh-el-Bled. Celui-ci avait entre autres attributions : celle de lever une contribution hebdomadaire sur les boutiques et sur les corps de métiers ; de fournir par voie de réquisition, les mulets et les chevaux de transport nécessaires aux troupes turques envoyées au dehors ; et de défrayer, pendant leur séjour à Alger, les envoyés de l'intérieur. Sa résidence était située dans l'actuelle « rue de la Lyre inférieure », sa villa à Birkhadem (« Djenan Cheikh-el-Bled »).

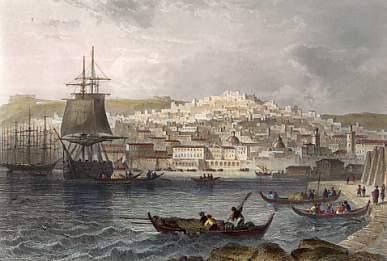
Tableau montrant quelques navires en activité en face de la ville d'Alger.

Au début du XVIIIe siècle, Laugier de Tassy décrivait la population d'Alger en ces termes « On ne voit presque dans la ville que les Maures, qui ont été chassés d’Espagne ». Au début du XIXe siècle, on comptait à Alger une centaine d'écoles primaires et quatre collèges supérieurs (pour moins de 20 000 habitants), à savoir celui de la Grande Mosquée, celui de la Quashashiyya, celui des Andalous et celui de Shaykh al-bilâd.

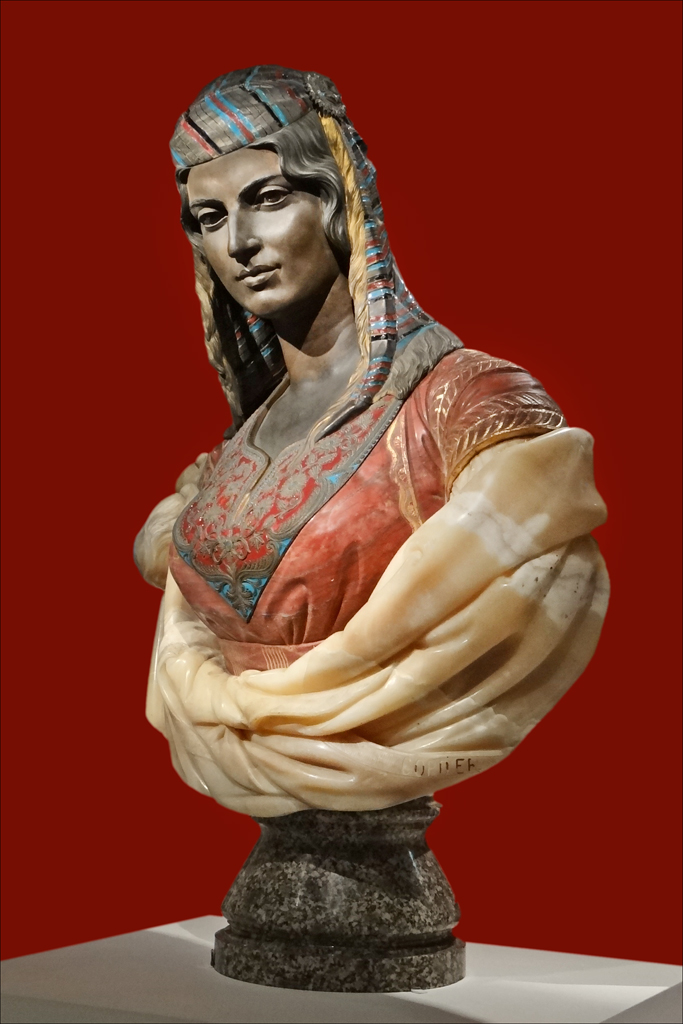
Une juive d'Alger par C. Cordier (1872-79)

À la veille de la conquête française, Alger était une ville très cosmopolite, la société se composait de Turcs, de Maures mêlés de Berbères et d’Arabes avec un fort apport andalou, de Kouloughlis, de Kabyles, de noirs affranchis, d'esclaves, de Juifs et de Beranis qui se composaient de minorités régionales : les Biskris, les Laghouatis et les Mozabites. Alger connaissait notamment plusieurs langues et dialectes : l'osmanli parlé par les Turcs, un arabe citadin parlé par les Maures, un hébreu arabisé parlé par les Juifs et les dialectes berbères parlés par chaque communauté berbère.

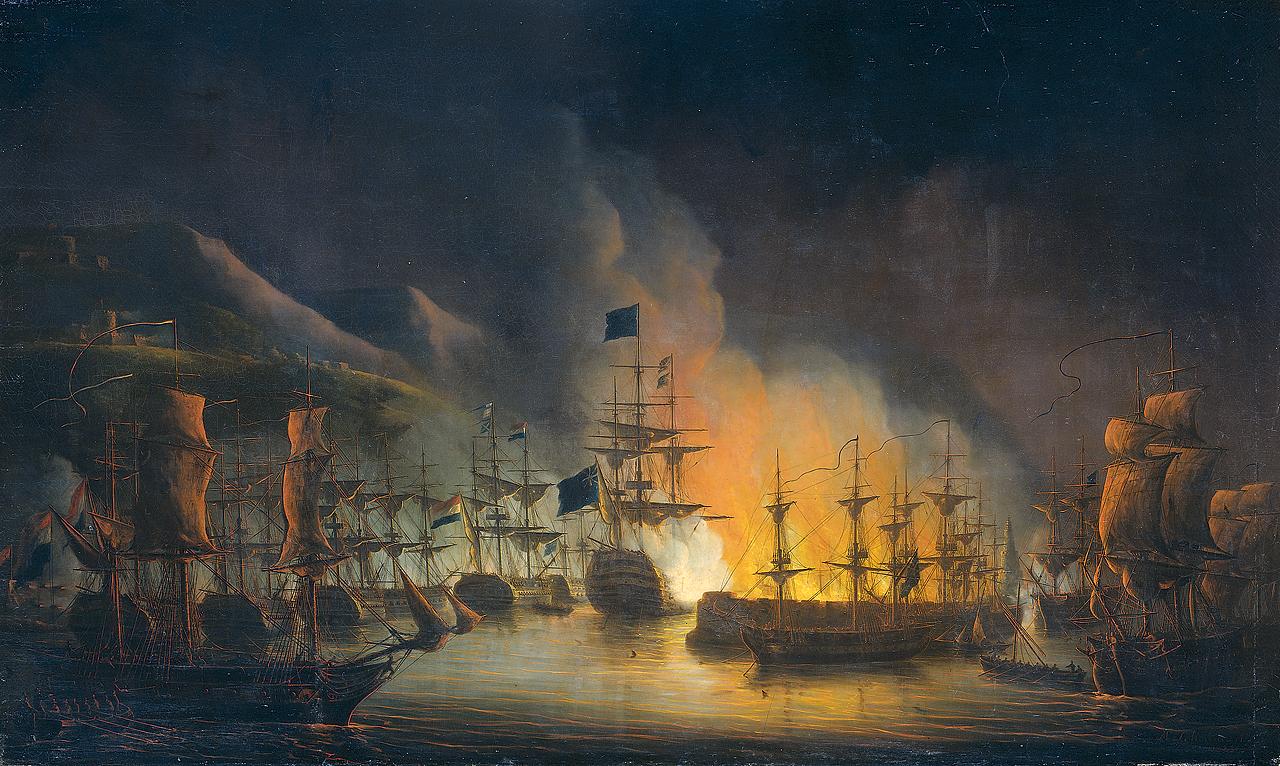
Bombardement d'Alger par une flotte anglo-hollandaise en 1816.

La ville fut plusieurs fois bombardée sous la Régence. La marine royale française, sous le commandement de Abraham Duquesne, à la suite de la déclaration de guerre à la France du Dey d'Alger, bombarde Alger en 1682 puis plusieurs autres fois durant ce conflit. En 1815, la Seconde Guerre barbaresque s'achève par la défaite du dey Omar Agha, Américains et Algériens signent alors dans la baie d'Alger un accord permettant la libre circulation des navires américains en Méditerranée. Puis l'année suivante, en 1816, la ville est bombardée lors d'une expédition punitive par une flotte anglo-hollandaise menée par Edward Pellew et le dey doit à nouveau négocier.

### Colonisation française

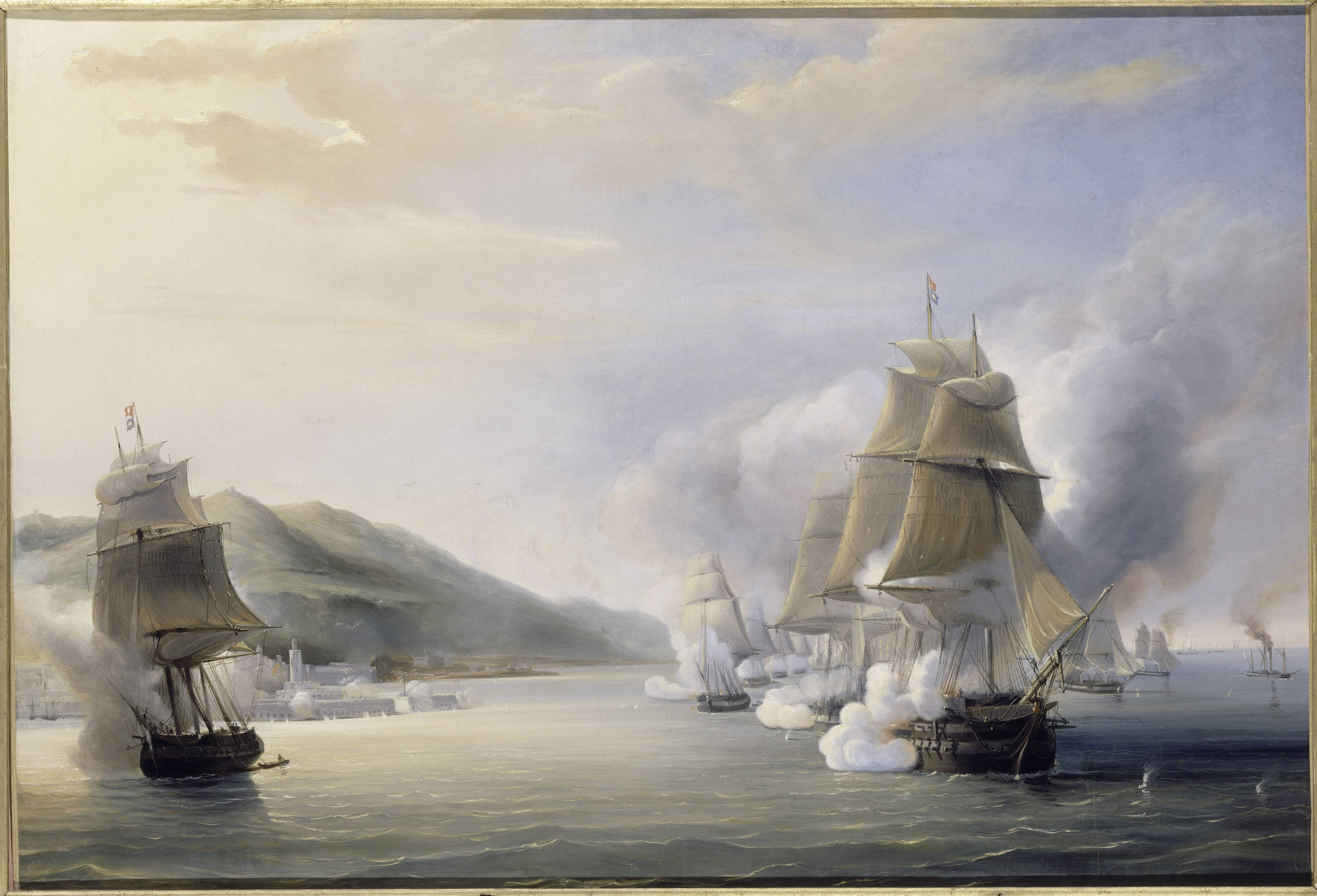
Représentation des bombardements d'Alger en 1830.

En 1830, après 3 ans d'un blocus qui commence le 16 juin 1827, le roi Charles X prétexte l'aggravation d'un contentieux commercial entre la France et la régence d'Alger pour envoyer un corps expéditionnaire commandé par le général de Bourmont, ministre de la guerre, afin que celui-ci prenne possession de la ville, qui tombe le 5 juillet 1830, trois semaines après le débarquement de Sidi-Ferruch situé à 30 km à l'ouest. Les troupes du général de Bourmont s'emparent du trésor d'Alger qui s'élève, selon Pierre Péan, à 500 millions de francs de l’époque (soit 4 milliards d’euros) dont une bonne partie est détournée,. Présenté comme simple raid militaire punitif à l'origine, l'occupation française se prolongea pendant plus de 130 ans, et marqua profondément la cité qui comptait à peine 30 000 habitants à cette époque.

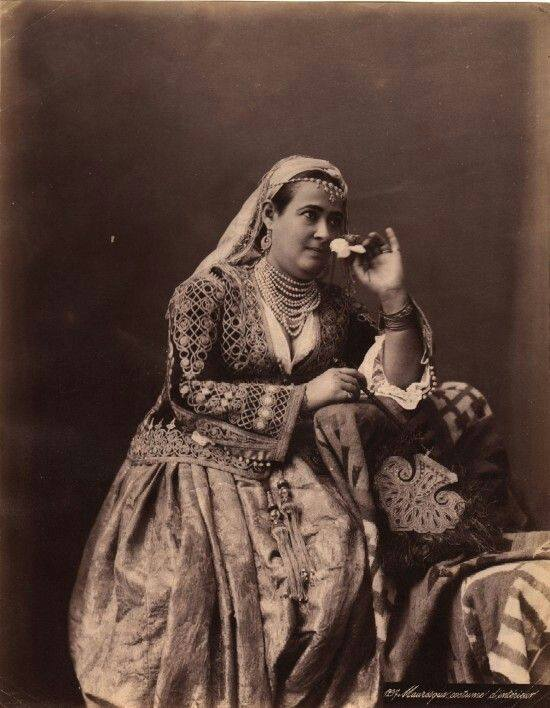
« Mauresque (en) costume d’intérieur » à Alger (v. 1880).

La ville, bâtie en amphithéâtre sur un rocher dont l'inclinaison est tournée vers l'est, s'étendait alors, dans la partie comprise entre les actuels rue Benganif, boulevard Hahkad, la casbah (la citadelle) et le port, soit 3 200 mètres de remparts avec cinq portes (Bab El Oued, Bab Azzoun, Bab Dzira, Bab El Bhar et Bab Jedid) qui enfermaient environ 12 200 maisons de grandeurs diverses contenant toutes une cour d'une plus ou moins grande étendue, 103 mosquées, une dizaine de synagogues, 7 grandes casernes de janissaires, 150 fontaines et 60 cafés maures.
Les faubourgs constituaient la campagne avec de belles villas enfouies dans un cadre de verdure et de vastes jardins qui faisaient l'admiration des Européens. La ville haute, le Djebel, constituait la vraie ville avec ses mosquées, ses zaouïas et ses rues étroites.
Au lendemain de la colonisation, la ville fut maintenue comme capitale de la nouvelle colonie d'Algérie, où une commission de gouvernement et un conseil municipal institués par Bourmont, siégeant en premier lieu à l'hôtel Bacri (aujourd’hui « palais Dar Khedaouedj Amiya »), rue Socgémah, remplacèrent l’administration turque. Cette assemblée composée de sept Maures et de deux Israélites, était présidée par un Maure marié à une Française, Ahmed Bouderbah qui, avant 1830, avait vécu en qualité de commerçant à Marseille. C’est lui qui, avec Hamdan Khodja, négocia la reddition de la ville auprès du Dey Hussein. M. Brugière, sous-intendant militaire, agissant en tant que « commissaire du Roi près de la municipalité » le seconda dans sa tâche.
La colonisation française commença par le refoulement des indigènes, qui furent chassés de tout le Sahel algérois, puis évolua vers leur cantonnement qui les obligea pour vivre à vendre leur travail au colon voisin.

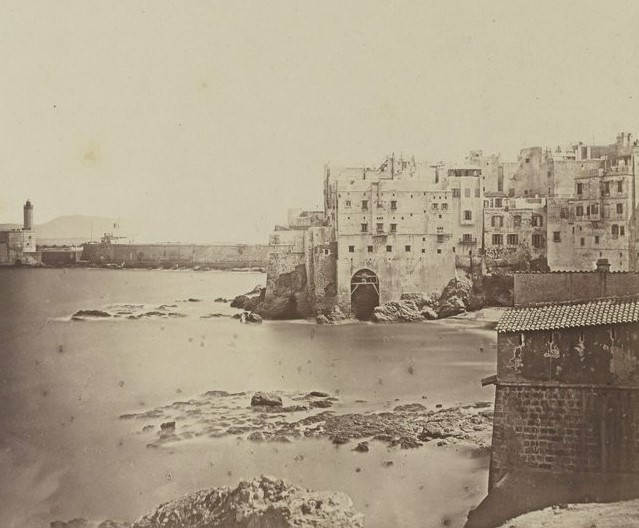
Alger, vue prise du Nord, au milieu du XIXe siècle

Puis dès 1848, Alger devint le siège de la préfecture du département du même nom, permettant ainsi un développement rapide, grâce à l'arrivée d'émigrants européens au cours de la deuxième moitié du XIXe siècle, principalement d'origine française ou méditerranéenne (Espagnols et Italiens), tandis que la population locale se concentre plutôt dans une casbah en voie de taudification (?).

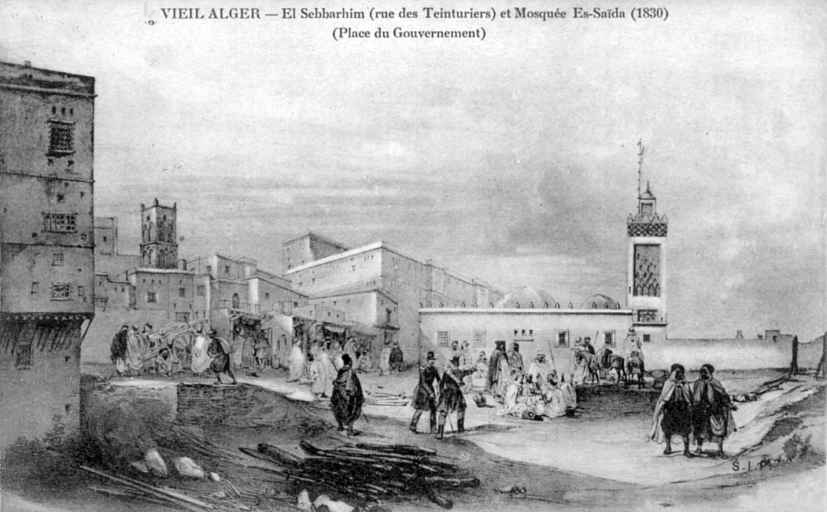
Alger en 1830 avec une sur la Mosquée Es-sayida.

Afin d'investir la ville, deux ressources s'offrent aux colons: soit celle d'occuper les habitations mauresques, en s'adaptant à leur architecture; soit celle d'en démolir quelques-unes pour construire des voies carrossables et des places pouvant servir aux rassemblements de troupes et aux marchés.
La topographie de la ville, accidentée dans sa partie ouest, n'offrant qu'une zone basse légèrement plane dans sa partie est, et étant située en bordure de mer pouvait, grâce au voisinage du port, avoir un plus grand intérêt économique. Ainsi, c'est dans cette dernière zone qu'il y eut le plus de transformations.
On commença par quelques démolitions entre Bab-Azoun et la Marine, ainsi que dans la rue des Souks pour permettre aux chariots de circuler librement. On continua le tracé des rues « Bab-Azoun », «Bab El Oued» et «de la Marine» qui avaient été auparavant simplement élargies. Pour les deux premières, on construisit des rues à arcades et on fit adopter l'établissement de galeries, de façon à lutter contre les rayons du soleil. Aussi l'ouverture de deux autres rues fut décidée : celles « de Chartres » et « des Consuls », afin d'établir une communication entre les portes Nord et Sud, au cas où les rues Bab-Azoun et Bab El Oued auraient été rendues inutilisables.
À partir de 1840, la ville sortant des limites des fortifications ottomanes et des logiques de défense, le Génie élabora en 1841 un projet d’ensemble de fortifications modernes. L’architecte Pierre Auguste Guiauchain rédigea en 1845 un schéma général de voirie et d’alignements concernant les terrains à édifier à l’intérieur de la nouvelle enceinte. Il installa les nouveaux bâtiments publics : hôtel de ville, palais du Gouverneur, théâtre, palais de justice, hôtel des postes et du trésor, etc. dans les meilleurs emplacements dominant la mer et projeta une série de percées transversales destinées à faciliter la liaison entre les nouveaux quartiers du Nord et du Sud de la ville.
Ce plan qui sera publié en 1848 par Delaroche, esquisse les rampes et les escaliers destinés à relier les quais à la ville, quelque 15 mètres plus haut, de même que les liaisons avec la « place du Gouvernement » au sud.

Plan de la ville en 1888.

Par étapes cette idée aboutira, en 1860, au projet du baron Charles-Frédéric Chassériau, architecte en chef de la ville, qui dessina l’ensemble de la structure soutenant le boulevard et les rampes entre les quais et la ville. Il prit le nom de boulevard de l’Impératrice en honneur d'Eugénie de Montijo, l’épouse de Napoléon III, qui l’inaugura en 1865 (avant son achèvement) et accueillit, au fil du temps, d’importants édifices publics : la Préfecture, le palais des Assemblées, le Casino, l’hôtel de ville, le grand lycée d'Alger (futur lycée Bugeaud), etc.
Les Français s'installaient principalement dans les faubourgs, dans des maisons qui se trouvaient le long des remparts, comme le quartier populaire de Bab El Oued au nord, tandis que l'on poursuivait également l'européanisation de la ville musulmane ; aménager les constructions mauresques semblait être le meilleur programme d'utilisation de la cité. Ainsi, dès 1839, la partie basse de la ville commença à disparaître, démolitions et expropriations contribuèrent à donner un aspect nouveau à ce quartier. L'immigration d'Européens était importante. Tous les nouveaux venus commençaient d'abord par occuper les maisons mauresques qui sont transformées pour répondre à des exigences nouvelles. Celles-ci devenaient bientôt des bâtisses insalubres et mal aérées. Au cours de son voyage, Napoléon III fit une enquête personnelle qui eut pour résultat d'arrêter les démolitions de la vieille ville. Le rapport dit que la haute ville devait rester telle quelle. On commença à s'apercevoir qu'il était difficile de greffer une ville européenne sur une ville musulmane. Le temps seul se chargea alors de modifier l'aspect de la cité.
Lors de la visite de 1860, le couple impérial pose la première pierre du boulevard du Front de mer, Boulevard de l'Impératrice (devenu Boulevard Che-Guevara). Les analogies sont assez grandes avec Marseille et son port qui se construit au-devant de la rue Impériale (devenue Rue de la République). Désormais, la ville française s’organise autour de ce boulevard, large artère de 2 km de long surplombant la mer d'une hauteur de 18 mètres. Dans le même temps, Napoléon III inaugure la première ligne de chemins de fer entre Alger et Blida. Pour effectuer ces aménagements, la maire rétrocède, comme la loi l'y autorise, la construction de ce boulevard, de l'établissement des magasins et des rampes d'accès vers les quais, à une société anglaise pour 99 ans, afin de financer les travaux et l'entretien de ce nouvel axe.

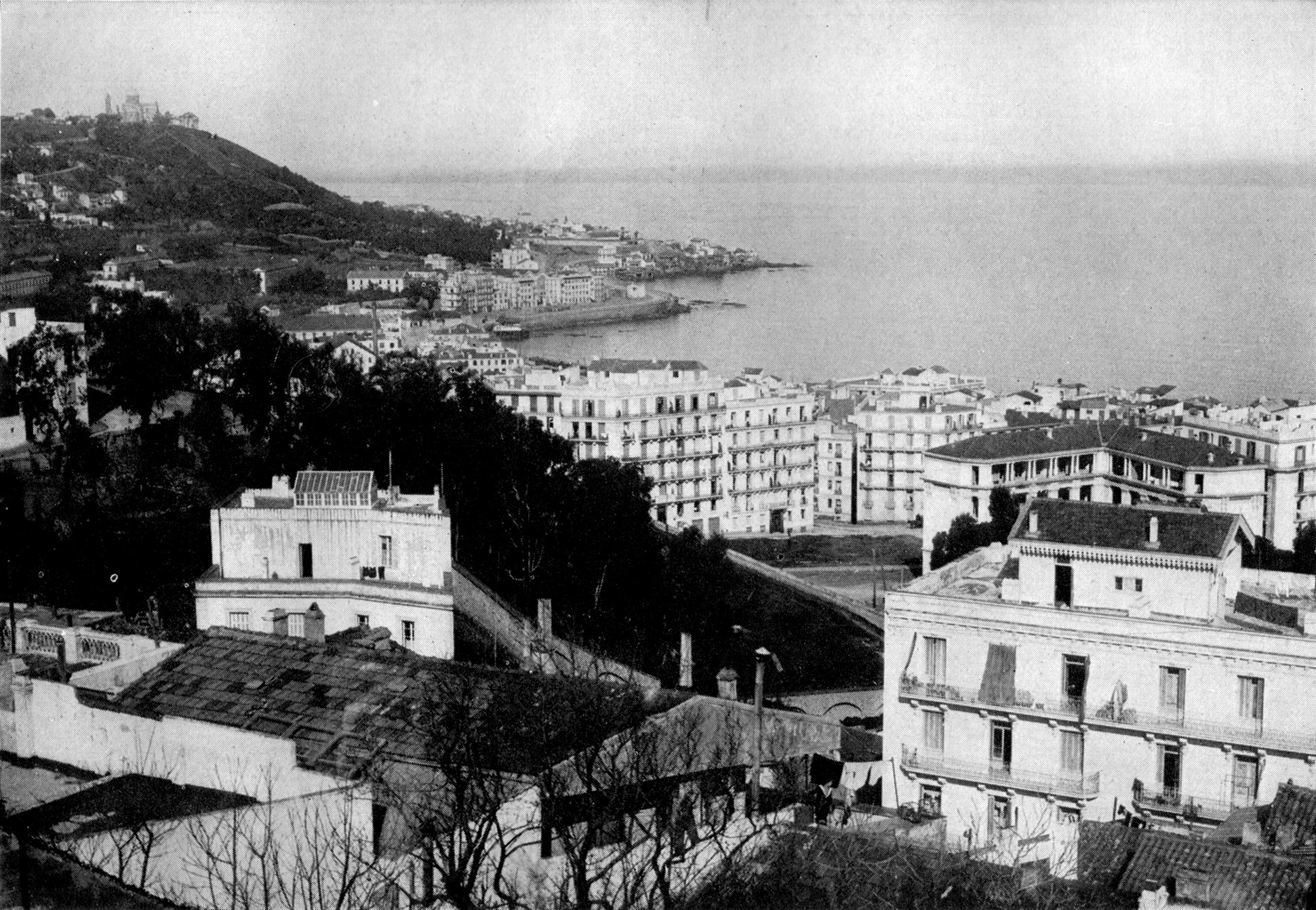
Quartier de Bab El Oued et Saint-Eugène, la basilique Notre-Dame d'Afrique se trouve en haut à gauche de la photo.

Ainsi, les quartiers d’Alger ressemblèrent peu à peu à des quartiers parisiens, dignes des travaux haussmanniens, avec les lieux nécessaires à la vie publique (jardins, églises, mairies, écoles). Les anciennes somptueuses villas ottomanes réquisitionnées, furent utilisées comme maisons secondaires par les grandes familles françaises.
Pendant la construction des immeubles haussmanniens d'Alger, les ouvriers étaient principalement des travailleurs locaux, appelés « maçons indigènes » ou « maçons arabes ». Ils étaient généralement issus de la population algérienne autochtone, qui était majoritaire dans la région à l'époque. Ces ouvriers étaient souvent employés par des entrepreneurs français chargés de la construction des immeubles,,.
Le travail dans le secteur de la construction était souvent précaire et mal rémunéré pour les ouvriers algériens. Ils étaient souvent soumis à des conditions de travail difficiles et à des inégalités de traitement par rapport aux travailleurs européens. Les ouvriers locaux étaient généralement chargés des tâches manuelles, tandis que les postes de supervision et d'ingénierie étaient occupés par des Européens.
La construction des immeubles haussmanniens a donc été réalisée grâce à la main-d'œuvre locale, qui a contribué à façonner le paysage urbain d'Alger à cette époque.
La colonisation fit d'Alger une ville à majorité européenne, ceci bien que la population musulmane indigène commençât à s'accroître de façon exponentielle à partir de la Première Guerre mondiale, du fait tant de l'accroissement naturel que de l'exode rural.
En 1871, la ville se proclame Commune d’Alger, avant celle de Paris. En effet, la politique arabophile de Napoléon III ne fait pas l’unanimité parmi les Français d’Alger. Sous la bannière de Charles Lavigerie, ils s’élèvent pour dénoncer l’administration militaire et la politique impériale, « des civils partout » demeure la phrase emblématique de 1870. La chute du Second Empire y est accueillie avec enthousiasme. Autour de l’avocat Romuald Vuillermoz, Alexis Lambert, Ferdinand Lelièvre et Jourdan fondent le Comité républicain de défense de la ville d’Alger. Des centaines de Français descendent dans la rue pour demander le départ du préfet Warnier ainsi que celui de tous les fonctionnaires bonapartistes. La ville a sa commune, début octobre, Vuillermoz est élu maire d’Alger. Ce dernier écrit à Gambetta le 7 novembre pour lui demander le remplacement du pouvoir militaire par le pouvoir civil en Algérie, en cas d’absence de réponse, précise-t-il, « l’Algérie se fera d’elle-même ». La réponse est ferme : « Nous apprenons que vous faites le dictateur et que vous constituez une commission pour prépare l’organisation du conseil communal. Le gouvernement annule cet acte d’usurpation. Il vous engage et vous ordonne de cesser toutes ces violences de la loi qu’il ne peut tolérer plus longtemps… Prouvez nous votre patriotisme et vous aurez avant dix jours un gouvernement civil. » Lors des élections municipales du 5 février 1871, la liste de Vuillermoz l’emporte, le gouvernement civil est mis en place.
À partir de 1903, l’administration française se soucia du respect de la culture indigène, c’est ainsi que le style néo-mauresque est né (exemple : la Grande Poste d'Alger). L’embellissement de la ville s'accentua pendant les années 1930 (centenaire de la conquête de l’Algérie). C’était un moyen pour justifier la colonisation et de montrer sa réussite. Pour cela, on construisit des musées (musée des beaux-arts d'Alger), des jardins (jardin d’Essai), des lieux artistiques (villa Abd-el-Tif, avec ses artistes pensionnaires du concours).
Les transports modernes furent également installés. Ainsi, en 1892 le chemin de fer fit son apparition par la fondation de la Compagnie des Chemins de fer sur routes d'Algérie (CFRA), dont une partie du réseau est centré sur Alger. Il se composait d'une ligne côtière traversant la ville par les boulevards le long du port. La même année, la Société des tramways algériens (TA) fut créée afin de constituer un réseau purement urbain dans Alger. Une longue ligne fut construite, parallèle à celle des CFRA, mais à l'intérieur de la ville. En complément de la ligne de tramways des TA, une nouvelle ligne de trolleybus fut mise en service.

### Seconde Guerre mondiale

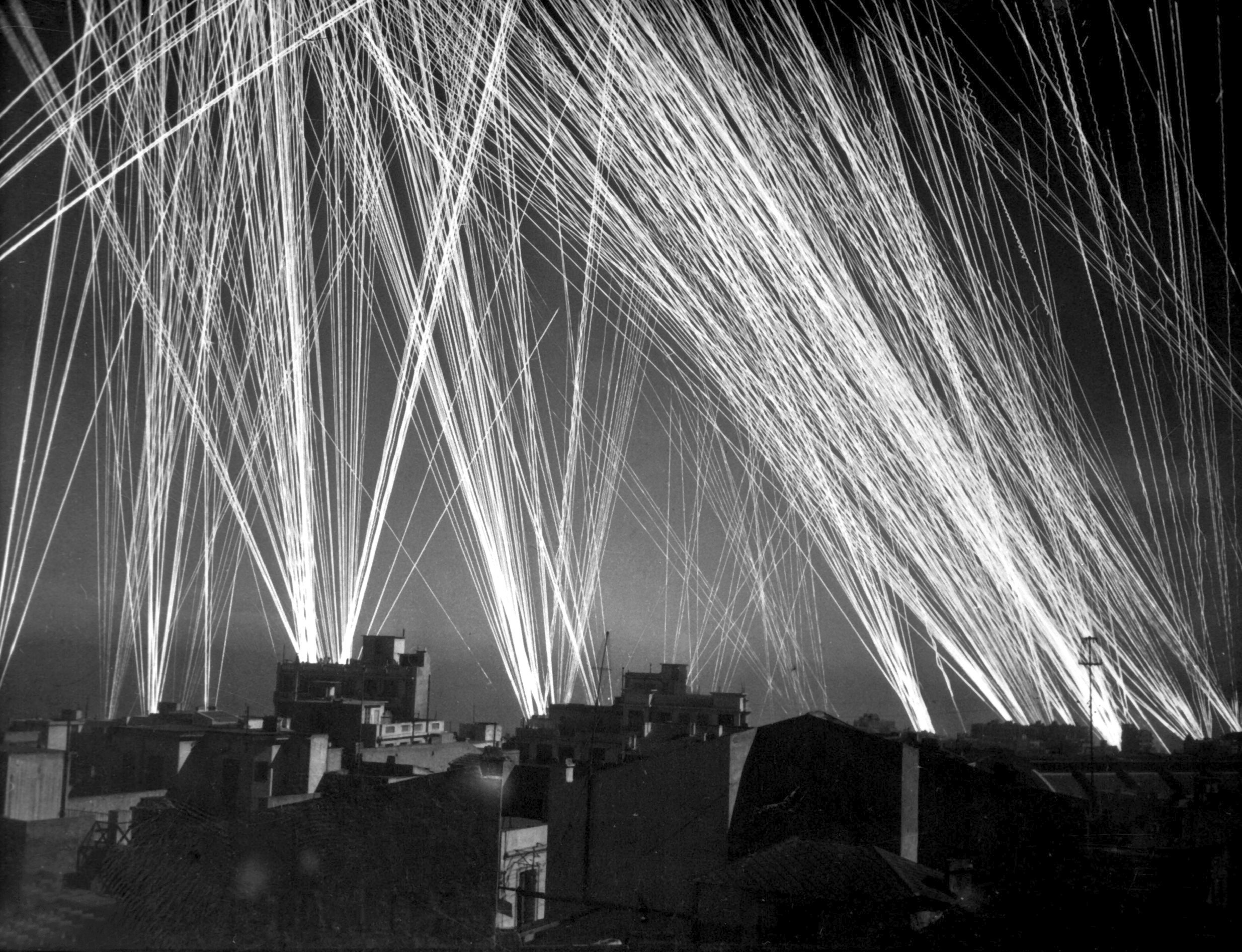
Attaque aérienne d'Alger par la Luftwaffe durant la Seconde Guerre mondiale vers 1943.

Pendant la Seconde Guerre mondiale, l'Afrique du Nord française, dont Alger, resta sous les ordres de la métropole, donc à compter de juin 1940 du gouvernement de Vichy. Le 8 novembre 1942 seulement, Alger vit débarquer les forces alliées, dans le cadre de l'opération Torch. À Alger, le succès du débarquement est lié à une opération de résistance de grande ampleur. Quatre cents combattants, dont de nombreux membres de la communauté juive d'Alger, occupèrent les principaux points stratégiques de la ville la nuit précédant le débarquement, emmenés par Henri d'Astier de La Vigerie et José Aboulker. Ce putsch permit d'éviter toute résistance du 19e corps d'armée vichyste, stationné dans la ville sous le commandement du général Juin.
Alger devint le siège du commandement allié, chargé de libérer la Tunisie de la tutelle de l'Axe et de préparer le débarquement en Italie sous la direction du général Eisenhower, futur président des États-Unis.
Le succès militaire de l'opération permet à la France libre de transférer sa capitale figurative de Brazzaville à Alger, lorsque, après un maintien provisoire du régime de Vichy sous l'amiral Darlan et le général Giraud (voir Situation politique en Afrique libérée (1942-1943)), elle accueillit le général De Gaulle qui le 3 juin 1943 y forma, avec Giraud, le Comité français de libération nationale (CFLN), puis convoqua une Assemblée consultative provisoire. Le 3 juin 1944, le CFLN devint le Gouvernement provisoire de la République française (GPRF), qui siégea à Alger jusqu'au 31 août 1944.
La ville d'Alger fut décorée, le 29 mai 1949, de la croix de guerre 1939-1945 avec palme de bronze.

### Guerre d'indépendance
Alger se constitua en Zone autonome d'Alger, fin de l'année 1956 sous le commandement de Ramdane Abane et ensuite de Yacef Saâdi en 1957, joua aussi un rôle décisif durant la guerre d'Algérie (1954-1962), notamment pendant la bataille d'Alger, durant laquelle la 10e division parachutiste de l'armée française, à partir du 7 janvier 1957, mena la chasse aux indépendantistes algériens, sur ordre du garde des Sceaux François Mitterrand, qui lui donne tout pouvoir pour « éliminer les insurgés ». La ville comptait alors 884 000 habitants. Un an plus tard, les manifestations du 13 mai lors de la crise de mai 1958 y consacrèrent la chute de la Quatrième République en France, ainsi que le retour du général De Gaulle aux affaires.
Alger reste marquée par cet épisode caractérisé par une lutte sans quartier entre les indépendantistes et l'Armée française menant des opérations de police et pratiquant la torture. Des opposants à l'ordre colonial, comme le jeune professeur de mathématiques Maurice Audin ou le leader nationaliste Larbi Ben M'hidi sont maintenant honorés depuis par la municipalité : des artères principales de la ville portent désormais leurs noms. La bataille d'Alger, remportée par le général Massu, reste cependant une réussite mitigée car si sur le plan militaire, en quelques mois, les principaux dirigeants du FLN sont arrêtés, l'action de ces derniers ainsi que les aspirations du peuple algérien apparaissent sous un jour nouveau aux yeux de l'opinion internationale. Le 11 décembre 1960, des cortèges formés d’habitants des bidonvilles envahissent les rues des quartiers européens afin de réclamer la fin de la guerre. Charles de Gaulle autorise l’armée à ouvrir le feu sur les manifestants, tuant au moins 260 personnes.

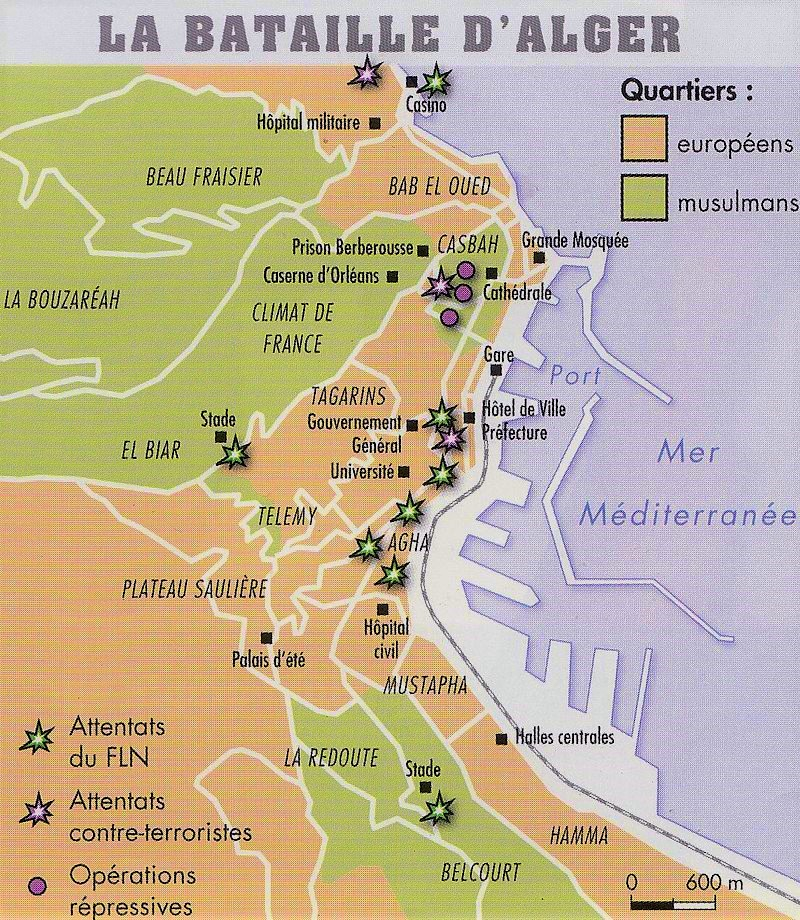
Principaux attentats du FLN, attentats des ultras européens et opérations répressives par l'armée française avant et pendant la bataille d'Alger.
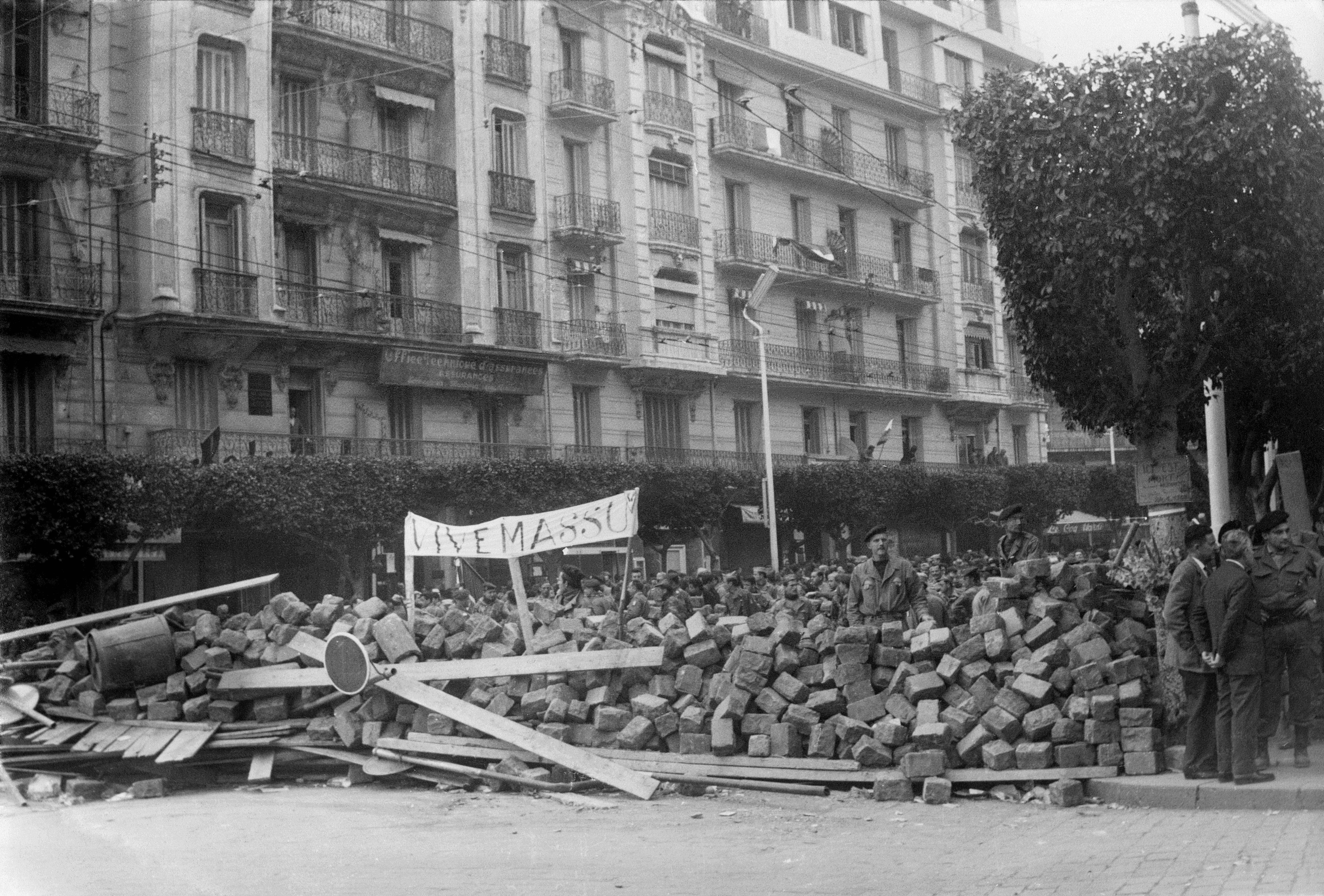
Semaine des barricades à Alger en 1960.

Par les décrets no 59-321 du 24 février 1959 et no 60-163 du 24 février 1960, l'organisation de la commune d'Alger sera réorganisée : le « Grand Alger » est formée en agglomérant au centre-ville douze anciennes communes de la périphérie. L'ensemble est divisé en dix arrondissements, dont la gestion est assurée par un administrateur général, par un conseil municipal élu et par des maires et adjoints d'arrondissement.
Les communes concernées par cette réforme étaient :
- Air de France (7e arrondissement) ;
- Baraki (10e arrondissement) ;
- Birmandreis (8e arrondissement) ;
- Bouzarea (6e arrondissement) ;
- Dely-Ibrahim (7e arrondissement) ;
- El-Biar (7e arrondissement) ;
- Hussein Dey (9e arrondissement) ;
- Kouba (8e arrondissement) ;
- Maison-Carrée (10e arrondissement) ;
- Mustapha (4e arrondissement) ;
- Oued Smar (10e arrondissement) ;
- Saint-Eugène (6e arrondissement).

Mais en avril 1961, Alger revint de nouveau sur le devant de la scène lorsque les généraux Salan, Challe, Zeller et Jouhaud échouèrent dans leur tentative de soulèvement de l'Armée française contre la politique algérienne du général de Gaulle.
Lors de l'exode de 1962 (appelée aussi l'exode des pieds-noirs), Alger vit partir sa population d'origine européenne et juive (350 000 personnes).

### Après l'indépendance

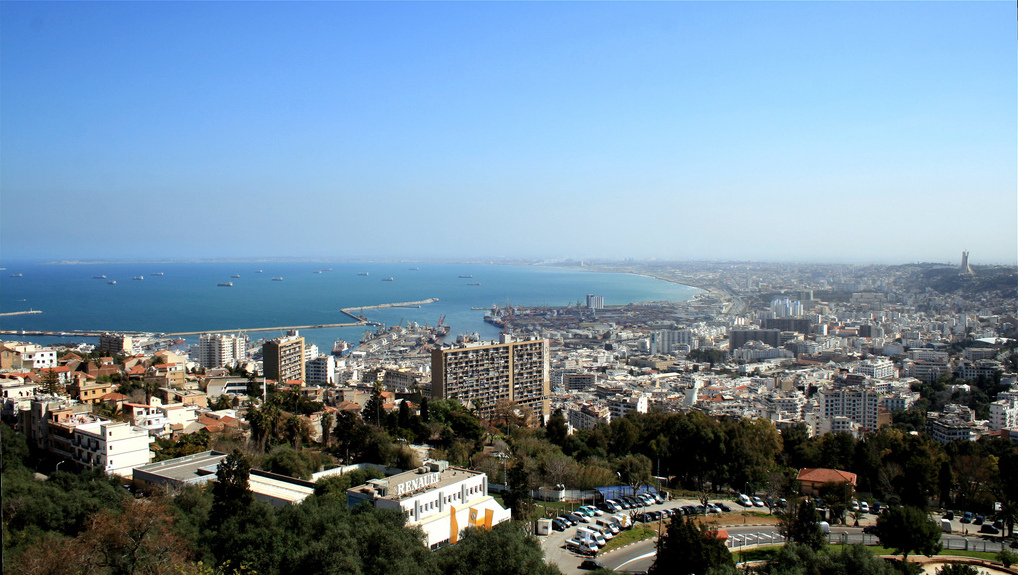
La baie d'Alger depuis le balcon Saint-Raphaël.

Les Algériens célébrèrent dans une grande liesse populaire l'indépendance de l'Algérie le 5 juillet 1962. Le 19 juin 1965, à minuit, les chars de l’armée prirent position autour de la capitale, le président Ben Bella fut renversé. Accueillant la plupart des révolutionnaires du monde entier et autres figures du tiers monde, ce qui fit dire au chef indépendantiste de Guinée-Bissau Amilcar Cabral : « Les chrétiens vont au Vatican, les musulmans à La Mecque et les révolutionnaires à Alger ». Alger devient une capitale du tiers monde ainsi qu'une ville phare du Mouvement des non-alignés pendant la guerre froide. Elle accueille le Festival panafricain en 1969.
En octobre 1988, soit un an avant la chute du mur de Berlin, Alger fut le théâtre de manifestations réclamant la fin du système de parti unique, une véritable démocratie baptisées «le Printemps d'Alger». Elles furent réprimées par les autorités (plus de 300 morts), mais constituèrent un tournant dans l'histoire politique de l'Algérie moderne. En 1989, une nouvelle constitution fut adoptée qui mit fin au règne du parti unique et permit la création de plus de cinquante partis politiques, ainsi qu'officiellement une libération totale de la presse écrite.

### Crise des années 1990

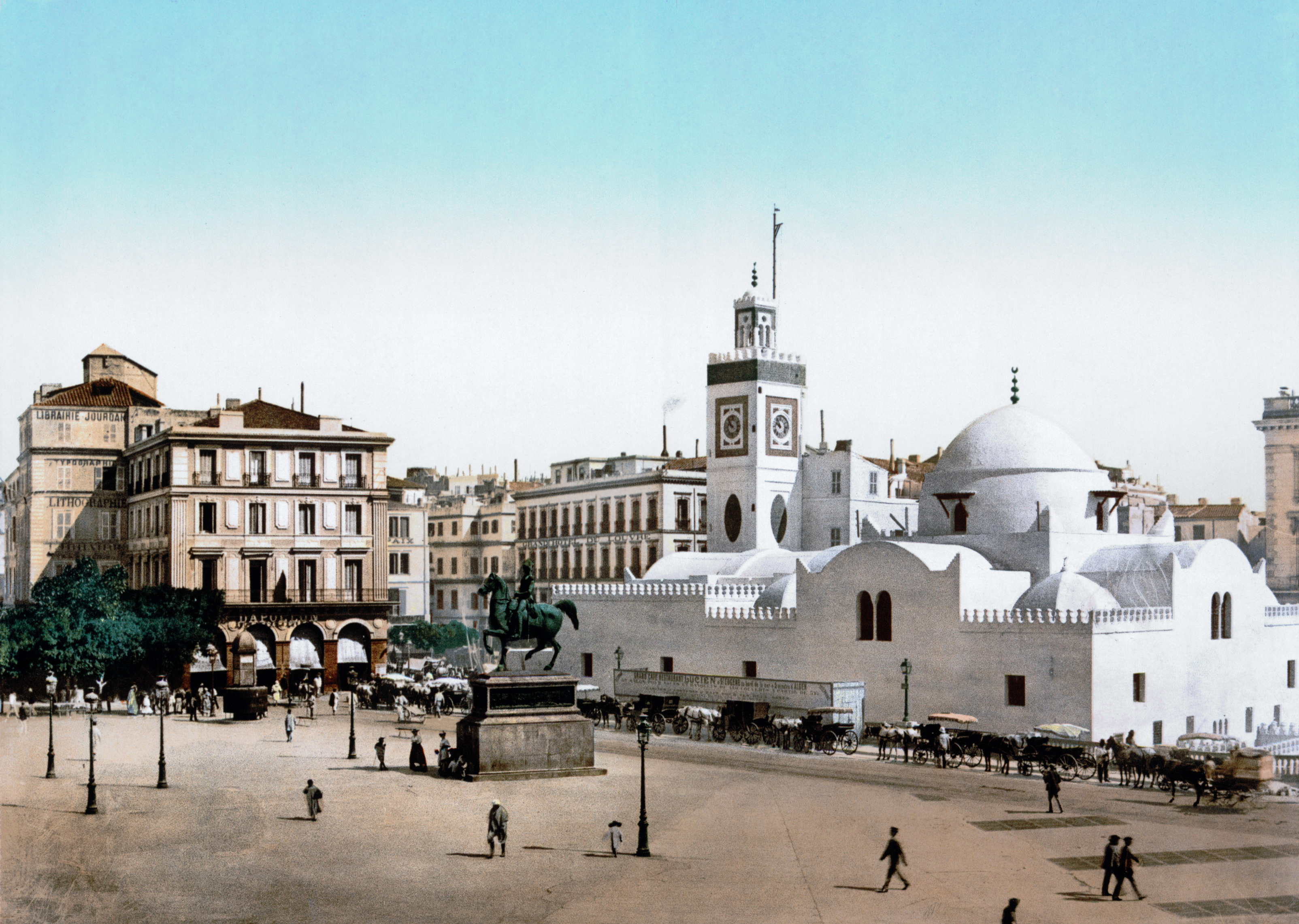
Place des Martyrs, cette place fut le théâtre d'affrontement entre les services de l'ordre et les partisans du FIS en 1990. Photo prise vers 1899, à l'époque de l'Algérie française, l'endroit était nommé place du Gouvernement. Au centre la statue équestre du duc d'Orléans (rapatriée à Neuilly-sur-Seine), à droite la mosquée Djemâa Djedid.

La ville devint alors jusqu'en 1992 le théâtre de nombreuses manifestations politiques de toutes tendances. En 1991, une formation politique dominée par des conservateurs religieux, le FIS, engagea un bras de fer politique avec les autorités qui se solda par des élections législatives qu'elle était en passe de remporter en 1992. Le taux de participation fut de 61,01 %. Le FIS rafla 16 sièges dès le premier tour et se plaça en ballotage favorable dans les six circonscriptions restantes. L'annulation du scrutin par les autorités marqua le début d'une période de violences.

### XXIesiècle
De nos jours, Alger veut redevenir une grande capitale africaine et méditerranéenne, elle entreprend une ouverture vers le monde en organisant de nombreuses manifestations et colloques internationaux.
Alger attire ainsi depuis quelques années de grandes multinationales telles que la Société générale ou Siemens. De nombreux grands projets de réalisation d'infrastructures tels que le métro, le tramway ainsi que divers projets de restructuration urbaine, de création de nouveaux centres urbains satellites, peinent à voir le jour, quoiqu'ils auraient dû être achevés il y a plus de 15 ans : Alger est en pleine expansion urbaine, motivée par un besoin d'affirmation au niveau régional dans sa lutte pour concurrencer les autres villes nord-africaines de Tunisie et du Maroc.
Pour l'année 2007, Alger est capitale de la « culture arabe ».
Dans les années 2020, la ville d'Alger fait l'objet d'un programme de modernisation urbaine, articulé autour de quatre axes baptisés plans blanc, vert, bleu et jaune, chacun répondant à des enjeux spécifiques.

## Administration et politique

### Organisation de la ville d'Alger
L'organisation municipale de la ville d'Alger a souvent évolué à travers le temps, aussi bien à l'époque française, qu'après l'indépendance. Elle a d'abord été une simple commune à partir de 1832 avant de devenir une ville en 1959, divisée en 10 arrondissements. À la suite d'une réforme de 1977, les arrondissements deviennent des communes et la ville est gérée par un Conseil Intercommunal appelé le CPVA. Depuis 2000, la ville composée de 28 communes urbaines n'existe plus juridiquement, c'est la wilaya d'Alger et chacune de ses 57 communes qui ont repris les prérogatives de la ville.

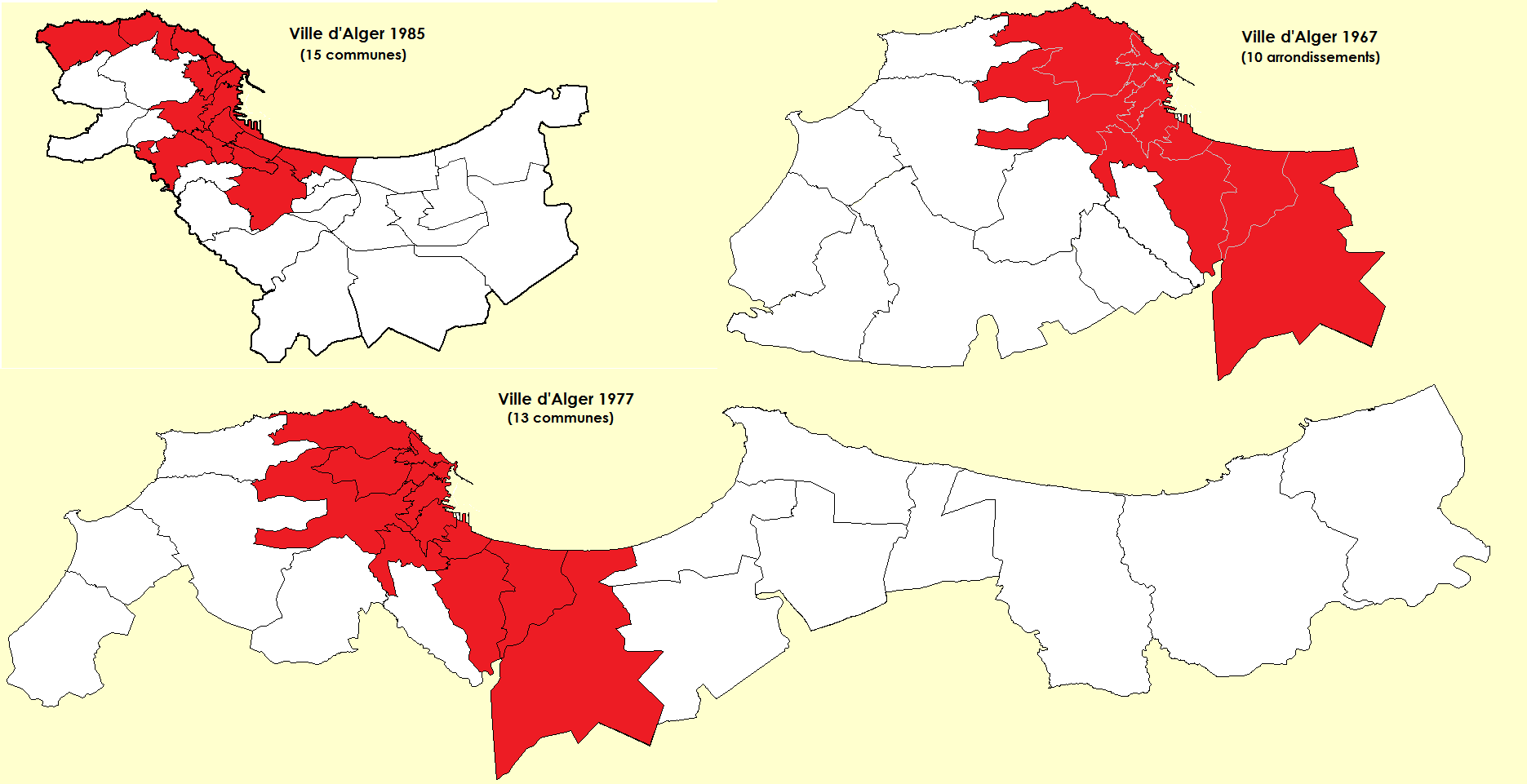
Découpages de la ville d'Alger (en rouge) au fil du temps au sein de la Wilaya d'Alger (en blanc).

### La ville d'Alger
À l'arrivée des Français en 1830, la médina d'Alger était une ville fortifiée qui correspond au territoire de l'actuelle commune de la casbah. Après quelques années sous régime militaire, la vieille ville et la ville européenne constituèrent la Ville d'Alger. En 1832, la commune d'Alger fut créée. En 1835, 14 communes rurales autour d'Alger furent créées. En 1848, les communes d'El Biar et Mustapha (actuellement Sidi M'Hamed) y furent rattachées avant d'en être détachées en 1870. En 1904, la commune de Mustapha fut définitivement intégrée à la ville d'Alger qui fut divisée en 12 arrondissements pour une superficie totale de 15,64 km2.

### Le Grand Alger
En 1959, le Grand Alger est créé avec le regroupement de 9 communes (Alger, Saint-Eugène, Bouzareah, El Biar, Dely Brahim, Birmendreis, Kouba, Hussein-Dey et Maison-Carrée). Cet ensemble était découpé en 10 arrondissements et un territoire de 186 km2, il était dirigé par un administrateur général nommé par décret et un conseil municipal de 75 membres, chaque arrondissement étant dirigé par un maire-adjoint,. Après l'indépendance, l'organisation de ville d'Alger fut maintenue en 1967, mais il n'y eut plus d'administrateur général. En 1974, deux arrondissements furent ajoutés (Bouzareah et Bir Mourad Raïs).
En 1977, les arrondissements devinrent des communes de plein exercice, mais il fut créé le Conseil populaire de la Ville d'Alger (CPVA) regroupant les anciens arrondissements afin de poursuivre les prérogatives de l'ex-commune d'Alger. Une nouvelle entité vint s'ajouter au CPVA, il s'agit de Baraki, portant l'ensemble à 13 communes. À la suite du découpage administratif de 1984, la ville fut une nouvelle fois réorganisée en 1985 en passant à 15 communes mais la superficie fut divisée par trois, passant à 58,5 km2, en se délestant des territoires périphériques, à l'est autour d'El Harrach, à l'ouest (Bouzareah) et au sud (Bir Mourad Raïs). Elle continua à être gérée conjointement par les communes et le CPVA mais ce dernier est placé sous la tutelle de la wilaya.

### La wilaya remplace la ville
Depuis le report des élections municipales de 1989, le CPVA n'existe plus. Il fut d'abord remplacé par un Conseil communal provisoire de l'agglomération urbaine d'Alger (CCPAUA). Quelques mois plus tard, en avril 1990, deux nouvelles lois relatives à la commune et la wilaya furent adoptées, et les Conseils urbains coordination de la wilaya d'Alger (CUC) furent créés, les anciennes communes formant la ville d'Alger ayant été regroupées sous l’appellation Conseil intercommunal d'Alger. À partir de ce moment-là, l'administration de la wilaya se substitue définitivement à celle de la ville. Ainsi, les directions et services techniques liées au CPVA furent mis sous la tutelle de la wilaya avant de devenir des EPIC.
En 1997, après s'être agrandie de 24 nouvelles communes, la wilaya d'Alger fut dotée d'un statut particulier et devient le Gouvernorat du Grand Alger (GGA), elle serait dirigée un ministre gouverneur, en l’occurrence Cherif Rahmani. Elle serait organisée en 28 communes urbaines, dénommées arrondissements urbains et en 29 communes simples. Ce nouveau statut ne dura pas longtemps, puisqu'en 2000, le Gouvernorat du Grand Alger fut dissous, ayant été jugé inconstitutionnel.

### Maires d'Alger

#### Liste de quelques maires d'Alger
- 1830-1831 : Ahmed Bouderba, maire, avec M. Brugière comme commissaire du Roi.
- 1831-1841 : Charles Branthome, maire, avec Benjamin Cadet de Vaux, commissaire du Roi (qui était l’un des trois fils du chimiste et pharmacien Antoine-Alexis Cadet-de-Vaux).
- 1832-1837 : Alexandre Pierre Cottin
- 1841 - ? : Louis Clément
- 1841-1842 : Baron Hubert
- 1842-1848 : François de Lévézou, comte de Vesins, ancien sous-préfet de Saint-Affrique, puis de Millau sous la Restauration, chevalier de la Légion d'honneur
- 1848-1853 : M. Lechêne
- 1853-1858 : Jean-Baptiste Vincent de Guiroye, ancien intendant militaire. Décédé à El-Biar le 30 août 1869 à l'âge de 80 ans.
- 1858-1867 : Jean-Jules Sarlande
- 1867-1871 : M. Sarlande
- 1871-1873 (successivement) : François, Jean François Joseph Gastu, Romuald Vuillermoz (Wuillermoz), Metinger
- 1873-1874 : Vuillermoz
- 1874-1874 : Adolphe Blasselle
- 1876-1878 : Hippolyte Mongellas
- 1878-1881 : Dr Jean-Jules Feuillet
- 1881-1898 : Auguste Guillemin
- 1898-1899 : Max Régis (révoqué)
- 1899-1900 : Edmond Voinot
- 1900-1901 : Max Régis
- 1901-1902 : Jean-André-Raphaël Antonini
- 1902-1908 : Frédéric Altairac
- 1908-1910 : M. Savignon
- 1910-1919 : Charles De Galland (1851-1923)
- 1924-1929 : Alphonse Raffi (1859-1951)
- 1929-1936 : M. Brunel
- 1936-1942 : Augustin Rozis
- 1942-1943 : M. Peisson
- 1943-1944 : Marcel Duclos (né à Toulon en 1891 - mort le 30 décembre 1944 dans un accident d’avion), avocat, puis avoué.
- 1944-1945 : Dr Murat
- 1945-1947 : Général Paul Tubert (1886-1971)
- 1947-1953 : Pierre-René Gazagne
- 1953-1958 : Jacques Chevallier (1911-1971)
- 1958-1960 : Omar Mohamed Bouarouba
- 1960-1961 : Charles Corbin
- 1961-1962 : Joseph Lounes Hattab-Pacha (né à Alger le 5 février 1929 - décédé à Marseille le 20 octobre 2009)
- 1962-1967 : c'est un préfet administrateur de la Ville d'Alger qui administrait la ville avec les maires des arrondissements qui étaient désignés par le préfet d'Alger.

Présidents du CPVA (Conseil populaire de la Ville d'Alger)
À partir du 5 février 1967 (date des premières élections municipales au suffrage universel depuis l'indépendance) le maire de la Ville d'Alger est appelé « Président du Conseil populaire de la Ville d'Alger ».
- 1967-1975 : Bachir Mentouri[110]
- 1977- ? : Mustapha Medjaoui
- 1980-1985 : Belaid Khelifa
- ? -1995 : Smaïl Tifaoui

## Urbanisme

### L’organisation spatiale et territoriale de l’aire métropolitaine
La vieille ville, comptoir phénicien et médina berbère, appelé casbah d'Alger est adossé au massif de Bouzareah (site en amphithéâtre). Il est protégé des vents de l’ouest et par des écueils et îlots (atouts défensifs).
À l'origine, il y a la casbah d'Alger qui déployait en éventail ses petites maisons basses du pied des collines sahéliennes jusqu'à la mer. L'étroitesse de son territoire poussera les notables à édifier des résidences secondaires plus spacieuses à la campagne, au-delà des remparts de la ville ; c'est le fahs algérois. Il se divise en trois zones, selon les portes qui les desservent, fahs de Bâb El Oued (porte de Bâb El Oued), le fahs de Bâb Azoun (porte de Bâb Azoun) et le Fahs de Bâb J'did (porte de Bâb J'did). Au-delà se délimitaient les wtan. La casbah, le fahs et les wtan composaient ce qui s'appelait Dar Es Soltan. La gestion administrative du fahs était confiée au caid El Fahs. En plus des djenans, des marabouts, des fontaines (Bir Mourad Rais, Bir Khadem, Hamma, des cimetières, fours à chaux parsemaient le territoire. De magnifiques demeures, les Djenans, maisons mauresques avec jardins et dépendances, constellaient de leur blancheur la campagne verdoyante. Occupées en été lors des grandes chaleurs, des travailleurs en assuraient le gardiennage et entretenaient les jardins potagers le reste de l'année. Un grand nombre de ces djenanes existent encore aujourd'hui, dispersées dans le tissu de la ville moderne. Si certains d'entre eux existent encore aujourd'hui, nous le devons à leur occupation et à la maintenance par des institutions d'État (Dar Mustapha Pacha au palais du Peuple) de santé (Dar Hassan Pacha à l'intérieur de l'hôpital Maillot), des musées (musée du Bardo, musée des antiquités ex-Gsel), des sièges de consulats et actuellement d'ambassades. Mais une grande partie de ces demeures a été soit détruite, soit laissée à l'abandon (leurs propriétaires ayant quitté le pays au début de la colonisation). C'est vers le fahs que la ville va s'agrandir, d'abord en occupant l'étroite plaine littorale (Mustapha, Bab El Oued) puis en colonisant les collines du Sahel (quartiers des hauteurs d'Alger).
Le site s’est avéré par la suite, notamment aux débuts de la colonisation française, trop exigu pour contenir une urbanisation alimentée par la pression démographique et les besoins en équipements et infrastructures. Son extension s’oriente principalement vers l’est pour des raisons liées à la topographie du site marquée par l’existence de la plaine de la Mitidja, tandis que la présence d’une barrière montagneuse à l’ouest exclut toute option pour cette direction. Globalement, l’extension spatiale de l’agglomération d’Alger est alors orientée dans les deux directions suivantes :
- vers le sud-est (les hauteurs) : ce site culminant à 400 m d’altitude, fortement découpé de ravins et aux pentes très fortes, abritera dans un premier temps un habitat pavillonnaire et par la suite de grands équipements ;
- vers l’est : de la plaine littorale jusqu’à la Mitidja.

Ce site a privilégié l’extension de la ville d’Alger pendant la colonisation (Belcourt, Hussein Dey) et après la période coloniale. Composé de terrains agricoles ne présentant pas de difficultés majeures à l’urbanisation, il a accueilli beaucoup de programmes d’équipement après la période coloniale à savoir :
- les programmes d’habitat planifiés (ZHUN) : Bab Ezzouar et Dar El Beida ;
- l’université de Bab Ezzouar, l’aéroport international, le parc des expositions ;
- les zones industrielles (El Harrach - Oued Smar - Rouiba - Réghaïa).

Les dynamiques récentes montrent que le tissu urbain d’Alger s’est élargi et étendu en progressant :
- vers les reliefs sahéliens du Sud-Ouest (jonction de l’agglomération de Birkhadem avec les agglomérations de Draria, Sebala et Saoula) ;
- vers la zone sahélienne avec l’étalement de l’agglomération de Cheraga et la continuité de son bâti jusqu’à Ouled-Fayet et El Achour au sud-est et avec les agglomérations de Ain Benian et Staoueli au nord-ouest ;
- vers le sud, avec la jonction des agglomérations de Baraki, Oued Smar et Dar El Beida ;
- le long de la côte et de la baie d’Alger avec le « remplissage » de l’espace compris entre Bordj El Kiffan, Bordj El Bahri, Tamentfoust et El Marsa)[111].

### Principaux quartiers d'Alger

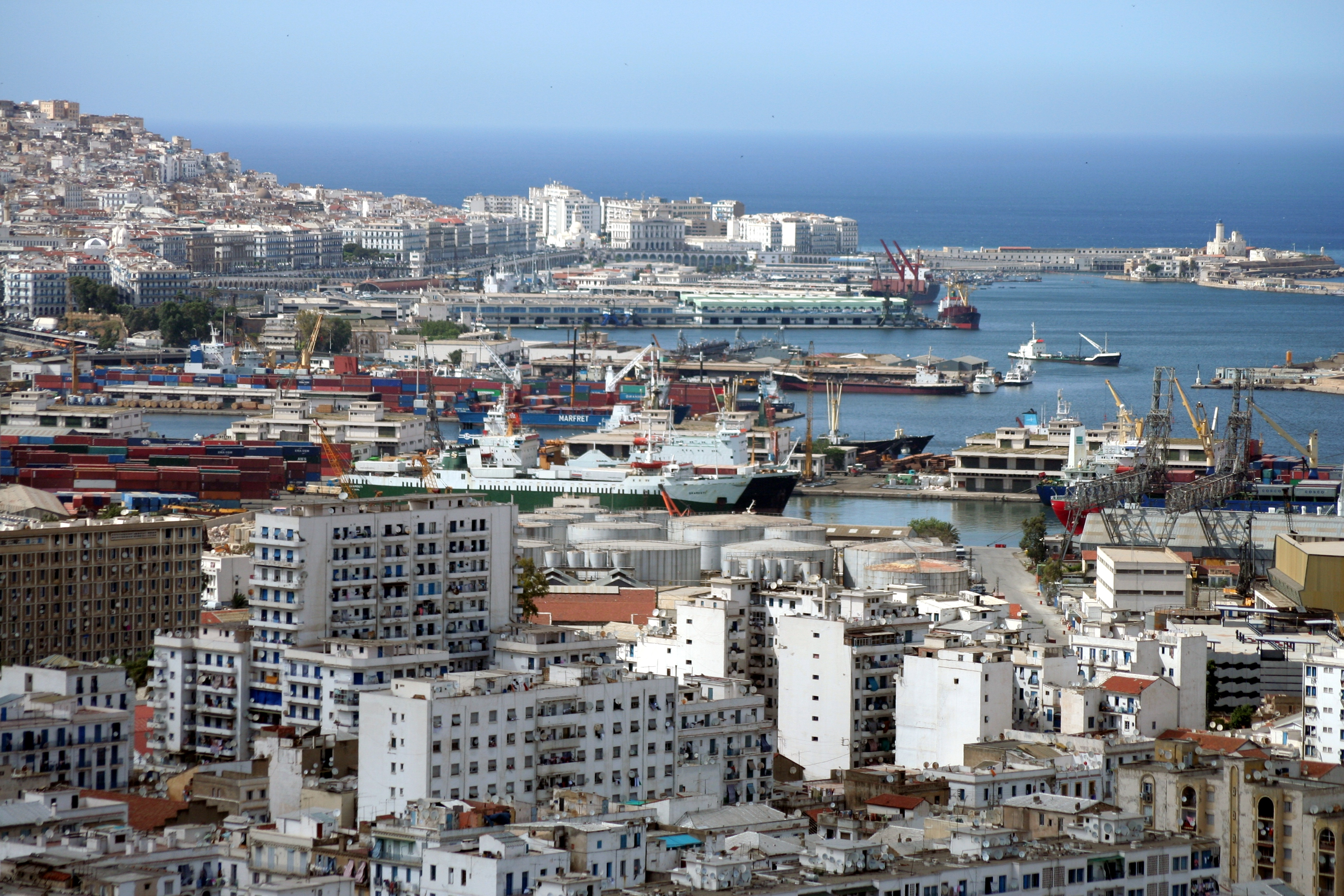
Belouizdad avec le front de mer au second plan.

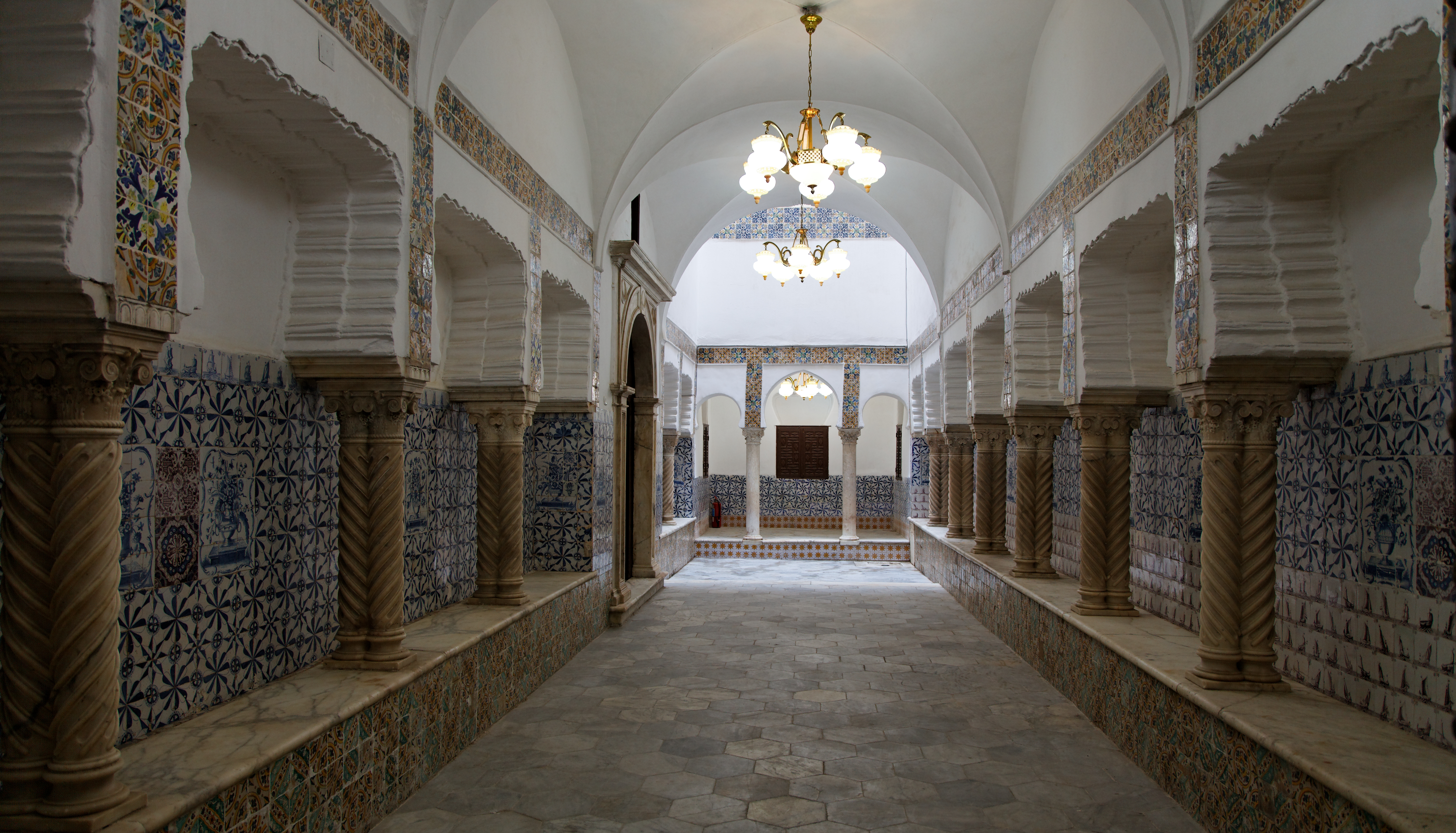
Intérieur d'une demeure à la casbah d'Alger.

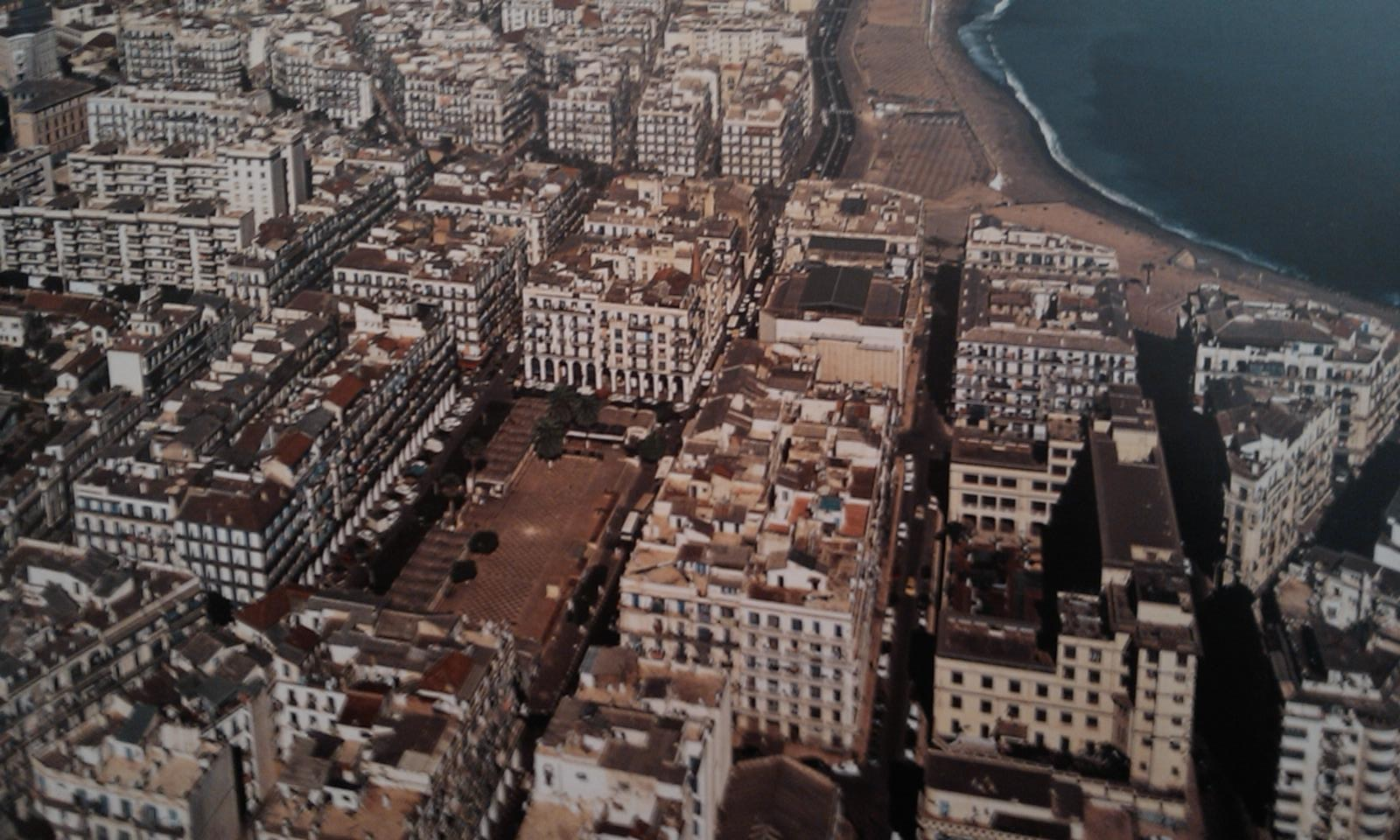
Quartier de Bab El Oued.

La casbah (« la Citadelle »), Ier arrondissement d'Alger : surnommée Al-Djazaïr al Mahroussa (« Alger la Bien Gardée »), elle est fondée sur les ruines de l’ancienne Icosium. C'est une petite ville qui, construite sur une colline, descend vers la mer, divisée en deux : la ville Haute et la ville Basse. On y trouve des bâtisses et des mosquées du XVIIe siècle ; mosquée Ketchaoua (bâtie en 1794 par le Dey Baba Hassan) flanquée de deux minarets, mosquée el Djedid (1660, à l'époque de la régence turque) avec sa grande coupole ovoïde terminée en pointe et ses quatre coupolettes, mosquée El Kébir (la plus ancienne des mosquées, elle fut construite par l'Almoravide Youssef Ibn Tachfin et plus tard reconstruite en 1794), mosquée Ali Betchnin (Raïs, 1623), Dar Aziza, palais de la Jénina. La casbah, c'est aussi des labyrinthes de ruelles et de maisons pittoresques ; et si l'on s'y perd, il suffit de redescendre vers la mer pour se repositionner.
Alger-Centre. La rue Didouche Mourad (ex rue Michelet) est située dans le 3e arrondissement d’Alger. Elle s'étend de la Grande Poste jusqu'au palais du Peuple (ancien palais d'été). Elle traverse notamment la place Audin, La faculté d’Alger, le Sacré-Cœur et le parc de la Liberté (ex-de Galland). Elle est bordée de magasins et de restaurants chics sur une grande partie de sa longueur.
Front de mer : à partir de 1840, les architectes Pierre-Auguste Guiauchin et Charles Frédéric Chassériau installèrent de nouvelles constructions en dehors de la casbah, hôtel de ville, palais de justice, bâtiments, théâtre, palais du Gouverneur, casino… pour former une élégante promenade bordée d'arcades qui est désormais le boulevard Che Guevara (ex-boulevard de la République).
Bab El Oued : quartier populaire qui s’étend de la casbah au-delà de « la porte de la rivière ». C'était au départ le quartier du petit peuple européen avant 1962. Célèbre par sa place « les trois horloges » et par son ancien « marché Triolet » noyé après les fameuses inondations de 2001, mais aussi pour ses nombreux artistes de tous genres, Bab El Oued était aussi un des fiefs du FIS. C'est aussi un quartier d'ateliers et de manufactures.

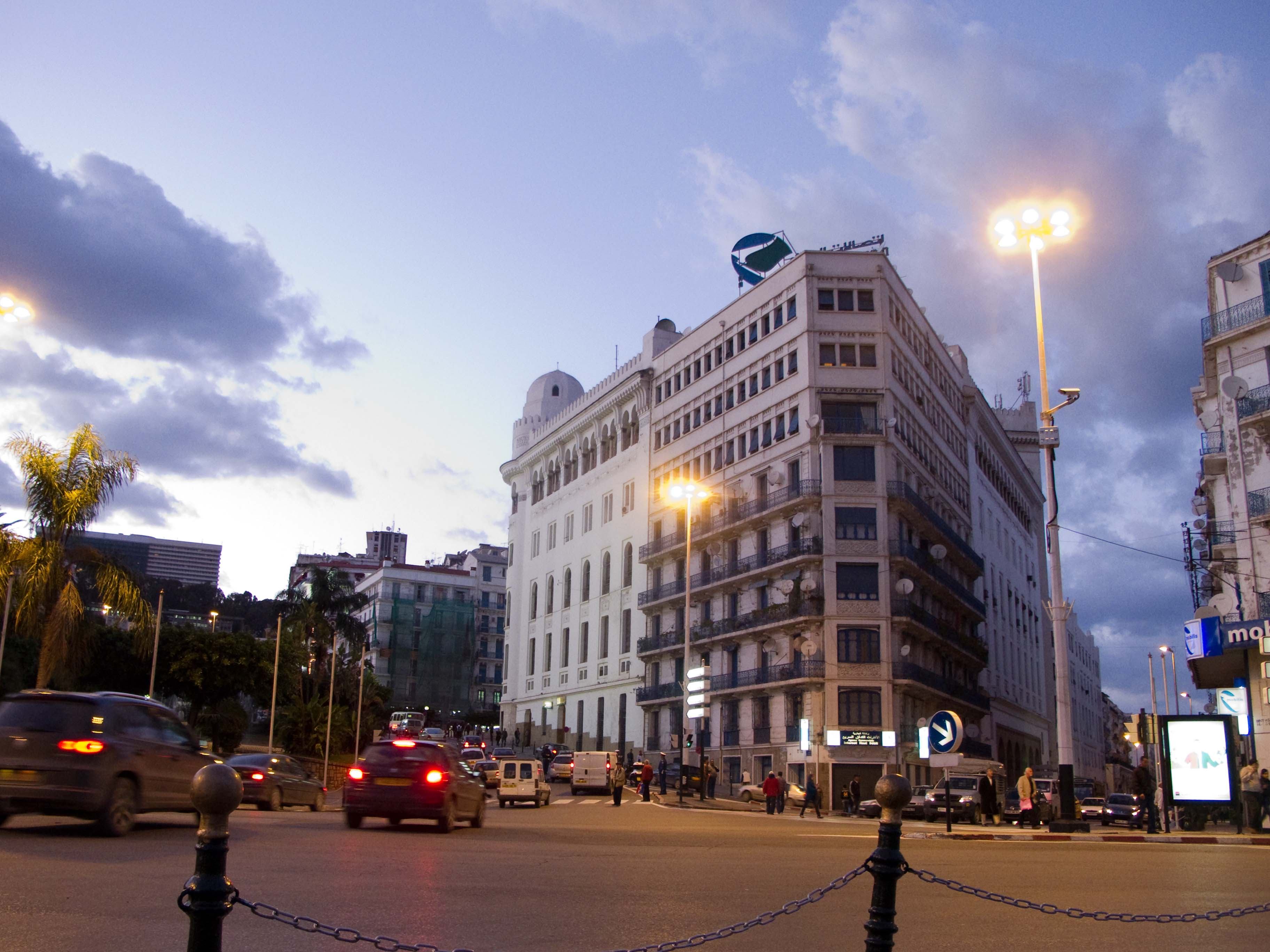
Carrefour de la Grande Poste, « cœur battant » de la ville d'Alger.

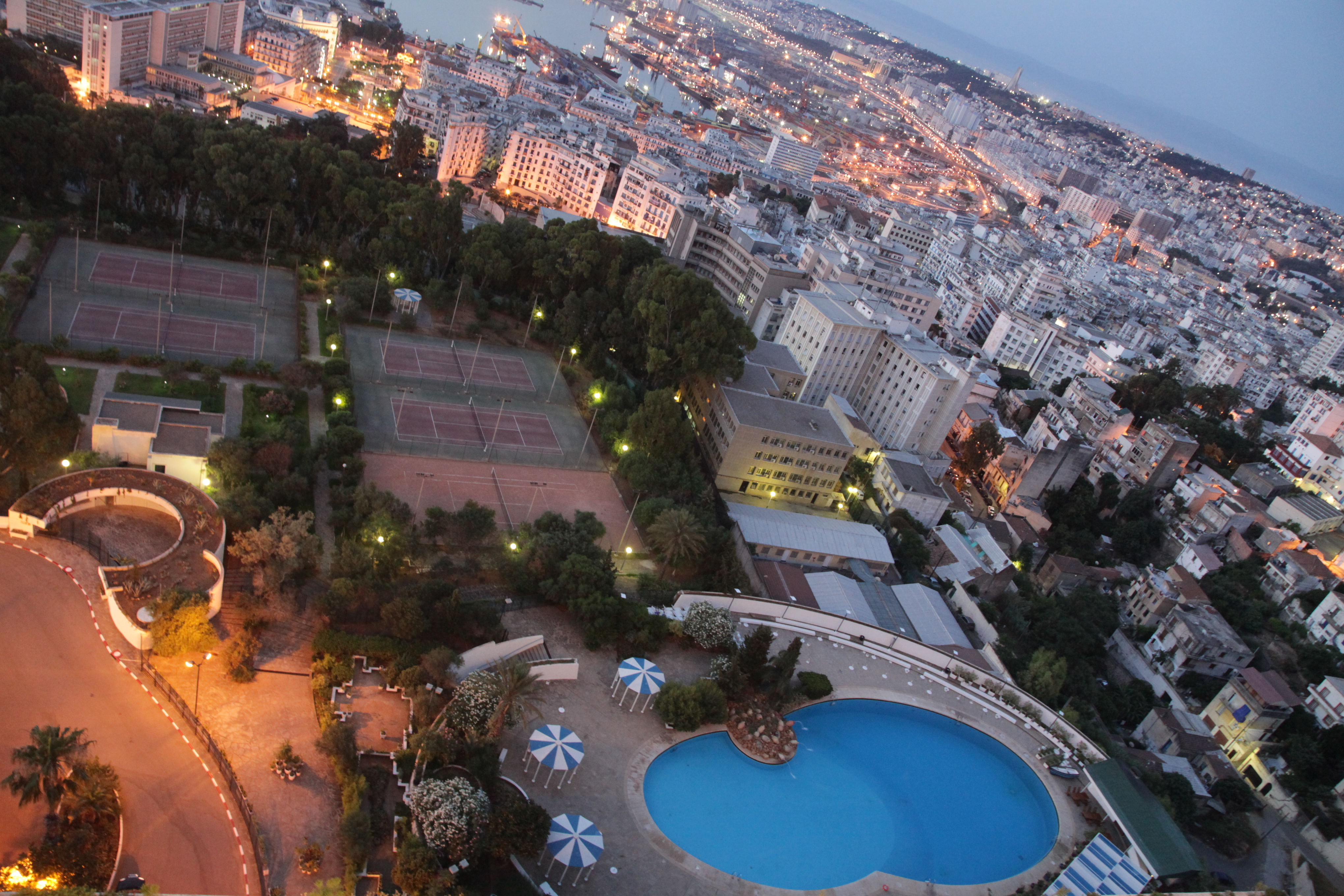
Hôtel El Aurassi.

Belouizdad : antérieurement, Belcourt pendant la période coloniale, Hamma Annassers après l'Indépendance, est une commune de la wilaya d'Alger en Algérie, mais aussi un quartier populaire et surtout révolutionnaire de la ville d'Alger.

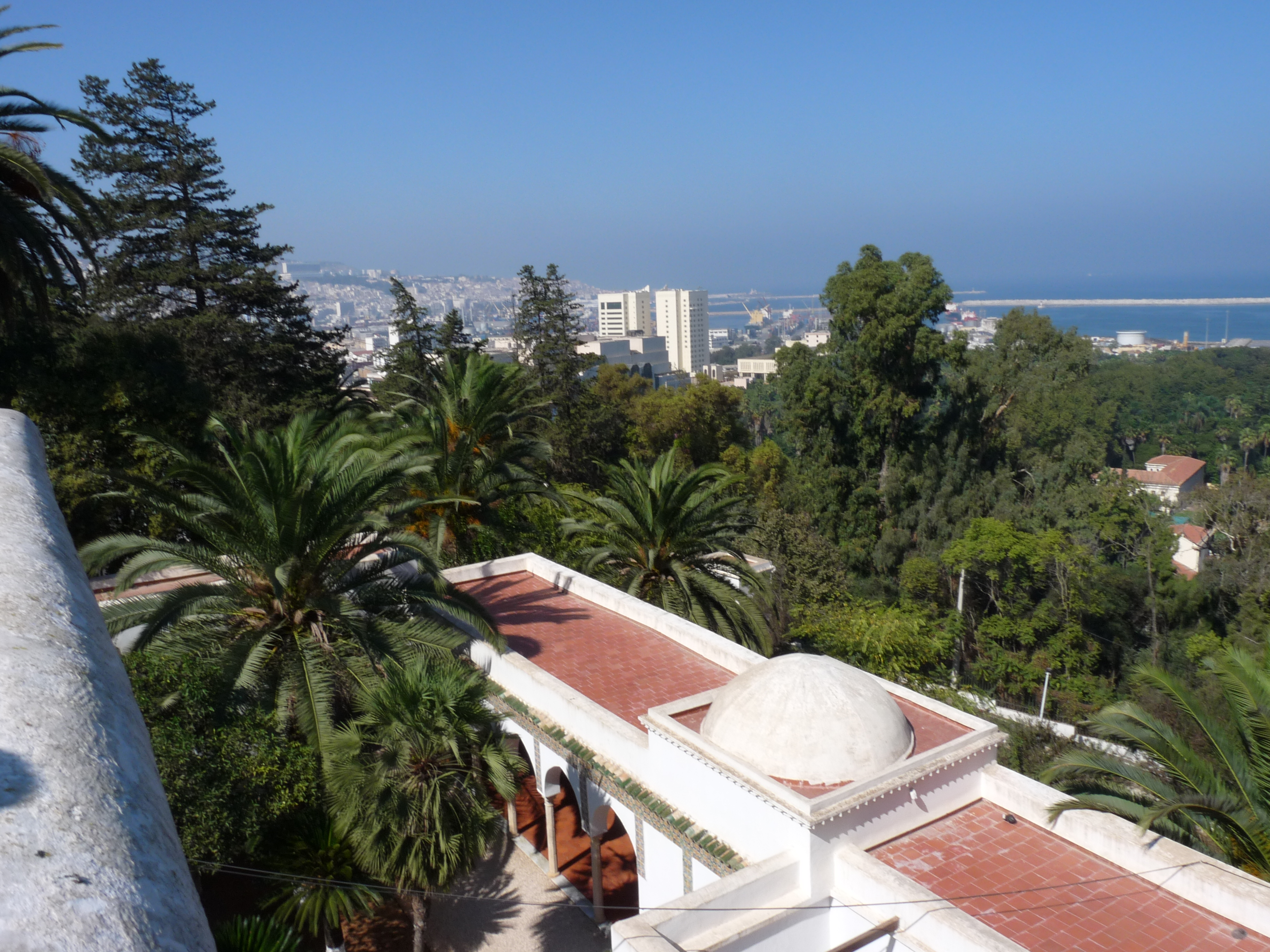
Jardins exotiques recouvrants les hauteurs d'Alger.

Birkhadem est une commune située dans la proche banlieue Sud d'Alger, elle est située à environ 8 km au sud du centre-ville d'Alger, La commune de Birkhadem est traversée par la rocade Sud d'Alger. Elle dispose d'une gare ferroviaire à Ain Naadja ainsi qu'une gare routière, elle comporte plusieurs établissements scolaires : des écoles primaires, des collèges et deux lycées, elle dispose aussi d'une bibliothèque municipale réservée principalement aux étudiants. Birkhadem devient une commune de plein exercice par ordonnance le 31 décembre 1856.
Kouba (daïra d'Hussein-dey) : Kouba est une ancienne bourgade qui a été phagocytée par l'expansion de la ville d'Alger. De bourgade, Kouba s'est rapidement développée sous l'ère coloniale française puis plus encore à la faveur de la formidable explosion démographique qu'Alger a connue après l'indépendance de l'Algérie en 1962. Au début du XXIe siècle, c'est un quartier d'Alger à part entière, constitué principalement de maisons, de villas et d'immeubles ne dépassant pas les cinq étages.
El-Harrach (anciennement Maison-Carrée), d'après le nom de l'oued (le fleuve) qui traverse ce quartier. L'embouchure de ce fleuve a joué un rôle très important dans la prise d'Alger et du Peñón, ce rocher en face d'Alger occupé par les Espagnols. En effet, au début du XVIe siècle, à l'appel de l'un des dignitaires autochtones algérois qui voyait la perte progressive de l'autorité de la ville devant l'occupation du Peñón par les Espagnols, l'un des frères Barberousse y cacha sa flotte avant de prendre Alger par surprise par le côté sud-est. Ce quartier d'Alger fut nommé Maison-Carrée par les Français, qui en firent la zone industrielle de la ville. Ainsi, pendant la colonisation, aussi bien Maison-Carrée que Hussein-Dey furent des villes-satellites d'Alger où Algériens autochtones et Français ne cohabitaient guère, du fait d'une nette ségrégation résidentielle. Cette ville fut un quartier résidentiel pour une couche aisée de Français, mais un véritable ghetto pour les Algériens, surtout ceux poussés par l'exode rural. La commune fut annexée par Alger en 1959.
El-Harrach écrivit également une grande page d'histoire sportive avec la boxe et le football. Après l'indépendance, El-Harrach devint progressivement un quartier d'Alger, et ultérieurement chef-lieu de Daira avec un nouveau découpage en quartiers, comme Mohammadia (Lavigerie), Belfort, Bellevue, Le Parc, Oued-Smar, Cinq-Maisons, Les Dunes, Les Pins-Maritimes, Beaulieu, etc.
Hydra, El-Biar, Ben Aknoun, Dely Ibrahim et Bouzareah forment ce que les Algérois nomment les hauteurs d'Alger. Ces communes, parfois réputées chics, abritent la plupart des ambassades étrangères d'Alger, de nombreux ministères et centres universitaires, ce qui en fait un des pôles administratifs et politique du pays, et souvent considérer comme les meilleurs quartiers du pays.

### Les arrondissements périphériques

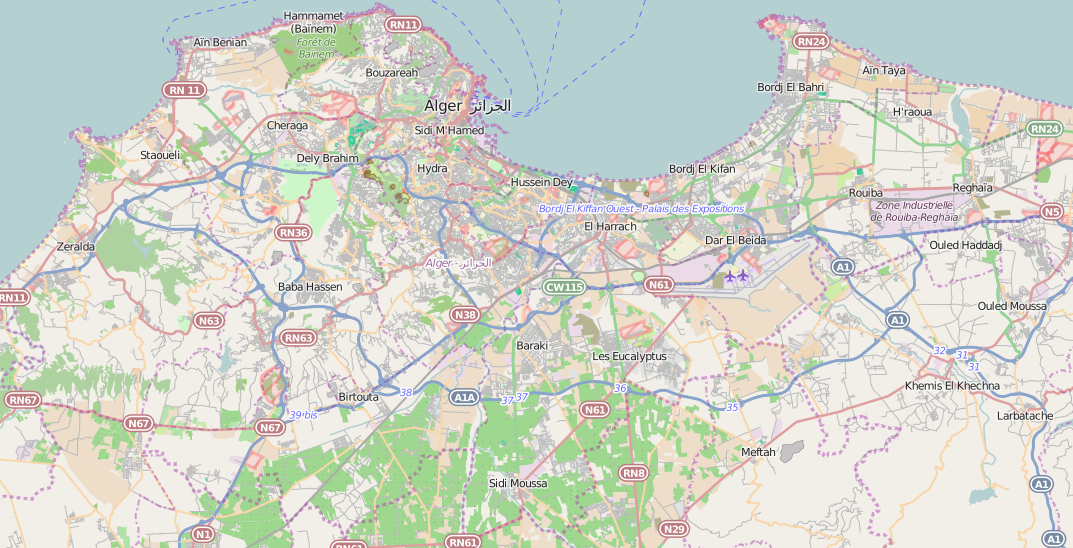
Agglomération de la wilaya d'Alger.

Les arrondissements périphériques d'Alger abritent désormais plus de la moitié des habitants de la wilaya d'Alger. On peut citer notamment : Hussein-dey, El-Harrach, Bab Ezzouar, Réghaïa, Rouïba, Bouzareah, Chevalley, Hammamet et Kouba. On peut aussi y ajouter les banlieues de Chéraga, Bordj el Kiffan (anciennement « Fort de l'eau »), Dar El Beida, Dély-Ibrahim, Draria, Aïn Benian (anciennement « Guyotville »), Bordj El Bahri (anciennement « cap Matifou ») et Les Eucalyptus.

### Monuments et sites

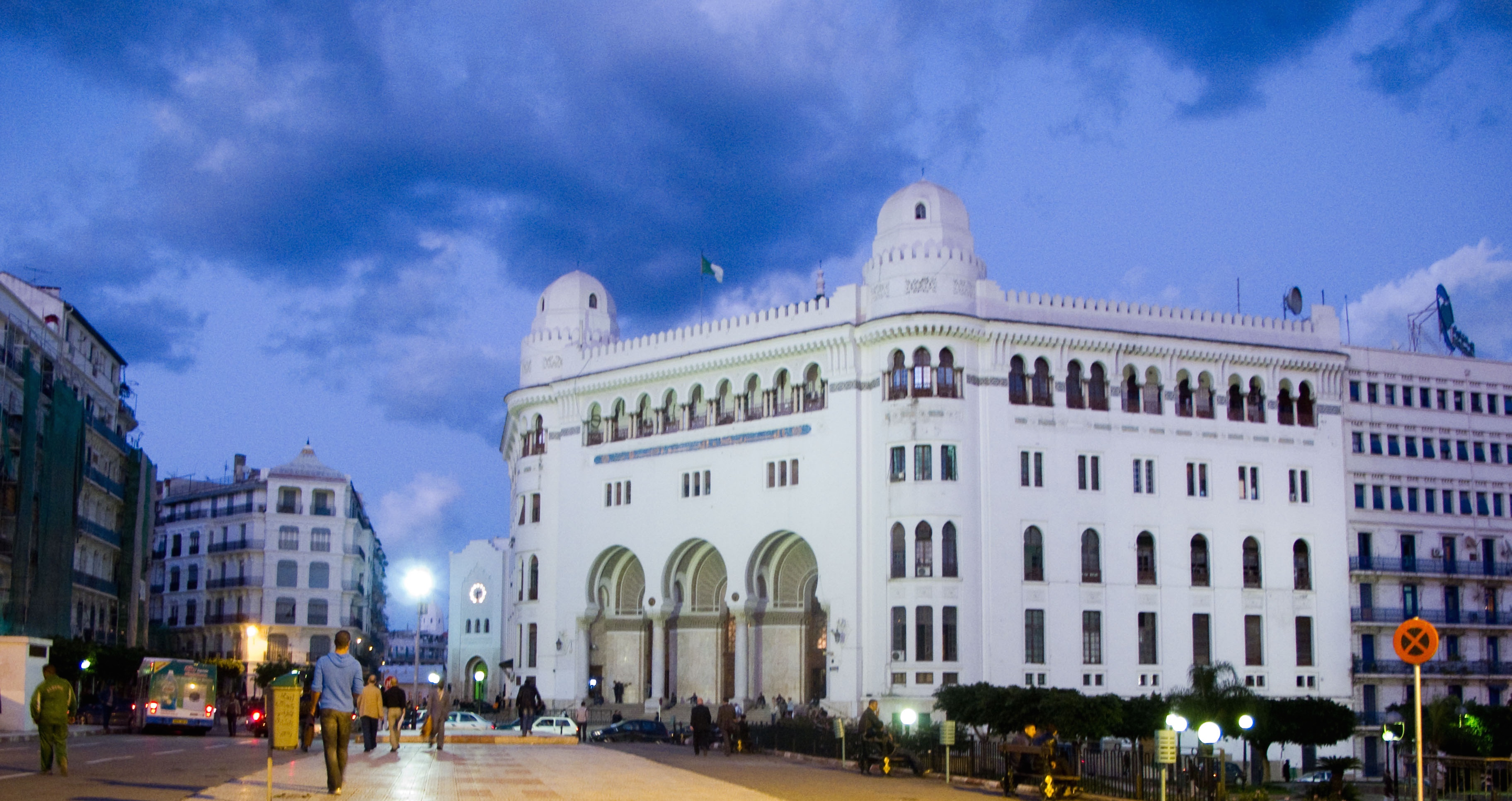
La Grande Poste.

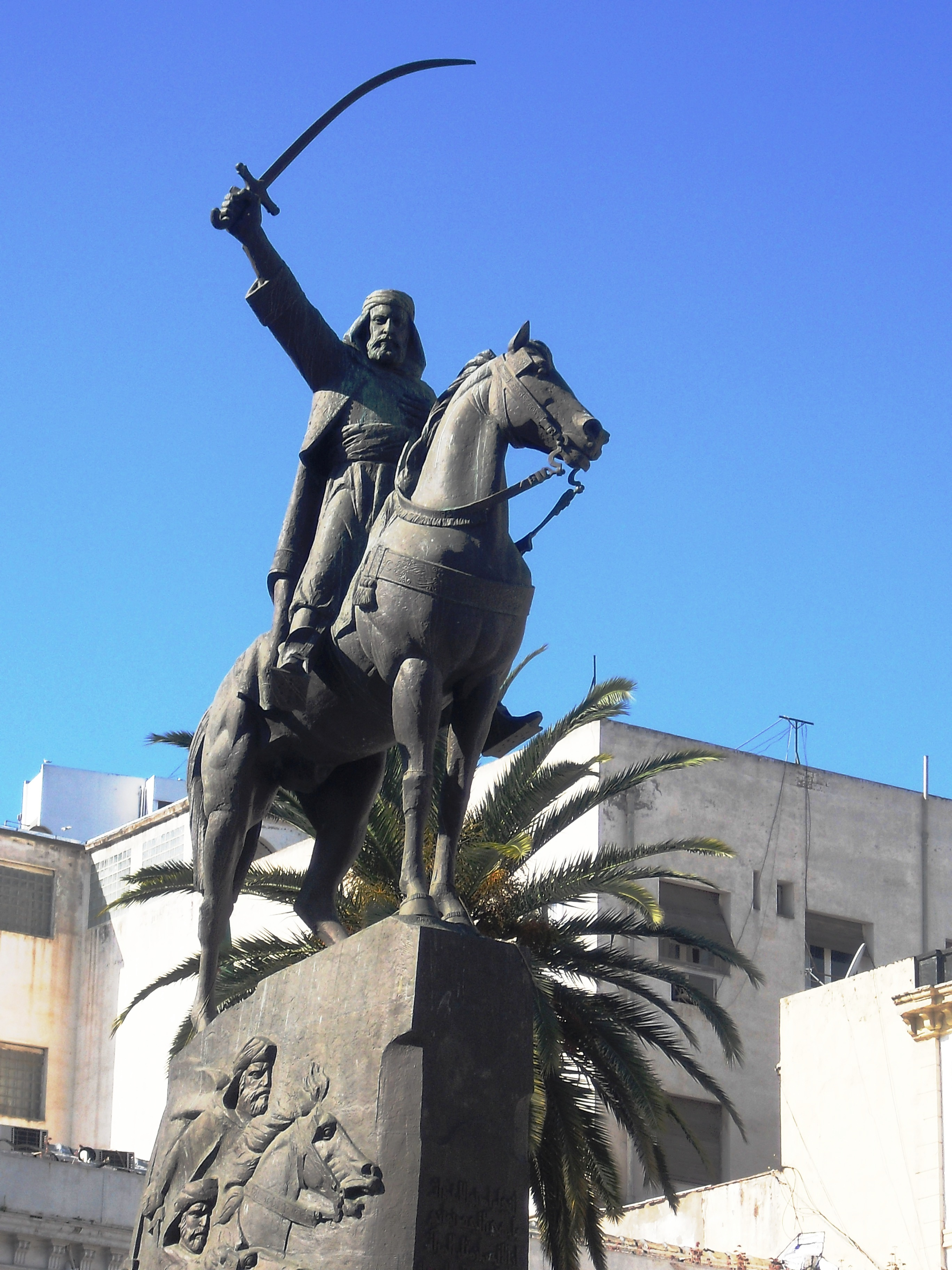
Statue de l’émir Abdelkader, place de même nom.

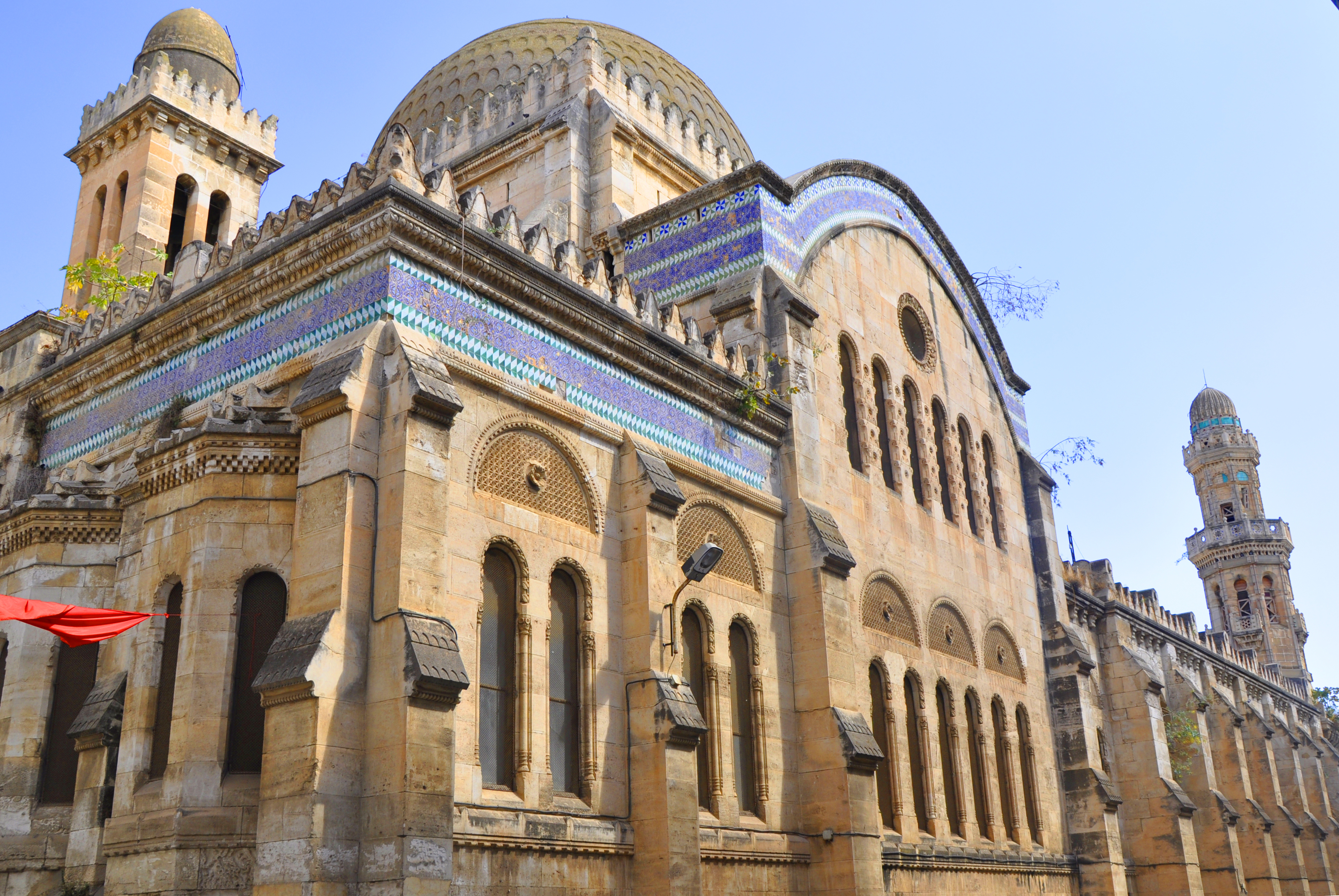
La mosquée Ketchaoua, à la basse casbah.

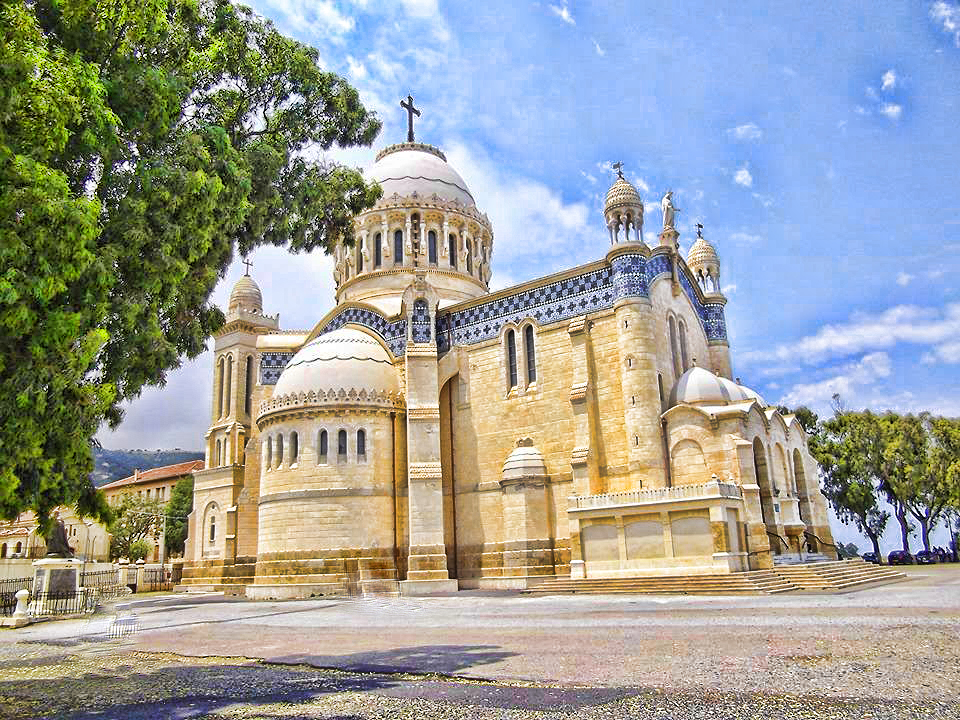
Basilique Notre-Dame d'Afrique.

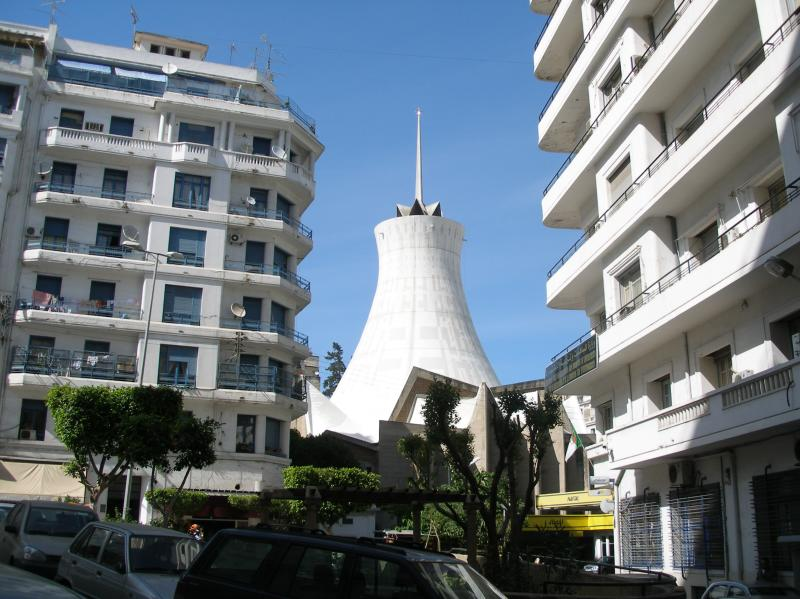
Cathédrale du Sacré-Cœur d'Alger.

La casbah fondé par les Zirides est le cœur de la ville et reste une référence architecturale avec ses ruelles et ses joyaux d'art berbère algérienne. Elle renferme de nombreux palais, mosquées, mausolées, musées et demeures pittoresques, notamment les mosquées Jamaa al-Jdid et Ketchaoua.
Le sanctuaire du Martyr (Maqam E'chahid) : érigé à l'emplacement du monument aux morts indigènes de la Seconde Guerre mondiale, le monument, conçu à l'École des beaux-arts d'Alger sous la direction de Bachir Yellès, a été construit par une société canadienne (Lavalin) en 1982. Surplombant la ville, haut de 92 mètres, il est composé de trois palmes stylisées reposant sur une vaste esplanade où brûle la « flamme éternelle » et recouvrant une crypte, un amphithéâtre et un musée souterrains. C'est un lieu de rassemblement et de recueillement à la mémoire des martyrs de la guerre d'indépendance du pays. Maqam E'chahid fait partie d'un vaste ensemble socio-culturel : le parc de la Victoire (Riadh El Feth).
La grande Mosquée d'Alger (Djamaâ el Djazaïr) est la plus grande mosquée d'Afrique et la troisième plus grande mosquée du monde. Son minaret est un gratte-ciel de 270 mètres (le plus haut d'Afrique) et aussi une attraction touristique. Cette mosquée est d'une capacité d'accueil de 120 000 fidèles.
La Grande Poste : construction de type néo-mauresque similaire à l'architecture des édifices la casbah d'Alger conçu en 1910 par l'architecte Marius Toudoire en collaboration avec Jules Voinot, a été  construit par des artisans et ouvriers algériens issus des différentes régions du pays est achevé en 1913 ; c'est le cœur d'Alger.

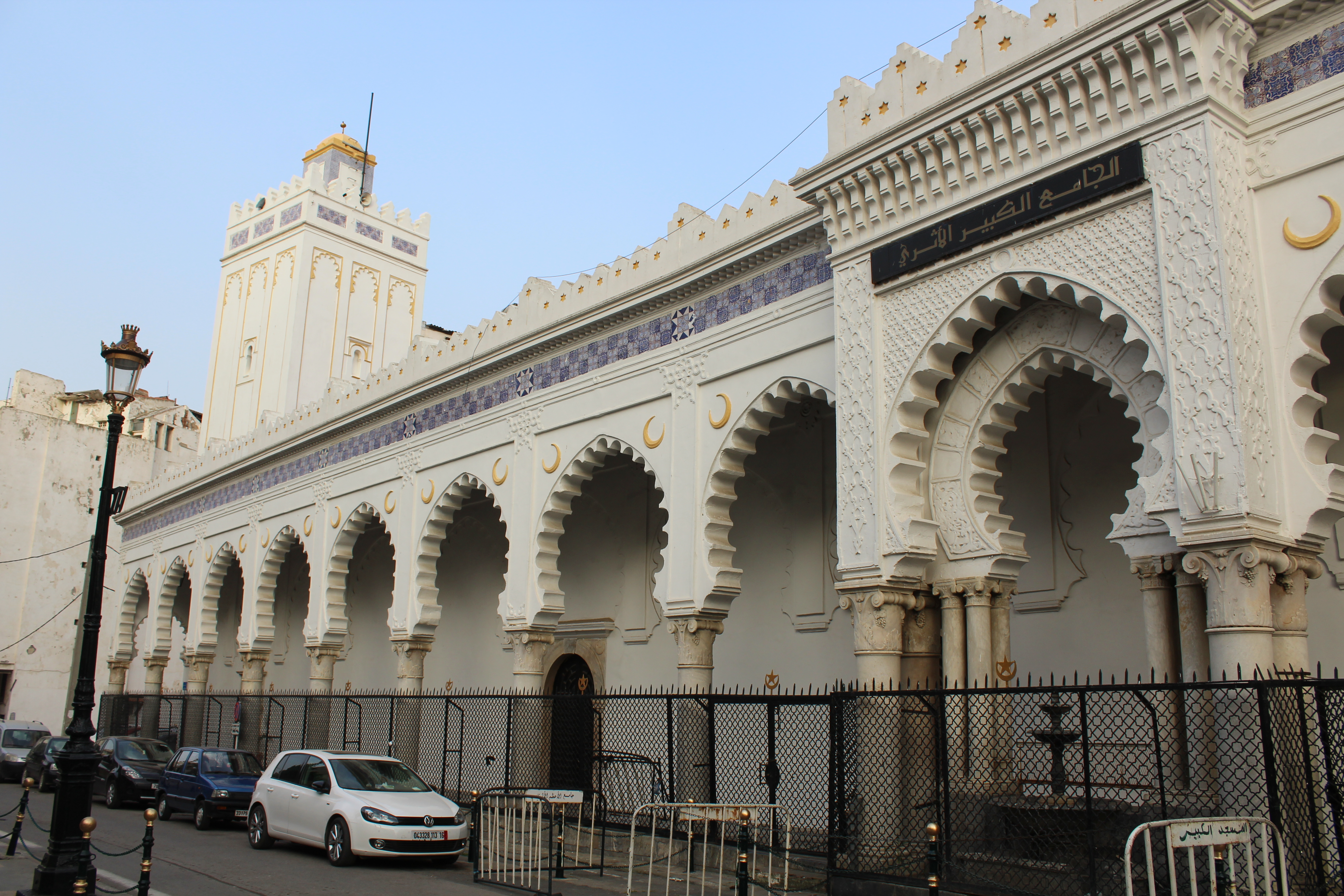
Al Djamâa al Kabir (Grande mosquée).

La Grande Mosquée, de 1097 (Al Djamâa al Kabir) : c'est le plus ancien édifice de la ville. Date de la période almoravide au XIe siècle, le minaret a été quant à lui construit par les Zianides de Tlemcen au XIVe siècle.
La mosquée Ketchaoua : construite en 1436 et reconstruite deux fois en 1613 puis en 1794. Transformée en église par la France entre 1832 et 1962, avant de redevenir une mosquée à l'indépendance.
La place Émir-Abdelkader (ex-place Bugeaud) : en mémoire de l'émir Abd El-Kader, résistant durant la conquête coloniale de l'Algérie.
La villa Abd-el-Tif : magnifique demeure qui a inspiré nombre d’artistes peintres. Durant la colonisation, de 1907 à 1962 y étaient logés les artistes lauréats du prix Abd-el-Tif, notamment Léon Cauvy et Jean Launois.
La Bibliothèque nationale, à l'architecture moderne, se trouve dans le quartier du Hamma.
Le palais des Raïs ou Bastion 23 : situé au quartier de la Marine (XVIIIe siècle). Un des pôles d'intérêt de l'histoire du vieil Alger.
La basilique Notre-Dame d'Afrique : remarquable du fait de sa situation géographique sur un promontoire qui domine le quartier de Bab El Oued, la basilique de style néo-byzantin de Jean-Eugène Fromageau fut édifiée de 1858 à 1872.
L'hôtel El Aurassi : l'imposant hôtel qui barre la perspective en accédant au centre-ville à partir du port depuis la rampe Tafourah.
L'université d'Alger : située au centre-ville, entre la place Audin, la Grande Poste et l'avenue Pasteur. Fondée en 1879, elle constitue le noyau des premiers universitaires algériens, notamment les médecins pendant la colonisation.
Le palais du Peuple : ancienne résidence des gouverneurs, est une bâtisse d'architecture algérienne du XVIIIe siècle. Des peintures murales représentent des scènes de la vie quotidienne réalisées par des artistes français au début du XXe siècle.

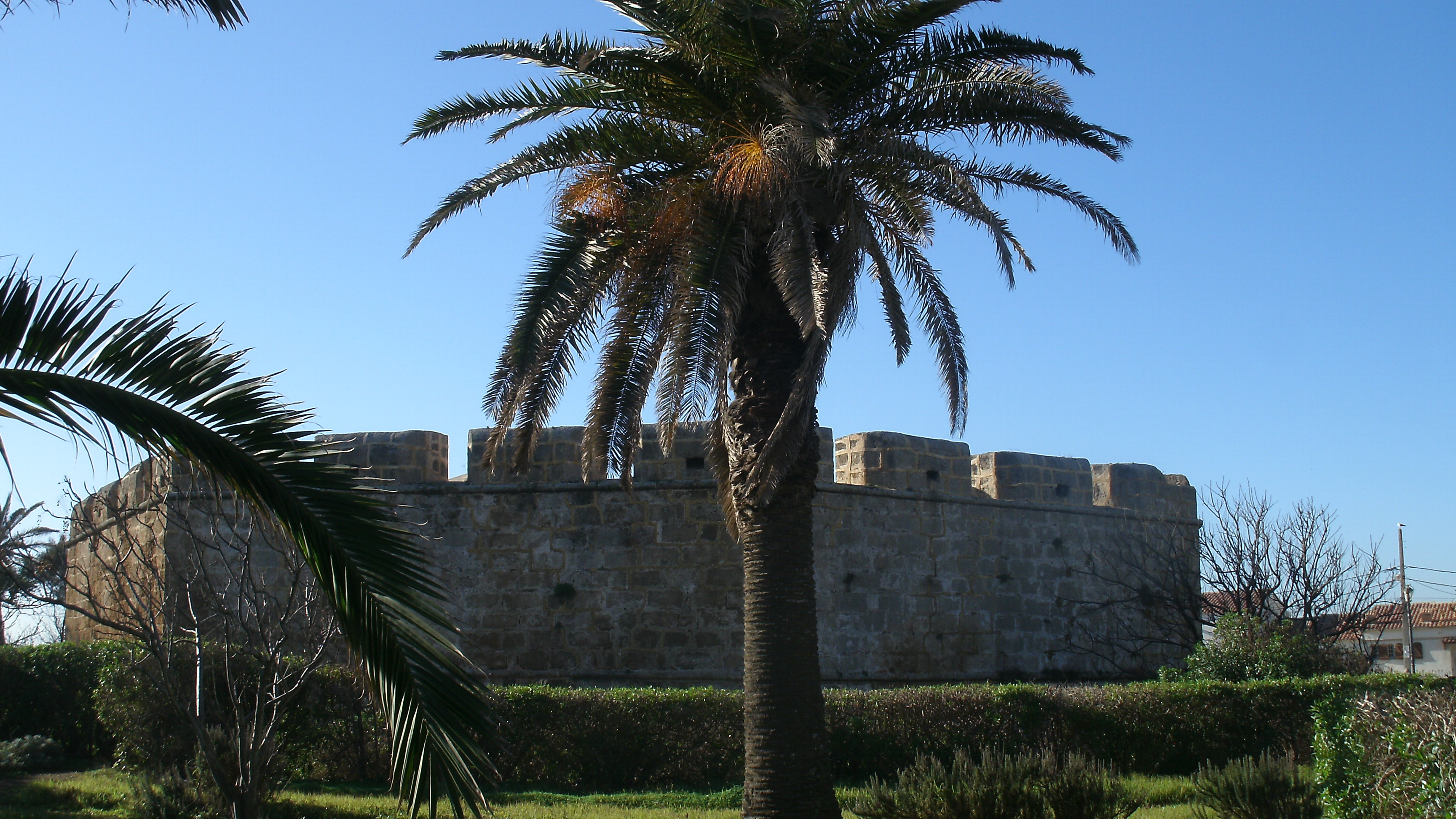
Le fort turc de Tamentfoust.

Le musée national du Bardo, ancienne villa construite durant l'époque de la Régence d'Alger vers la fin du XVIIIe siècle par un riche commerçant, et transformée en musée en 1930.
Rusguniae, un site archéologique antique, situé dans la commune d'El Marsa. La zone de protection est constituée de réservoirs d'eau, l'abside de la basilique, des thermes et des vestiges du port antique romain.
Le fort de Tamentfoust (Bordj de Tamentfoust) dans la commune d'El Marsa construit en 1661 par Ramdhan Agha sous le règne d'Ismaïl Pacha.

### Parcs et jardins

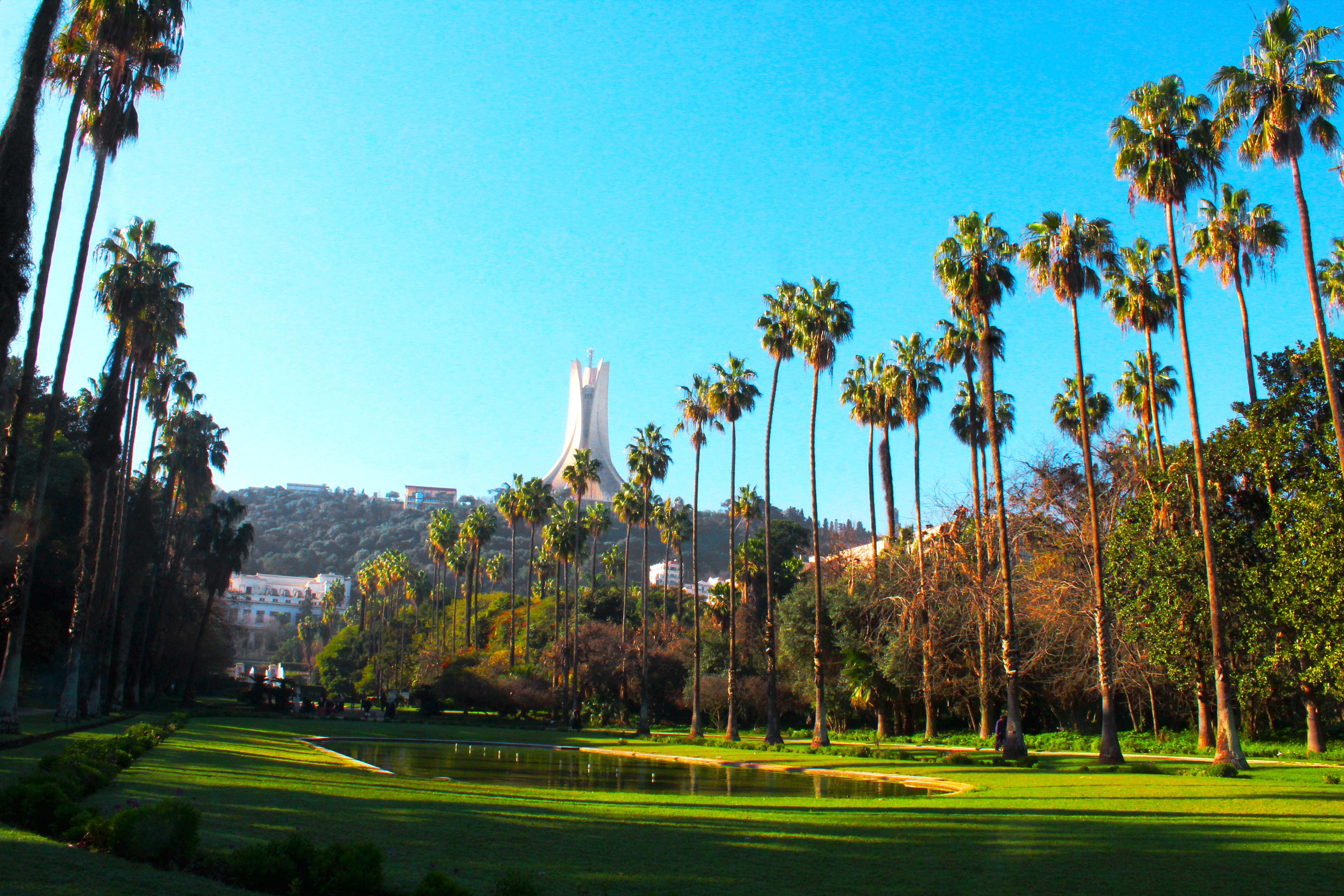
Jardin d'essai du Hamma.

- Jardin d'essai du Hamma : situé à l’est d'Alger, dans le quartier Belouizdad (anciennement Belcourt), il s'étend sur 32 hectares. On y trouve des plantes et jardins exotiques.
- Parc zoologique et des loisirs d'Alger : au sud-ouest du centre-ville d'Alger, bordé au nord par Ben Aknoun, au sud par Tixeraine, au nord-ouest par la cité Oued Roumane et à l'est par Hydra. La superficie totale englobe environ 304 hectares d'Alger sur un périmètre de 16 kilomètres. Le parc fut achevé dans les années 1980 lors du mandat du président Chadli Bendjedid.
- Parc de la Liberté, ex-parc de Galland : Construit par l'ancien maire d'Alger : Charles de Galland, inauguré en 1915. Ce jardin se situe sur les hauteurs du Sacré-Cœur, ce jardin aux arbres exotiques abrite également le musée des antiquités et celui de la période musulmane.
- Jardin de Prague, ex-jardin Marengo : est le premier jardin public d'Alger, créé en 1832. Il se situe entre les anciennes murailles ottomanes, et les anciennes murailles françaises.

- Jardin public de Rouïba : il fut créé en 1934. Sa superficie, s'étalant sur plusieurs hectares, renferme une riche variété florale, dont certaines espèces rares sont protégées par les conventions internationales. En face de ce jardin se trouve le jardin des Roses, réputé par sa diversité florale. Après avoir été mis sous scellés par les instances judiciaires des années durant, le jardin botanique de Rouïba a rouvert ses portes au public.
- Parc Beyrouth, ex-jardin Mont-Riant : se situe dans les hauteurs du Télemly, il abrite une salle omnisports, une garderie, une école primaire et le musée de l'Enfant.
- Jardin de l'Horloge florale : implanté sur le boulevard Mohamed Khmisti (ex-Laferière). Il domine la Grande Poste et une vue panoramique sur le centre-ville et une partie du port, lui-même dominé par le palais du gouvernement. Il abritait le monument aux morts de la Grande Guerre.
- Le parc des grands vents, qui se situe à l'ouest d'Alger a été partiellement (450 hectares) ouvert au public en 2013[117].
- Le parc Tifariti situé sur le sinueux chemin Sfindja (ex-Laperlier)[118].
- Le balcon Saint-Raphaël, à El Biar, offre une vue imprenable sur la baie d'Alger[119].

## Économie

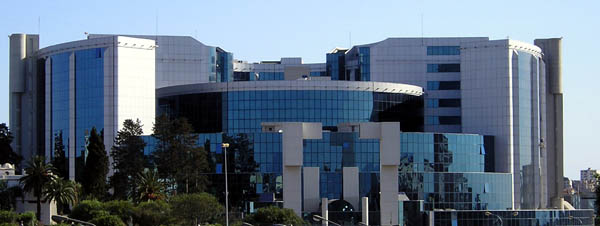
Ministère des Finances à Alger.

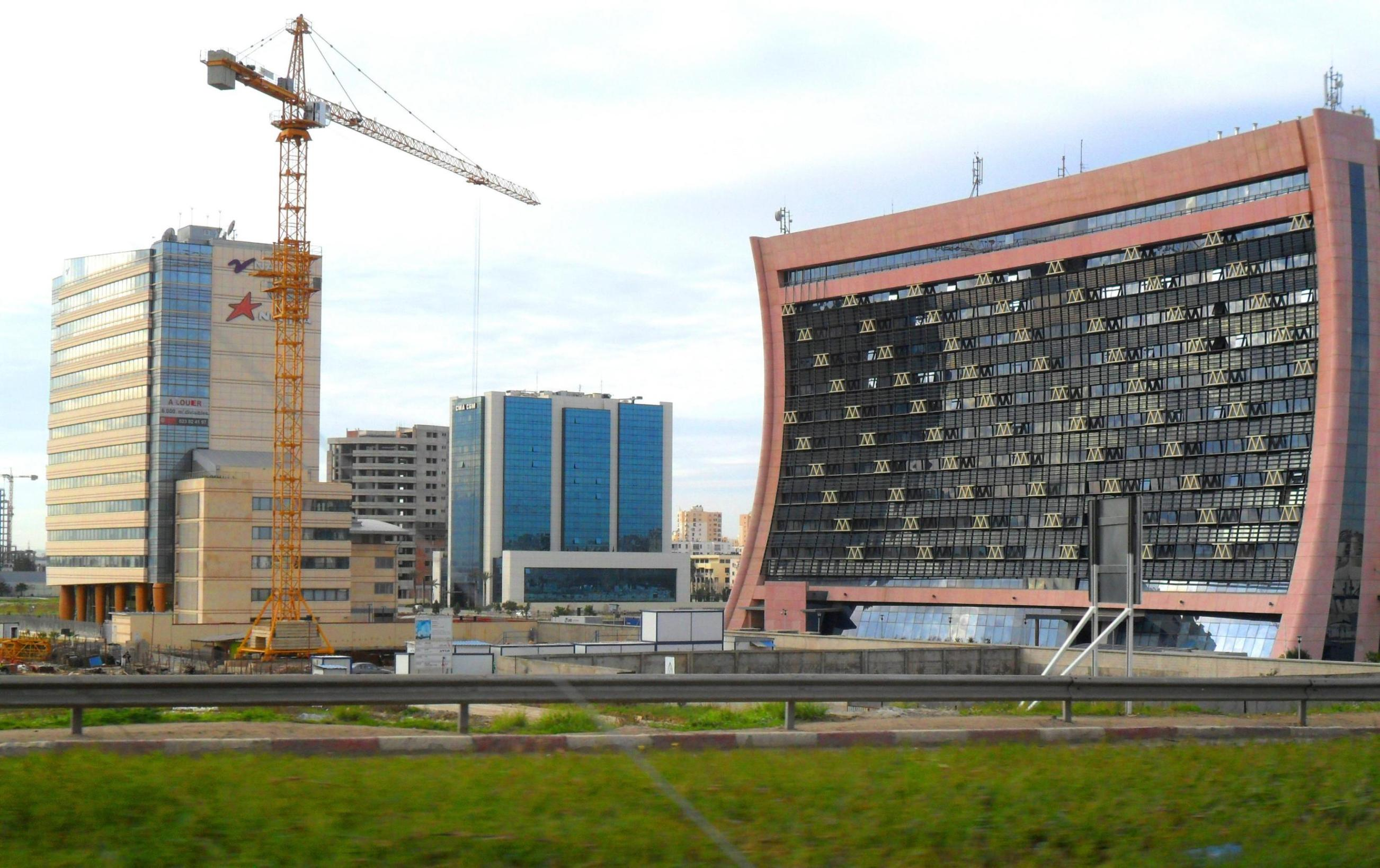
Le quartier d'affaires de Bab Ezzouar à Alger.

Alger connaît une tertiarisation croissante de son économie avec la prolifération des sociétés de services, elle est le premier pôle économique et commercial d'Algérie et le seul pôle financier important du pays. La Bourse d'Alger a enregistré une capitalisation dérisoire s'élevant à 126 millions d'euros en 2007. Depuis cette capitalisation ne cesse d'augmenter pour atteindre en juin 2024  3,93 milliards $ (ce qui reste trés faible pour un pays comme l'Algérie)
Alger abrite la première zone industrielle du pays, Rouïba créée en 1957, elle s'étend sur 1 000 ha. C'est d'abord l'usine Berliet qui ouvre ses portes en 1957. Ensuite, après l'indépendance au tournant des années 1970, l'Algérie entre dans une phase d'industrialisation de son économie, l'usine Berliet devient la Sonacom puis la SNVI.
La zone industrielle Rouïba-Réghaïa, dont la plus grande partie se trouve dans le territoire de la commune de Rouïba, est la plus grande zone industrielle d'Algérie où activent près de 250 entreprises, parmi les entreprises qui composent cette zone industrielle (Rouïba-Réghaïa) 79 sont publiques dont la SNVI et la Société nationale du transport routier (SNTR) sur une superficie de 784 hectares. D'un autre côté on établit au nombre de 163, les sociétés privées activant dans cette zone se spécialisent notamment dans les industries pharmaceutique, chimique et agro-alimentaire. Elles occupent une superficie de 156 hectares.
Alger a vu, depuis 2010, date d'ouverture du premier centre commercial, le Centre commercial et de loisirs de Bab Ezzouar, le plus grand centre commercial du Maghreb, une prolifération d'autres centres commerciaux : Ardis, Carrefour, Mohammadia Mall, centre de ben aknoun, garden city… Il existe aussi des marchés qu'on trouve pratiquement dans chaque commune.
D'autre part, Alger est touchée par le phénomène commercial de l'informel. Longtemps toléré par le pouvoir algérien, il le considère, à présent, comme un fléau qu'il tente d'éradiquer soulevant à chaque fois des émeutes. Selon Deborah Harold, enseignante américaine de sciences politiques à l’université de Philadelphie et spécialiste de l’Algérie, l’économie informelle brasserait 40/50 % de la masse monétaire en circulation et selon le bilan (2016) de la direction du commerce de la wilaya d'Alger, 129 sites informels sont enregistrés.
Dans le secteur secondaire, Alger compte une raffinerie implantée à Sidi Arcine, dans la commune de Baraki dont la capacité de traitement est de 2,8 millions de tonnes/an.
Alger est aussi le siège des plus grandes entreprises d'Afrique, Sonatrach, Cevital, Sonelgaz, Algérie telecom , Cosider ,mobilis ,yassir (plus récemment) 
Alger est connue pour son attractivité en matière de tourisme littoral, avec des plages très fréquentées durant la saison estivale. Le long de sa côte, une série de stations balnéaires accueille un important afflux de visiteurs. La ville constitue la première destination touristique du pays, tant pour les touristes nationaux qu'internationaux.  Alger bénéficie d’une bonne accessibilité, notamment grâce à ses liaisons aériennes et maritimes. Cependant, l'offre touristique y reste peu diversifiée, se concentrant essentiellement sur le littoral, au détriment d'autres formes de tourisme.

### Le port d'Alger
Le port d'Alger a toujours joué un rôle essentiel dans le développement économique du pays, le transport maritime représente environ 95 % du commerce international algérien. Jusqu'à 2009, le port d'Alger fut géré par l'Entreprise portuaire d'Alger (EPAL). L'État algérien adopta en 2006 une réforme autorisant les opérateurs privés à prendre en charge les activités portuaires commerciales. Dans le cadre de la mise en œuvre de cette politique, un contrat de partenariat est signé, le 17 mars 2009, entre l'Entreprise portuaire d'Alger (EPAL) et l'opérateur portuaire DP World (DPW). D'une durée de trente ans, la concession du terminal à conteneurs du port d'Alger devait permettre non seulement de moderniser les installations mais également d’améliorer ses performances et d’attirer un volume important de trafic maritime. Néanmoins, le port d'Alger ne répond plus aux normes et sera délocalisé vers le futur port d'El Hamdania.
En 2016, un décret accorde aux investisseurs privés le droit d'exploiter les ports déjà existants (les ports et abris de pêche : El Djemila, Tamentfoust et Raïs Hamidou et le port de plaisance de Sidi Fredj) pour des activités de plaisance en milieu maritime,. Le 3 août 2017, le premier bateau-restaurant d'Algérie est mis en service au port d'El Djemila (ex-la madrague).

## Transports

### Infrastructure routière

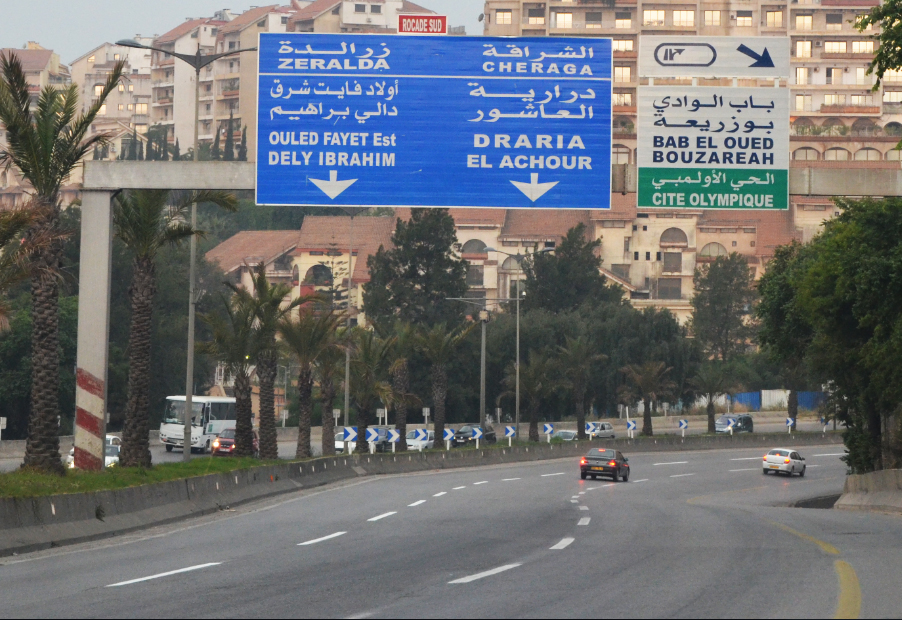
La rocade sud d'Alger.

Deux routes transafricaines se croisent en Alger:
1. Transafricaine 1, Le Caire - Dakar
2. Route transsaharienne, Alger - Lagos

Alger est traversée par l'autoroute Est-Ouest à 20 km au sud. Les voies périphériques d'Alger sont :
- la rocade sud d'Alger ;
- la Deuxième rocade sud d'Alger ;
- la rocade nord d'Alger.

### Transports publics

#### Métro

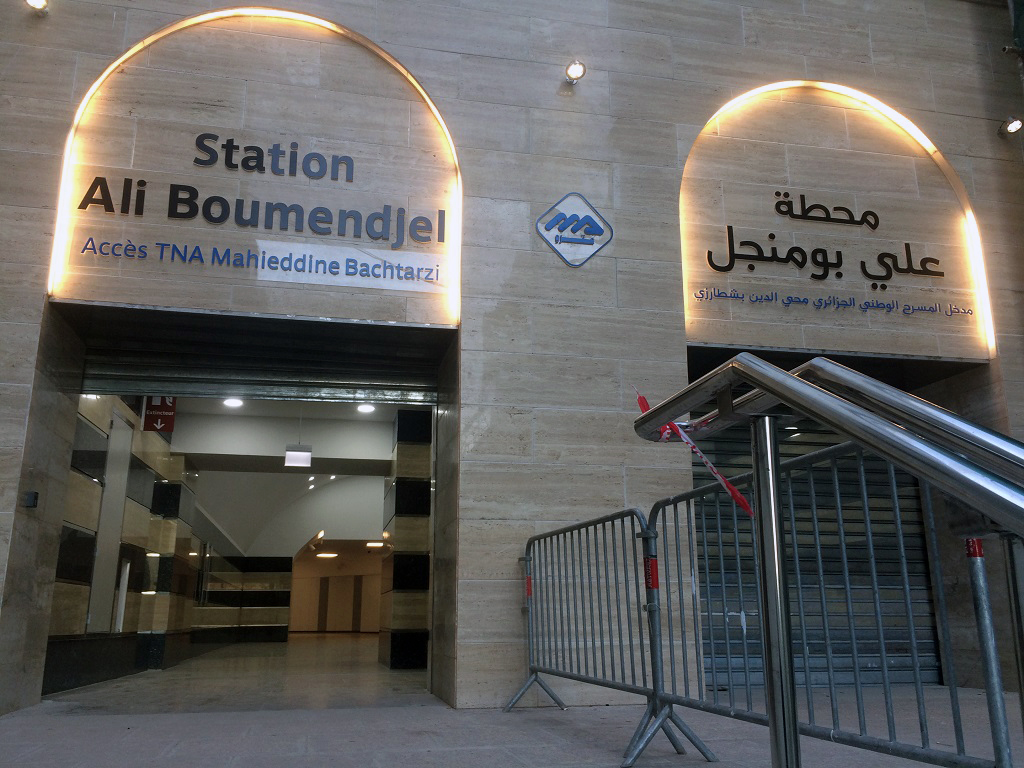
Station Ali Boumendjel à Alger-Centre du métro d'Alger, en service depuis novembre 2011

Un premier tronçon du métro d'une longueur de 17,5 km et comprenant 19 stations est mise en service le 1er novembre 2011 entre la place des Martyrs et El Harrach-Centre , Les prolongements jusqu’à l'aéroport d'Alger Houari-Boumédiène, ainsi que vers baraki sont en cours de finalisation pour une inauguration en 2026, après plus de 10 années de travaux. L'Entreprise Metro d'Alger (EMA) prévoit quatre lignes pour 2030. Le métro d'Alger circule tous les jours de 5 heures à minuit avec des intervalles de 3 minutes et 20 secondes en heure de pointe et de 5 minutes aux heures creuses. Le métro est exploité par Métro El Djazaïr depuis 2020. Faisant d'Alger l'unique ville aux côtés du Caire à disposer de ce moyen de transport au niveau africain.

#### Tramway
Disparu en 1959, le tramway a fait son retour dans sa forme moderne à Alger en 2011. En 2014, le réseau comprend une ligne de 20,4 km et 32 stations, desservant principalement des quartiers à l'est de la ville. Il dispose de rames du type Alstom Citadis.
Un premier tronçon de 7,2 km entre Bordj el Kiffan et la Cité Mokhtar Zerhouni a été ouvert le 8 mai 2011. Il a été ensuite prolongé le 15 juin 2012 à la station multimodale des Fusillés dans le centre-ville, offrant ainsi une interconnexion avec le métro. Un tronçon supplémentaire prolongeant la ligne de Bordj el Kiffan à l'est à Café Chergui a été inauguré le 22 avril 2014. Une nouvelle extension de la cité des fusillés vers la station multimodale de bir mourad raiss devrait bientôt être lancée sur une distance de 4,4 Km. 
Le tramway d'Alger est exploité par la Société d'exploitation des tramways (SETRAM). 

#### Téléphériques

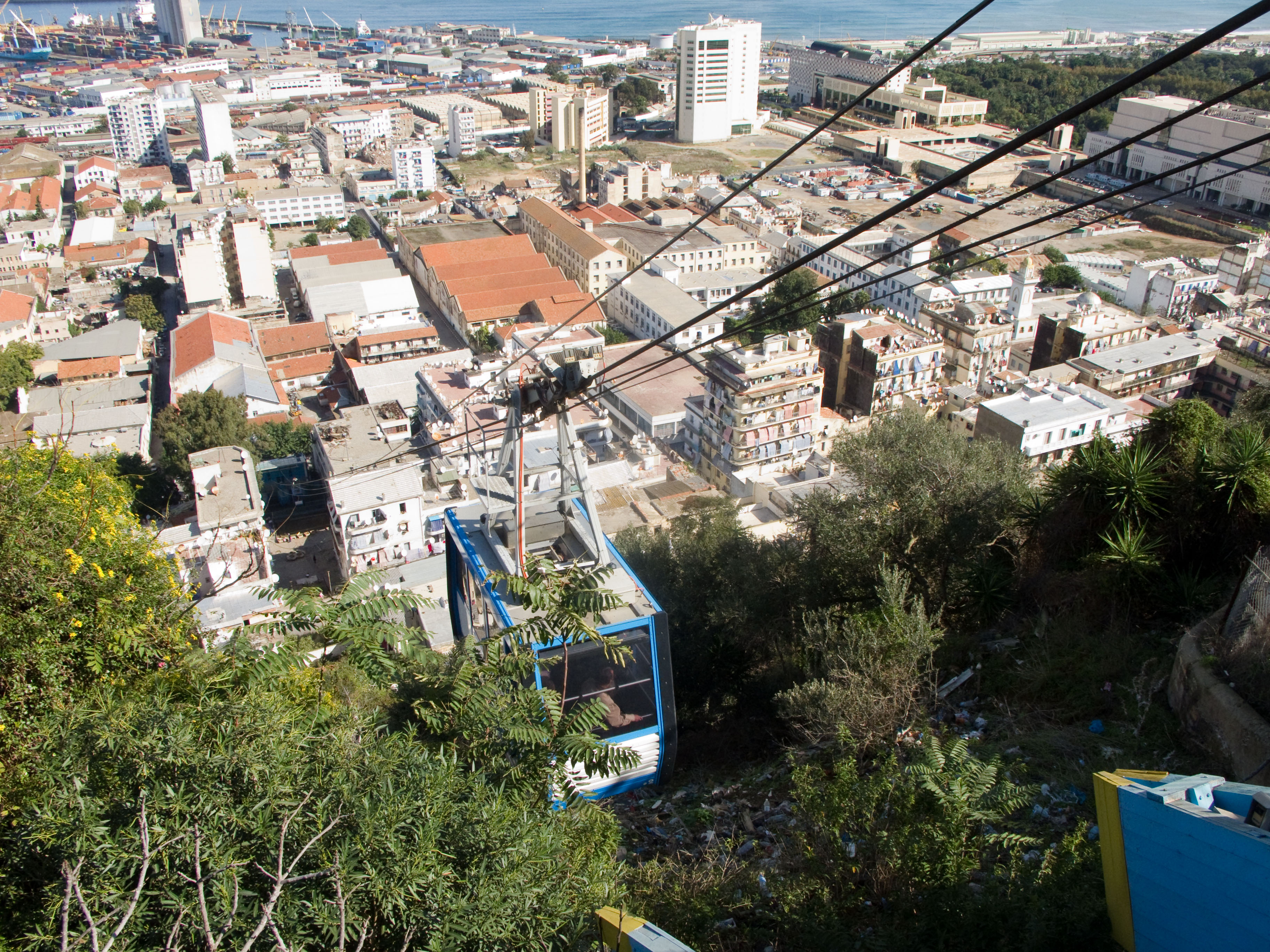
Téléphérique d'El Madania, vue sur Alger.

Plusieurs téléphériques offrent une liaison rapide entre des quartiers bas et d'autres situés sur les hauteurs de la ville :
- Téléphérique du Mémorial : Jardin d'essai - Mémorial du martyr
- Téléphérique d'El Madania : quartier du Hamma (Belouizdad) - cité Diar El Mahsoul (El Madania)
- Téléphérique du Palais de la Culture : El-Anasser (Hussein Dey) - Palais de la culture Moufdi Zakaria
- Téléphérique de Notre-Dame d'Afrique : Bologhine-Saint Eugène - basilique Notre-Dame d'Afrique

Les téléphériques d'Alger sont tous exploités par l'ETUSA.

#### Autobus

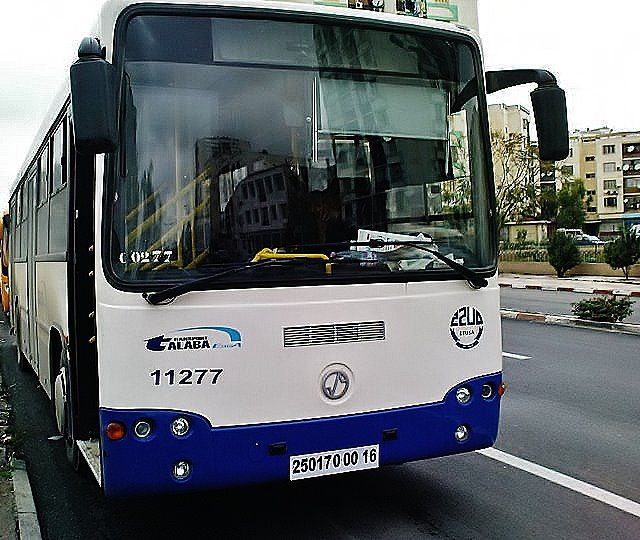
Autobus de l'entreprise de transport urbain et suburbain d'Alger.

L'agglomération d'Alger est desservie par le réseau d'autobus de l'Entreprise de transport urbain et suburbain d'Alger (ETUSA) qui s'étend sur une longueur totale de plus de 900 km et qui compte 49 lignes. Elles circulent tous les jours d'environ 5 h 30 à environ minuit et demi.
Le réseau d'autobus est structuré en six secteurs organisés autour les principaux pôles d'échange : place du 1er mai, place Audin, place des Martyrs, place Ben Aknoun, gare routière Bachdjerah et gare routière El Harrach.

#### Transport ferroviaire

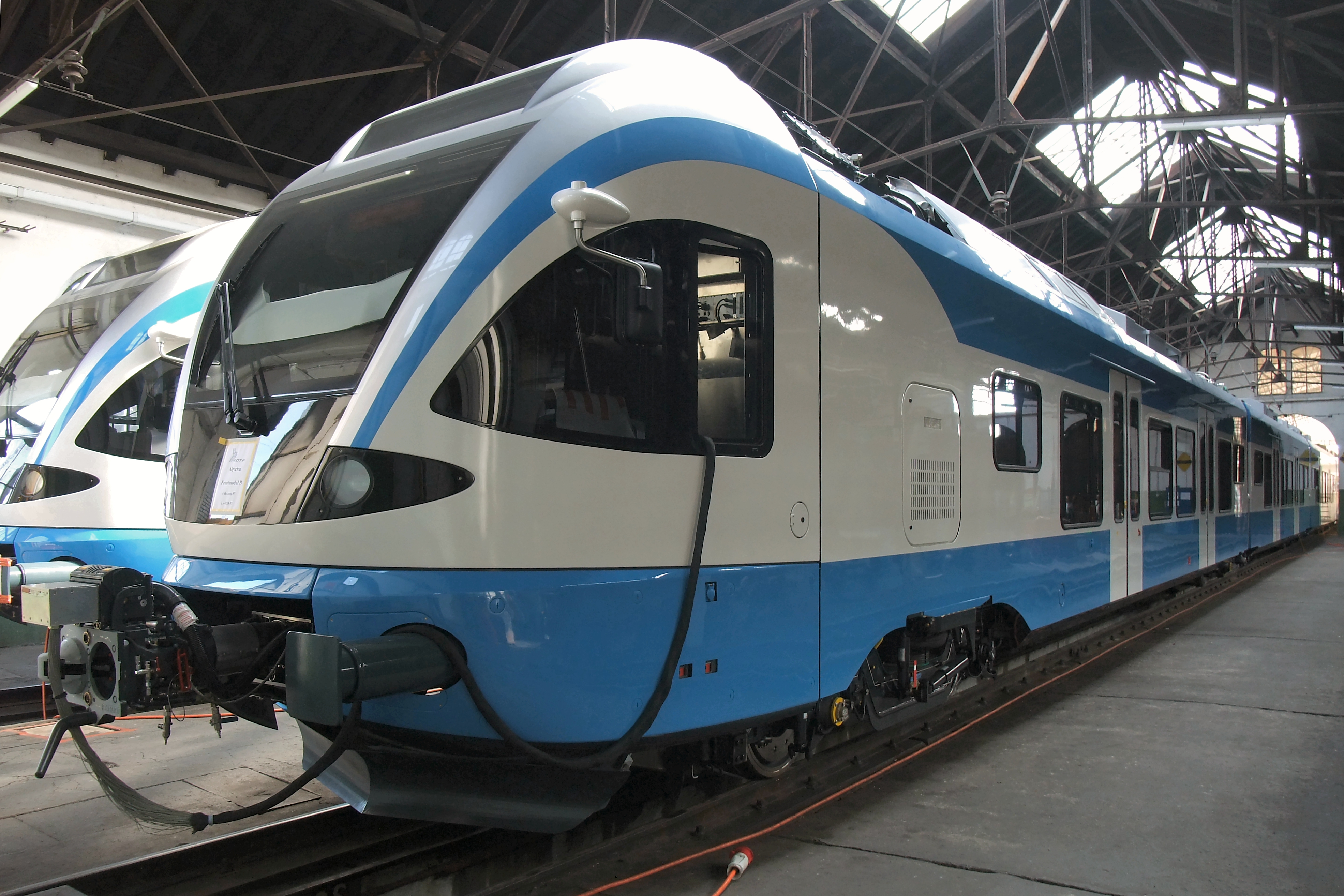
Trains de la banlieue algéroise.

La Société nationale des transports ferroviaires (SNTF) exploite des lignes reliant la capitale à la banlieue algéroise à partir des gares algéroises. Dans la ville d'Alger (de place des martyrs à El Harrach), il existe 6 gares : Alger-Tafourah → Alger-Agha → Ateliers → Hussein Dey → Caroubier → El Harrach. La gare multimodale d'El Harrach est en correspondance avec la ligne 1 du métro d'Alger et quelques lignes de bus. La gare d'Agha et d'Alger sont des gares de correspondance entre le train de banlieue et les grandes lignes régionales ou nationales.
Le train de banlieue d'Alger, équivalent au RER, est composé d'une ligne double : Tafourah → Thenia (Boumerdes) et Agha → El Affroun (Blida). La ligne est commune pour les stations précédentes, et un dédoublement au niveau de la gare d'El Harrach. Le train de banlieue est électrique, climatisé, spacieux et confortable, les gares sont annoncées dans les rames. Ce réseau ferré a une longueur totale de plus de 250 Km. 
Le 29 avril 2019 a été inaugurée la desserte par train de la gare d’Agha vers l’aéroport international d’Alger, via Bab Ezzouar, la fréquence des trains de la nouvelle ligne est programmée pour un aller-retour chaque heure à partir de 5h00 jusqu’à 21h00. Faisant d'Alger l'une de rares villes africaines à posséder une liaison directe par train qui la relie à son aéroport.

#### Transport aérien

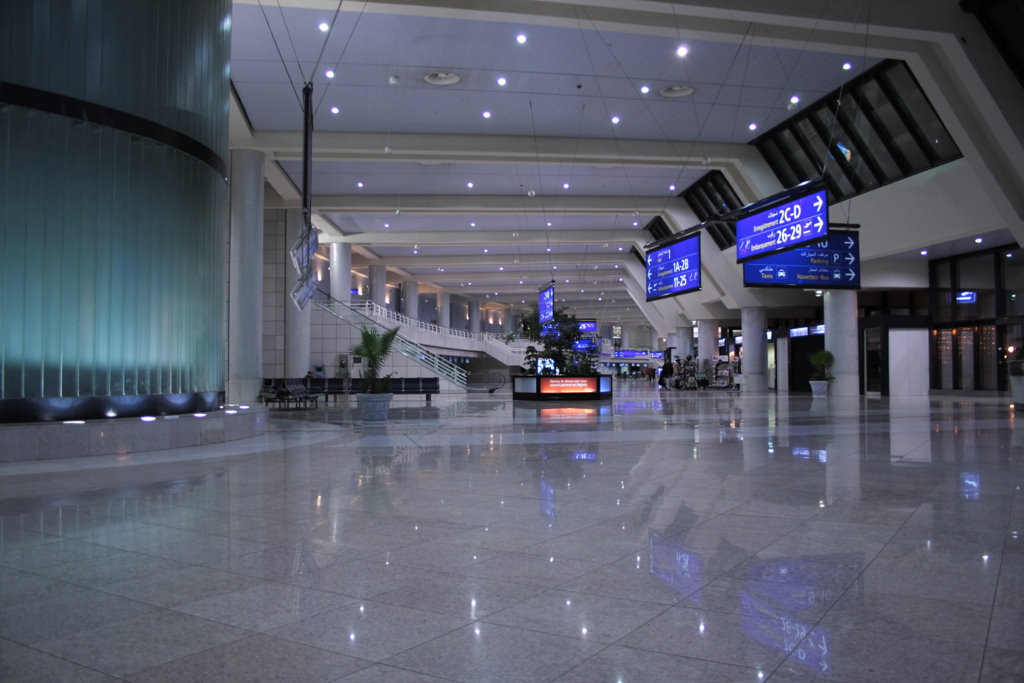
Terminal no 1 de l'aéroport d'Alger - Houari Boumédiène.

L'aéroport d'Alger géré par l'EGSA Alger (Entreprise de gestion des services aéroportuaires d'Alger), la SGSIA (société de gestion des services et infrastructures aéroportuaire) en collaboration pour 10 ans (2016) avec Aéroports de Paris (ADP) est situé à 20 km. L'aéroport dessert la plupart des villes européennes, l'Afrique de l'Ouest, le Moyen-Orient, la Chine et depuis le 15 juin 2007, l'Amérique du Nord avec un vol Alger-Montréal. L'aéroport est composé de trois terminaux : Terminal 1 (vols internationaux), Terminal 2 (Vols nationaux) et Terminal 3 (vols charter et Hadj). Il existe aussi une zone de fret et un terminal (pavillon) pour les officiels à l'ouest du T1. Le terminal 4 inauguré le 29 avril 2019 : situé à l'ouest du T1, a une capacité de 10 millions de passagers par an, faisant d'Alger le plus grand aéroport du Maghreb et l'un des plus grands d'afrique.

#### Bateaux-taxis
Inaugurée dans sa phase pilote en juin 2014, cette ligne de transport maritime assure quinze navettes quotidiennes entre la Pêcherie (Alger-Centre) et le port d’El-Djamila (Aïn-Bénian).

### Transports privés
Alger dispose de bus et de taxis privés. Le prix des bus est de 30 dinars algériens par section de 3,5 km sur les lignes urbaines. Les taxis sont disponibles pour des courses collectives, ou des courses individuelles. En 2018 environ 18000 taxis sont reconnus par la direction des transports de la wilaya d'Alger. Au niveau de l’Aéroport Houari-Boumediène ou de la gare routière (Sogral), seuls les chauffeurs de taxis conventionnés ont le droit d’y exercer. Le non-respect de la réglementation par les chauffeurs de taxi pousse de nombreux clients à leur préférer «les clandestins » qui proposent des prix moins chers. Il existe dans la capitale cinquante et une sociétés de taxi avec un parc d'environ 840 véhicules.
Le parc automobile de la wilaya d'Alger compte près de 1 600 000 véhicules.

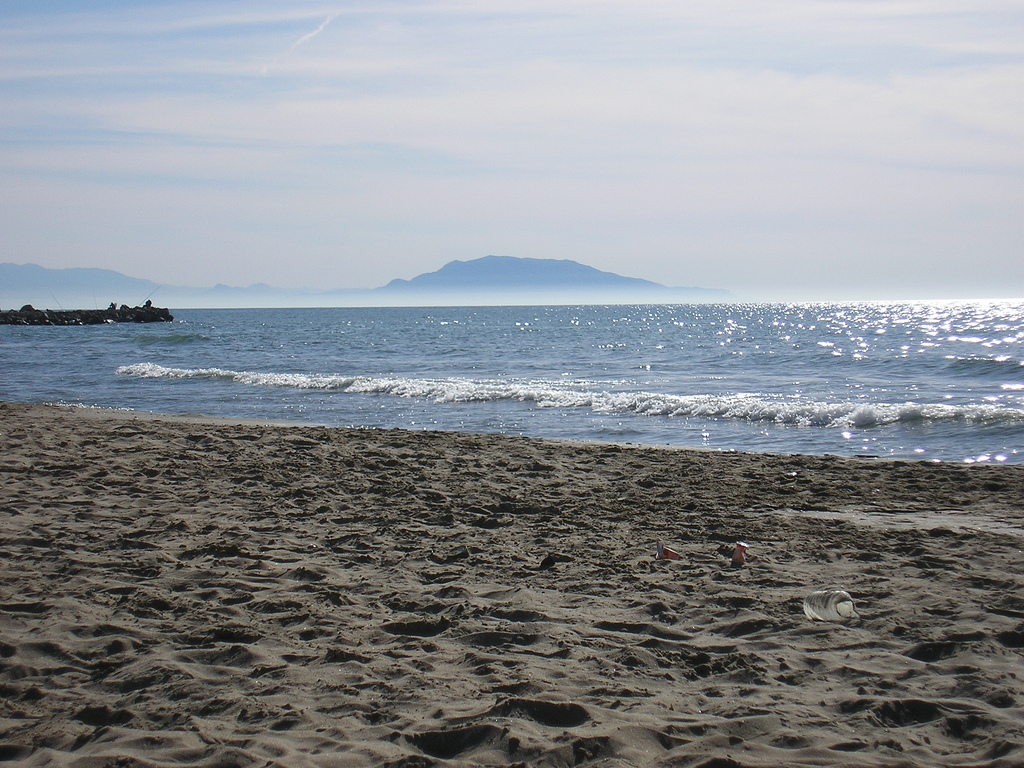
Plage Les sables d'or (Zéralda) et le mont Chenoua en arrière-plan.
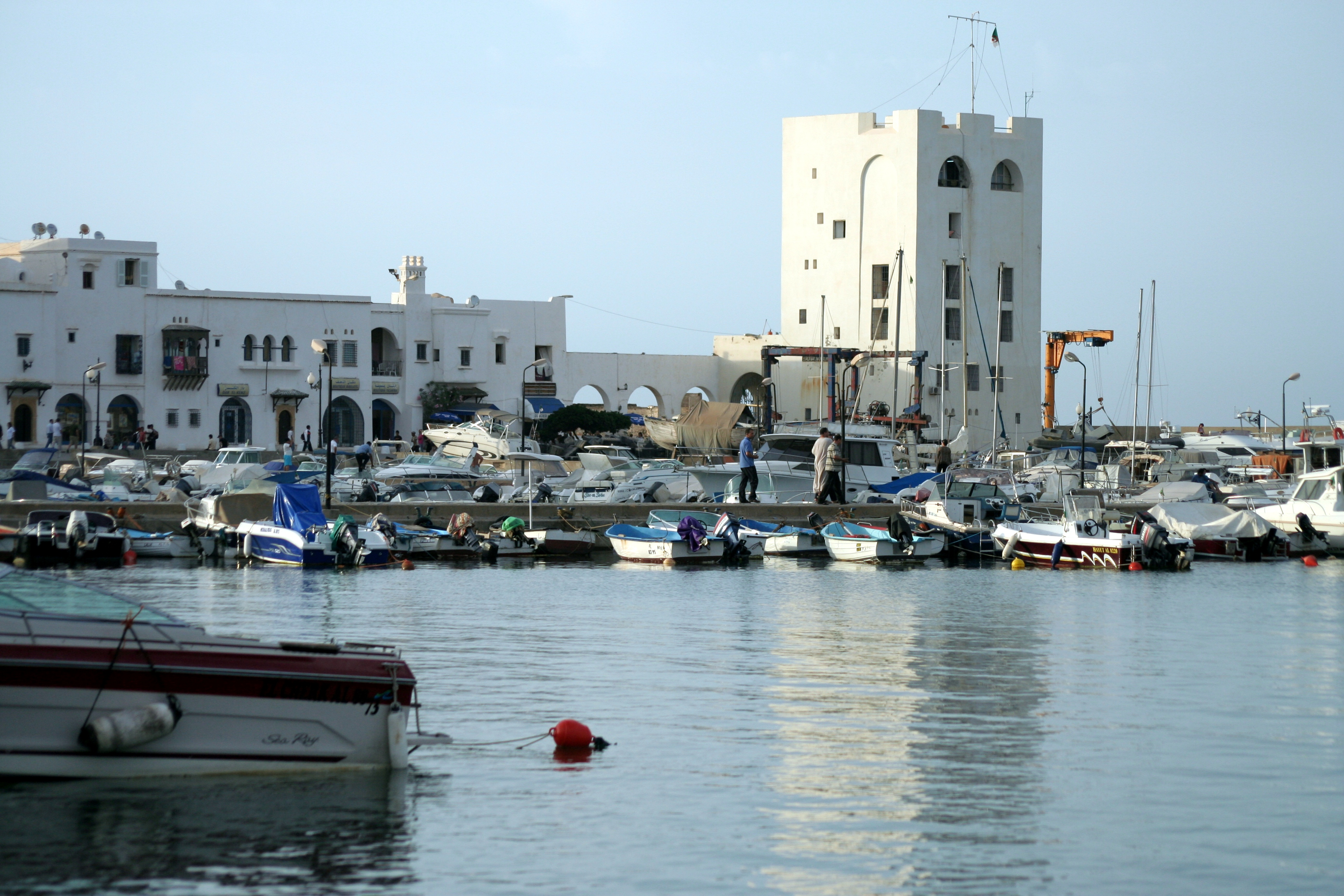
Port de plaisance de Sidi-Fredj.
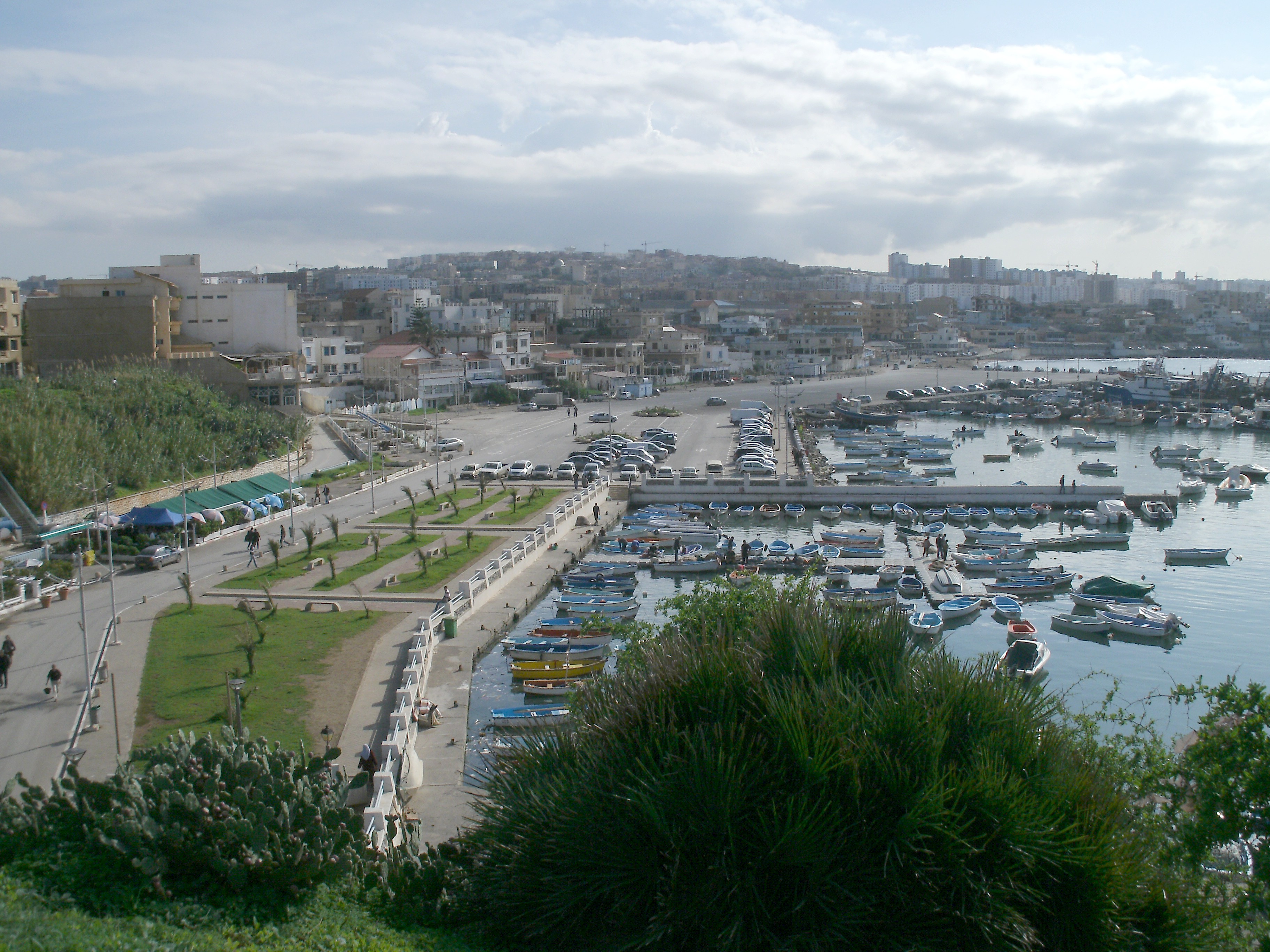
El Djamila ou La Madrague, station balnéaire située à Aïn Benian.
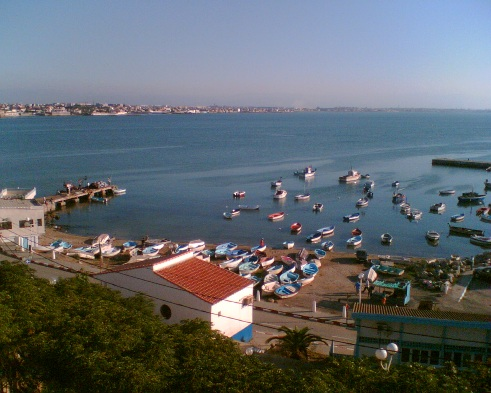
Le port de Tamentfoust, à l’extrême est de la baie d'Alger.
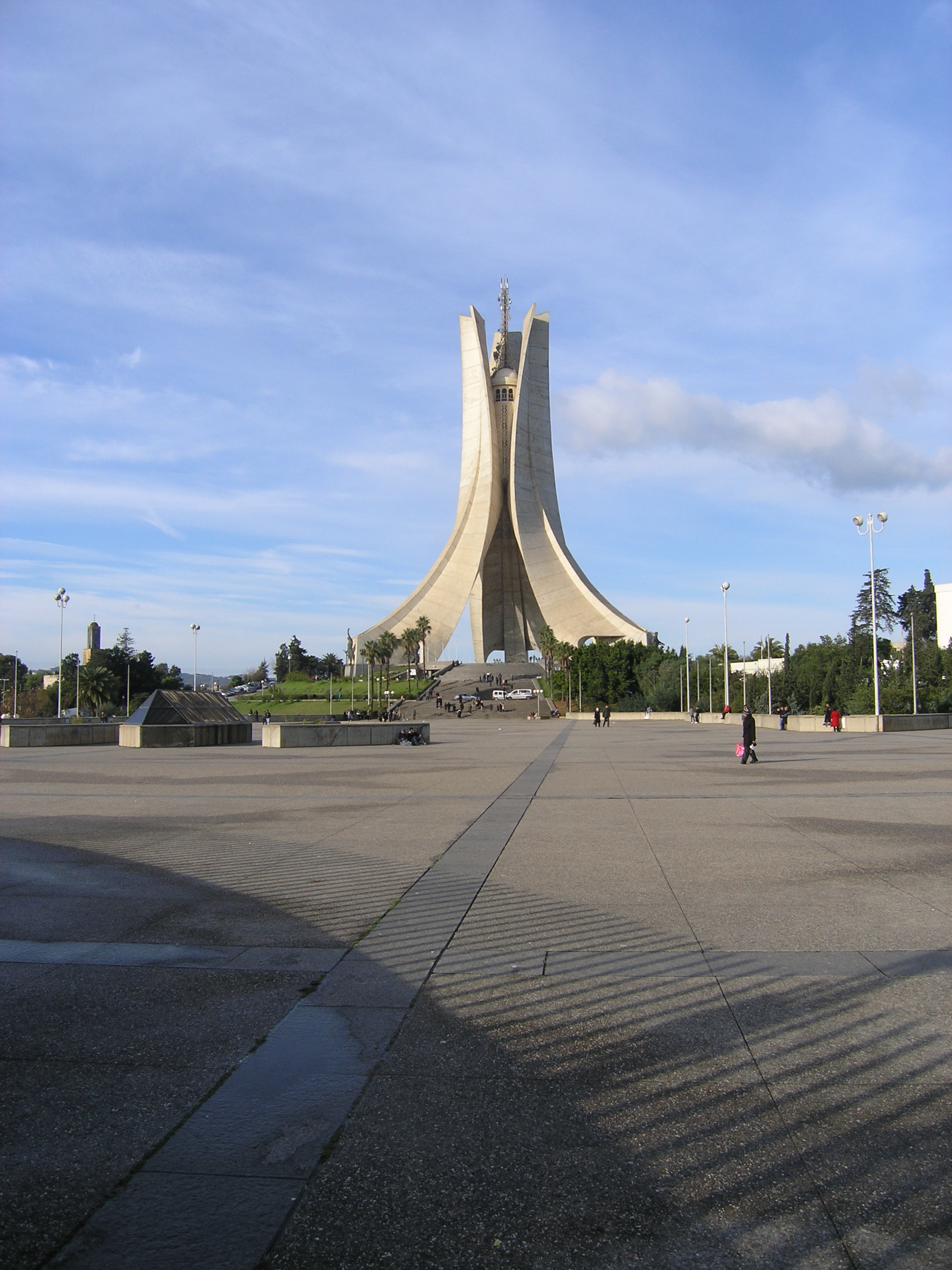
Le mémorial du Martyr symbole de la révolution algérienne (voir la guerre d’Algérie).

## Éducation
Alger est considérée comme le noyau du pôle universitaire du pays, elle compte plusieurs universités, comme l'université des sciences et de la technologie Houari-Boumediene qui était considérée comme l'une des meilleures universités en Afrique (années 1970-1990), l'Université Alger 1, l'Université Alger 2, l'Université Alger 3, ainsi que plusieurs écoles et instituts comme l'École polytechnique d'architecture et d'urbanisme (EPAU), l'École des hautes études commerciales, l'École nationale supérieure d'informatique, l'École nationale supérieure de technologie (ENST), l'École nationale polytechnique d'Alger, l'École supérieure de commerce, l'École supérieure algérienne des affaires, l'École supérieure des travaux publics, l'École supérieure de banque et l'École nationale supérieure d'agronomie. En outre, la ville compte plusieurs Instituts français dispensant cours et examens annuels.

## Lieux de culte
Parmi les lieux de culte, il y a principalement des mosquées musulmanes. Il y a aussi des églises et des temples chrétiens : Archidiocèse d’Alger (Église catholique), Église protestante d'Algérie (Communion mondiale d'Églises réformées), églises évangéliques.

### Églises
L'archidiocèse d'Alger s'organise autour de la Cathédrale du Sacré-Cœur, consacrée en 1966, soit après l'indépendance algérienne. Cette cathédrale se situe en plein cœur d'Alger, sur l'emblématique rue Didouche-Mourad.
La célèbre basilique Notre-Dame d'Afrique, dépendante de l'Église catholique romaine, est située sur les hauteurs d'Alger, dans la commune de Bologhine. Elle célèbre les messes et les offices religieux catholiques. Symbole fort de la communauté chrétienne d'Algérie, la basilique représente, d'après l'archevêque d'Alger Henri Teissier « l'harmonie existante entre musulmans et chrétiens en Algérie ».

## Les saints walis d'Alger
Alger a plusieurs saints protecteurs. Le plus connu est incontestablement Sidi Abderahmane et-Thaâlabi, dont le mausolée se trouve à la rue Ben Cheneb (casbah). On peut citer aussi Sidi M'Hamed bouqabrine (le saint aux deux tombes, une à Belcourt et l'autre en Kabylie) ; Sidi Ben Ali (cimetière des deux princesses : une légende veut que les deux sœurs enterrées en ce lieu moururent de chagrin d'amour) ; Sidi Brahim el Ghobrini appelé aussi Sidi Brahim Essalami (« gardien de la mer »), protecteur des marins algériens, son tombeau se trouve à l'Amirauté ; Sidi H'lal (rue de Bab El Oued), connu surtout par les enfants de la casbah ; Sidi Bougueddour, le seigneur aux marmites (situé en plein centre de la casbah) : la légende lui attribue d'avoir fait naître la tempête qui détruisit une partie de la flotte de Charles Quint dans le mois d'octobre 1541 ; Sidi Medjbar (perché sur les hauteurs d'Alger du côté de Zghara) : la tradition recommande aux femmes divorcées qui veulent retrouver un mari, de faire trois voyages à son mausolée ; Sidi M'hamed Chérif (Casbah) : on dit que pour apaiser ses angoisses, il suffit de boire trois gorgées d'eau de ce lieu de culte ; Sidi Ramdane (casbah), très beau monument, ce quartier est aussi connu pour son Hammam d'une architecture remarquable ; Sidi Yahia à Hydra, Sid Lek'hal à Bab El Oued ; Lalla Setti Taklit, une maraboute à Bab El Oued ; et Sidi Fredj, à l'entrée du port qui porte son nom.
Au fil du temps beaucoup de saints sont tombés dans l'oubli, pour d'autres il ne subsiste aucun renseignement connu que le nom : Sidi El-Kettani, Sidi Djami.

## Culture

### Musées

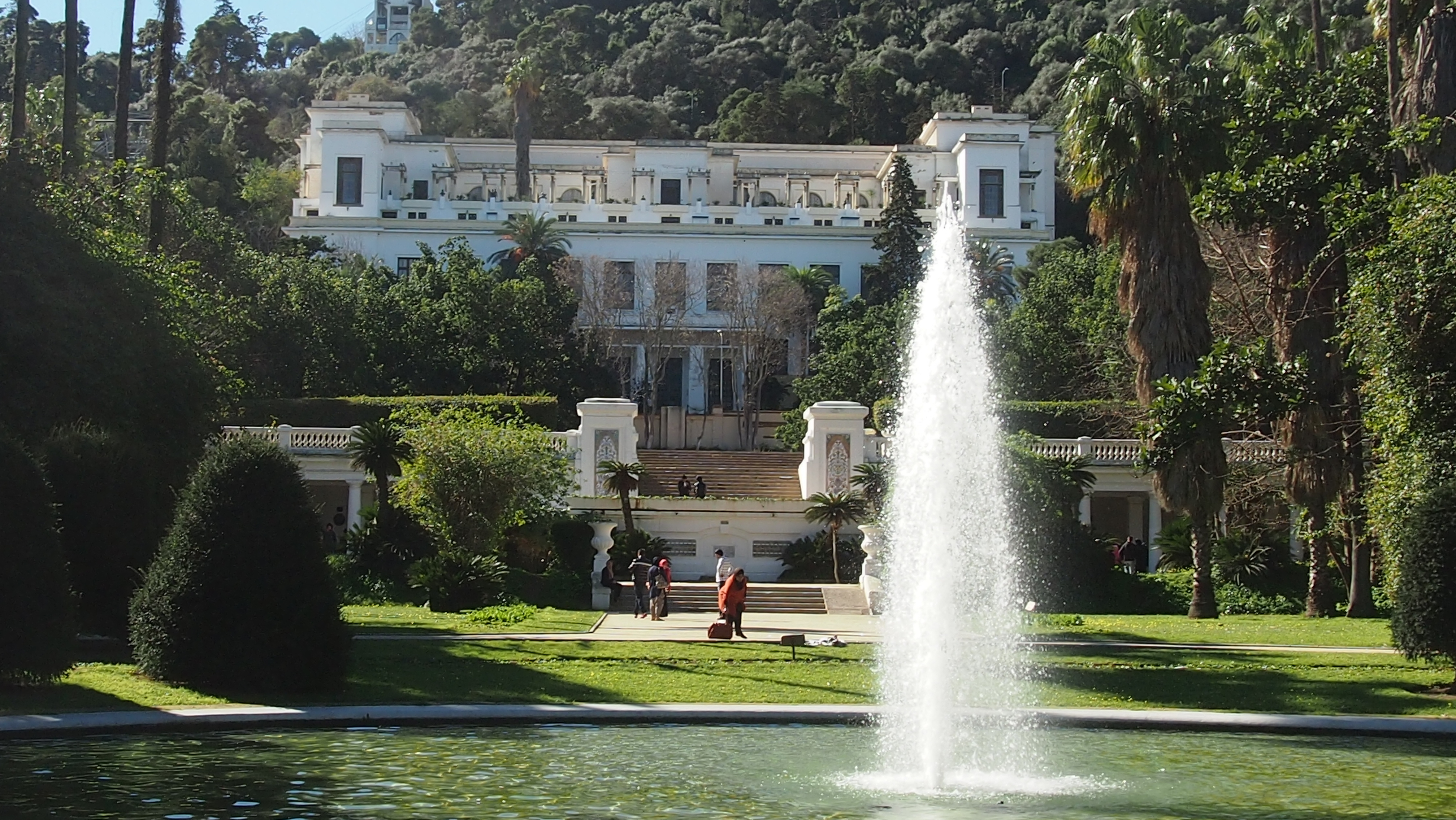
Le musée des Beaux-Arts vu depuis le jardin d'essai du Hamma.

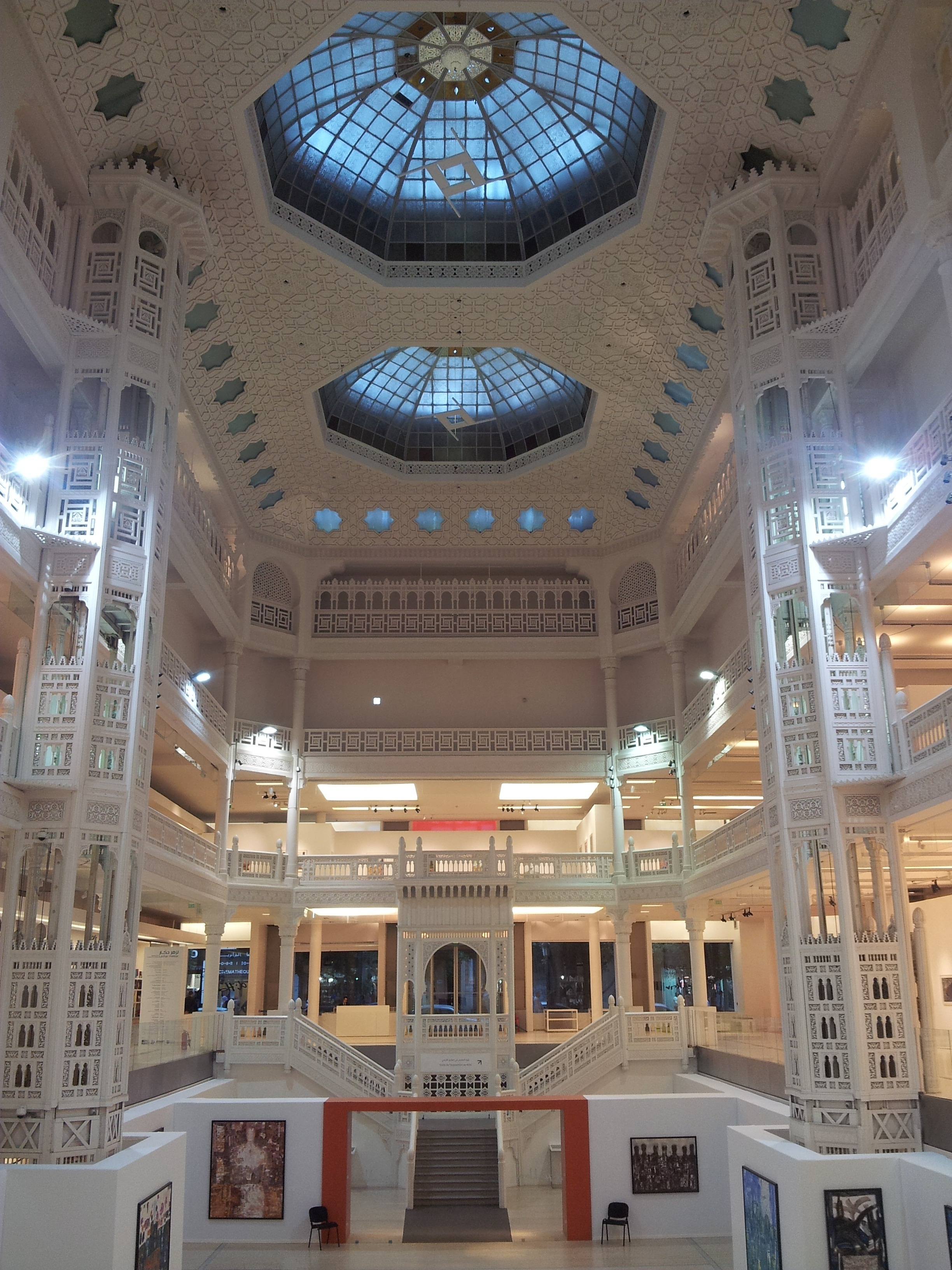
Le musée d'Art moderne d'Alger (MAMA).

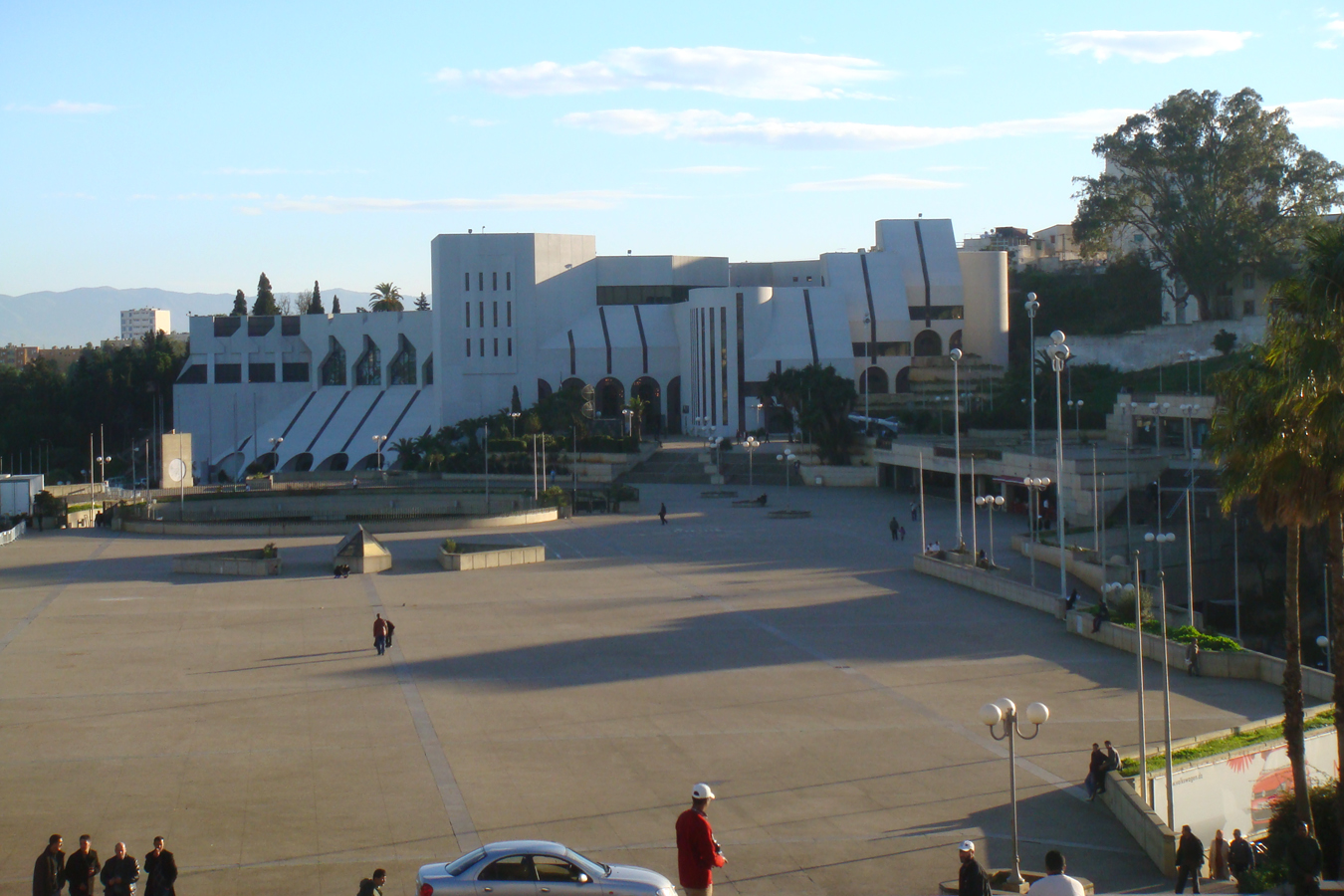
Musée central de l'Armée.

Le musée national des beaux-arts d'Alger, avec sa collection composée de plus de 8 000 œuvres et une superficie d'exposition de 4 000 m2, c'est le plus important musée d'Afrique et du Moyen-Orient. Miniatures, peintures, sculptures, gravures, céramiques, mobilier, arts décoratifs, photographies constituent un fonds d'une richesse et d'une variété remarquables. Peinture de l'école européenne du XVIe siècle à nos jours. Entre autres, Fantin-Latour, Prud'hon, Fromentin, Delacroix, Corot, Monet et Utrillo. Sculptures de Rodin et Maillol, miniatures de Mohamed Racim et œuvres d'artistes algériens contemporains.
Le musée national des antiquités et des arts islamiques, anciennement musée Stéphane Gsell, il comprend deux sections. La section antique expose des objets retraçant l'histoire de l'Algérie depuis l'époque punique jusqu'à la pénétration arabe. La section Art musulman nous fait découvrir des éléments d'archéologie et d'artisanat du Maghreb, d'Andalousie musulmane et du Moyen-Orient.
Le musée national du Bardo, ce musée installé dans un djenan mauresque typique, est spécialisé en préhistoire et protohistoire, en ethnographie rurale, urbaine et saharienne. Le squelette de la reine des berbères « Tin-Hinan », datant du IVe – Ve siècle apr. J.-C., y est exposé avec son mobilier funéraire.
Le musée des arts et traditions populaires d'Alger, installé dans un ancien palais privé du XVIe siècle de la basse casbah, « Dar Khdaouadj El 'Amia ». Peu avant la Révolution française, il fut loué à un riche négociant juif originaire de Livourne, Michel Cohen Bacri, avant d'abriter la première mairie d'Alger après la prise de la ville par les Français. Le musée expose les produits de l'art traditionnel algérien rural et citadin.
Le musée central de l'Armée, le musée retrace les épopées du peuple algérien pour préserver son indépendance et sa liberté tout au long de son histoire tumultueuse.
Le musée national du Moudjahid, ce musée, dont l'entrée est située sous le monumental sanctuaire du Martyr, a pour mission l'acquisition, la récupération, la restauration, la conservation et l'exposition au public des objets et collections se rapportant à la lutte de libération nationale.
Le musée d’art moderne d’Alger, ou « MAMA », dernier-né des musées algérois, tient lieu dans son écrin néo-mauresque de méga-galerie d'art dans l'attente de la constitution de ses collections. Le musée est installé dans les locaux du grand magasin les Galeries de France, bâtis par l'architecte Henri Petit.
Le Centre des Arts et de la Culture du palais des Raïs, inauguré le 1er novembre 1994, — appelé Bastion 23 —, fait partie des plus importants monuments historiques de la ville d’Alger. Beaucoup de manifestations culturelles se déroulent dans ce centre.

### Musique
Les principaux genres musicaux traditionnels à Alger sont, la musique çanâa (école d'Alger de la musique arabo-andalouse), le chaâbi algérien, et le houzi.
Alger possède plusieurs associations musicales pour sauvegarder et valoriser la musique andalouse, particulièrement la musique algéroise (çan'a). Parmi les plus importantes : l'association El Djazaïria-El Mossilia créée le 15 octobre 1951, de la fusion de deux associations : El Djazaïria créée en 1930, et El Mossilia, en 1932. Et El Fakhardjia créée en 1981, dont la dénomination se voulait un hommage à la carrière des Fakhardji.
Avant la création des premières associations El Moutribia (« La Mélodieuse »), vers 1911, et El Andaloussia (L’Andalouse), en 1929 le premier acte de patrimonialisation attesté est celui des muphtis hanafites au XVIIe siècle. Les muphtis hanafites d'Alger avaient décidé d'écrire des mouloudiates (textes panégyriques et religieux) qui seraient chantées dans les mosquées avec les différents modes des noubas. De ce chant religieux le Medh allait naître, plus tard, le style le plus populaire d'Alger : le chaâbi.
L'opéra d'Alger voit évoluer en son sein l'Orchestre philharmonique d’Alger, dont l'objectif vise à valoriser le patrimoine musical algérien sous sa forme symphonique créé en octobre 2001 et l'Ensemble national algérien de musique andalouse (Enama) créé en 2008.

### Théâtres, spectacles, et discothèques

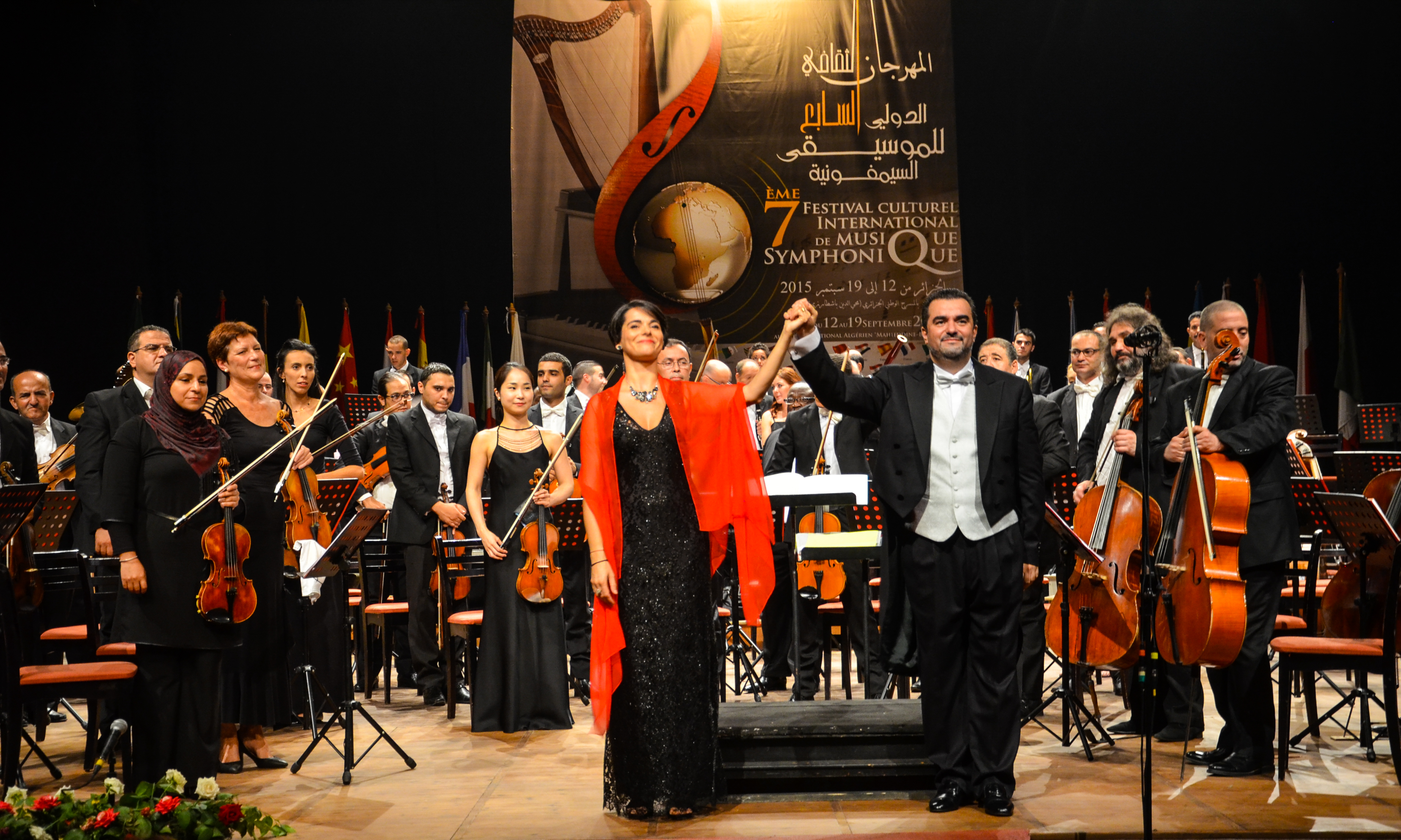
Festival international de musique symphonique d'Alger (2015).

La ville d'Alger abrite plusieurs infrastructures destinées à accueillir des spectacles et événements majeurs. Les plus importants sont la salle Atlas ex-Majestic, le Théâtre national algérien (TNA) (700 places), la Coupole (15 000 places), le Théâtre des verdures (4 000 places), le Théâtre du Casif (5 000 places), l'Opéra d'Alger (un don de la république populaire de Chine, d'un coût de 30 millions d'euros et sa capacité est de 1 400 places). Aussi certains spectacles ont-ils lieu dans des infrastructures privées appartenant le plus souvent à des hôtels de luxe tels le Safir à Mazafran (5 000 places). Depuis 1963, la ville accueille le Ballet national algérien.
Plusieurs discothèques sont présentes en ville parmi lesquelles les plus importantes sont le Hilton Club (700 entrées), le Pacha Club (400 entrées), le Stars Studio (500 entrées), le Stars Studio Beach (500 entrées), la Veranda (100 entrées), le VIP Club, le PianoPiano, la Rose Bleue, le Havana Lounge.

### Cafés
Paul Mangin suppose que l’introduction du café, boisson ou établissement, en Afrique du Nord et particulièrement à Alger, pourrait fort bien être due aux Turcs. Il est aussi supposé que le café fut introduit en Algérie bien avant qu’il ne le soit en France. Le café était un véritable lieu de vie, se transformant en dortoir pour certains voyageurs. On pouvait y écouter de la musique ou assister à un spectacle de Garagouz. Progressivement, avec la consolidation de la colonisation, le café maure algérien se transforme. Il va se moderniser. À partir du début du vingtième siècle, il devient le lieu où une partie de la vie collective et associative prend naissance et permet la socialisation politique masculine. Les cafés maures ont joué un rôle non négligeable dans la création et le développement des clubs sportifs musulmans. Ils ont été aussi de hauts lieux de la culture algéroise, le « Malakoff » est dans les années 1940-1950, le rendez-vous des artistes algérois : Hadj el Anka, Hadj Mrizek, Momo, etc.

### Principaux festivals
- Festival international de musique Andalouse et des musiques anciennes
- Festival international de la musique Gnawi
- Festival culturel national de la musique actuelle
- Alger Jazz Meeting
- Festival panafricain d'Alger

### Langues

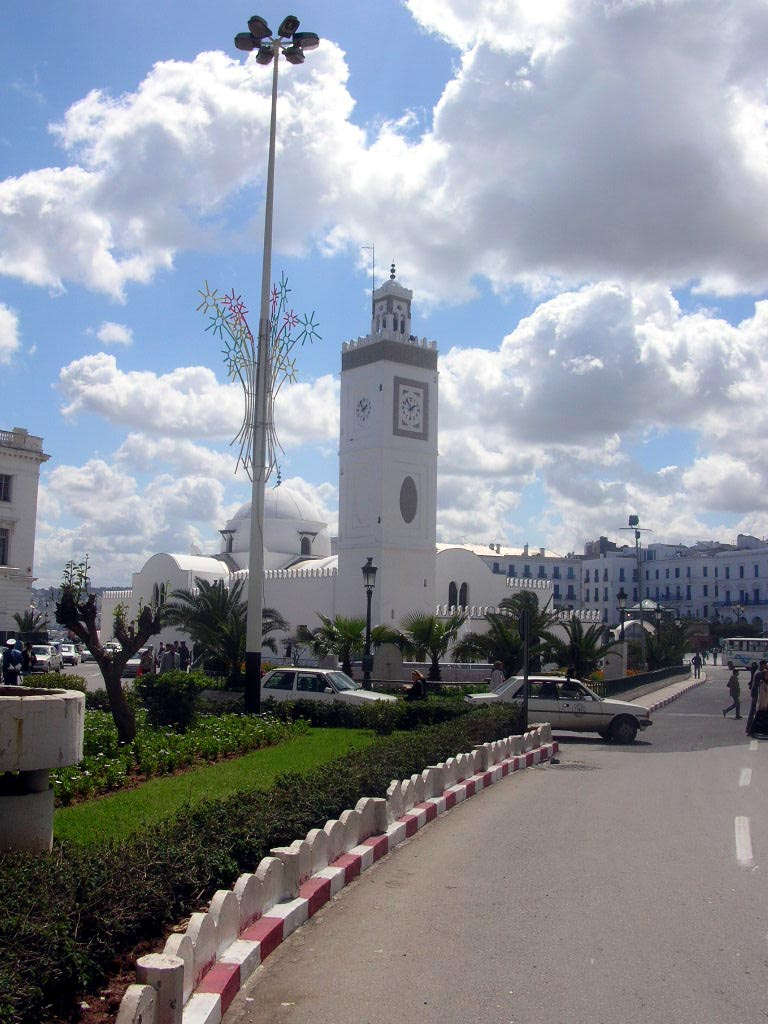
Jamaa al-Jdid, construit en 1660.

Alger est une ville cosmopolite et plurilingue, la ville a connu un accroissement démographique exponentiel dû à des vagues de migration provenant des villes du pays et à l’exode rural, qui s'est traduit sur le plan sociolinguistique par un brassage d’Algériens venus de toutes les régions du pays, avec leurs parlers respectifs. En outre, le parler des jeunes se caractérise par une innovation linguistique et une créativité lexicale.
L’arabe parlé à Alger se rattache aux groupes des parlers occidentaux et à celui des parlers sédentaires. Ainsi, sur certains points, il se rapproche des dialectes orientaux citadins malgré des différences dû à l’influence du berbère, et partage davantage de caractéristiques avec les autres parlers citadins du Maghreb.
La ville a la réputation, en comparaison avec les villes arabophones de l'intérieur du pays, de ville berbérophone. Elle était une ville berbérophone fondée par le souverain ziride Bologhin Ibn Ziri et habitée par la tribu berbère des Béni-Mezerenna. L'arabisation de la ville comme de nombreuses bourgades du littoral algérien, a commencé à partir du XVe siècle par la communauté andalouse après leur exode d'Espagne. Mais le berbère s'est régénéré grâce aux Berbères de Kabylie et de l'Atlas blidéen et aux Mozabites pendant la période de la Régence. Au fil des siécles les habitants autochtone d'alger (senhadja à majorité) ont délaissé leur langue jusqu'à son extinction aujourd'hui. 
La colonisation française s'est accompagné par un exode massif des Kabyles vers la ville. En 1911 ils représentaient un tiers de la population musulmane algéroise ; en 1925 les deux cinquièmes, à la veille de la Seconde Guerre mondiale, les deux tiers. Mais leur nombre va cependant décroître par la suite, en raison de l'afflux des arabophones du sud et des Hauts Plateaux. En 1954, la communauté kabyle représentait la moitié de la population musulmane de la ville. Après l'indépendance, le nombre des berbérophones a reculé, en raison de l'assimilation continue aux arabophones. Mais la situation du berbère est favorable grâce au rôle prédominant des Kabyles et, dans une moindre mesure, des Mozabites dans les activités commerciales et l'administration des services publics et économiques, et grâce à la sensibilisation menée par le mouvement culturel berbère.
Cependant, les berbérophones sont bilingues et l'inter-compréhension immédiate est difficile entre les différentes communautés berbérophones, car l'utilisation du berbère est restreinte aux communications entre les membres d'un même groupe berbérophone, tandis que l'arabe algérien est la langue véhiculaire d'Alger. Aujourd’hui, l’arabe dialectal est la langue première de 80 % des Algérois. Le parler arabe algérois est très influent sur le koiné urbain algérien, pour la raison que c'est un parler directeur diffusé à grande échelle par le biais des médias audio-visuels algériens. De plus le français reste encore parlé par certaines franges de la population.

### Livre
Le Salon international du livre d'Alger (SILA) est une manifestation consacrée au livre. Elle se déroule chaque année au palais des expositions Pins Maritimes.
Alger abrite depuis 2008 le Festival international de la bande dessinée d'Alger (FIBDA).

## Alger dans les arts et la culture

### Dans la littérature
Depuis longtemps, Alger a inspiré de nombreux écrivains. Miguel de Cervantes aurait écrit ou plutôt pensé le roman Don Quichotte durant ses cinq ans de captivité à Alger (1575-1580). Emmanuel d'Aranda captif à Alger (1640-1642) avec Relation de la captivité et liberté hisse le récit d'esclave au rang de genre littéraire autonome. la Provençale serait le seul roman, avant la colonisation française, dans littérature française s'inspirant d'Alger. Il fut attribué à Jean-François Regnard pour semble-t-il le besoin de la France à forger des lettres de noblesse à sa littérature coloniale. Au début du XIXe siècle, Alger est désormais accessible aux artistes occidentaux en mal d'exotisme. Théophile Gautier livre ses impressions sur la ville d'Alger dans Loin de Paris et Voyage pittoresque en Algérie (1845). Alphonse Daudet y fait débarquer son héros Tartarin de Tarascon. Dans la première moitié du XXe siècle l’algérianisme, mouvement intellectuel et culturel, naît en Algérie. Il prend forme en 1920 par l'Association des écrivains algériens et doit son nom au roman Les Algérianistes de Robert Randau (1911), dans lequel il cherche à rendre compte le plus fidèlement possible de la vie quotidienne à Alger. Alger est très présente dans les œuvres d'Albert Camus dans ses essais L'Envers et l'Endroit où il évoque le quartier algérois de Belcourt, Noces, L'été, dans son recueil de nouvelles L'Exil et le Royaume et son roman L'Étranger. Le principal thème algérianiste de Camus est celui de la vie quotidienne des Français en Algérie, thème lancé par Louis Bertrand, en réaction contre « l’orientalisme de bazar » des écrivains voyageurs métropolitains. La ville tient également une place très importante dans les œuvres de Robert Randau, Henry de Montherlant, Louis Bertrand, Gabriel Audisio, Jules Roy. Le printemps n'en sera que plus beau un roman de Rachid Mimouni s'intéresse à la guerre d'indépendance. Rouiba, dans la banlieue est d'Alger, est le sujet du roman Le Serment des barbares de Boualem Sansal pendant la décennie noire.

### Dans la peinture et la sculpture
Alger a été une source d'inspiration pour de nombreux artistes qui ont diffusé son image dans le monde entier. Les premières peintures sont l'œuvre d'officiers, de voyageurs ou d'orientalistes (Delacroix, Théodore Chassériau et Fromentin). Renoir, Marquet, Dufy, Friesz, Maurice Denis, des artistes issus de l'école d'Alger et des peintres abstraits, chacun avec son style et sa technique, ont aussi peint la ville. En 1954-1955, Pablo Picasso réalise quinze variations d'après le chef-d'œuvre d'Eugène Delacroix, Femmes d'Alger dans leur appartement (1834). Il s'agit d'un hommage à l'insurrection algérienne. Un des peintres les plus célèbres pour ses représentations de la Casbah est Mohammed Racim, natif de la Casbah. Ses œuvres illustrent la période ancienne de la Casbah en remettant au goût du jour la tradition populaire algéroise. Louis Comfort Tiffany, peintre américain, connait lui aussi une période orientaliste et visite Alger en 1875. Entre 1957 et 1962, le peintre René Sintès peint la Casbah. Ses peintures, en particulier Petit Matin, La Marine et Couvre-feu reflètent l'atmosphère des troubles secouant la ville d'Alger durant la Guerre d'Algérie.

Alger dans la peinture
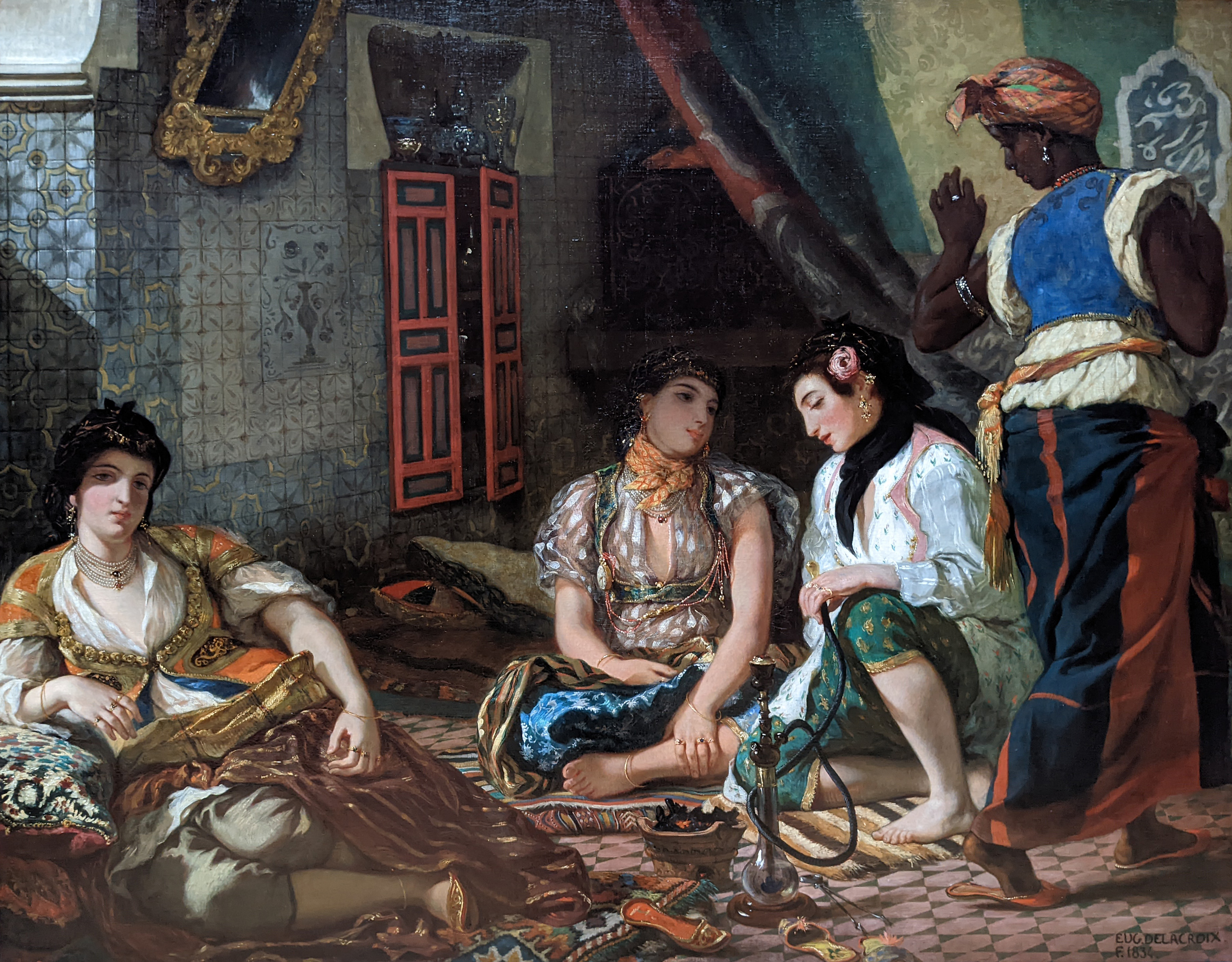
Femmes d'Alger dans leur appartement, 1834 Eugène Delacroix Musée du Louvre.
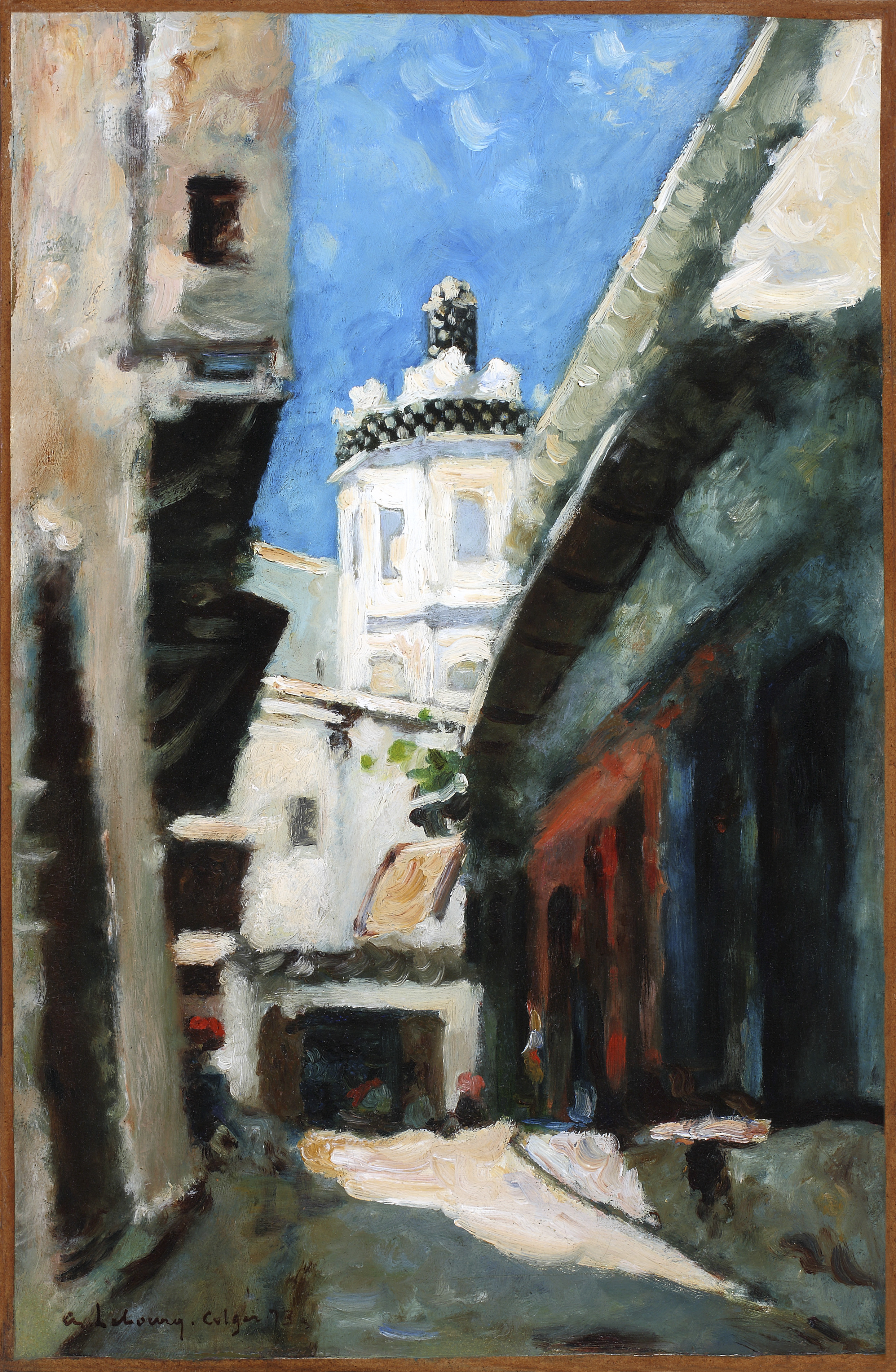
La rue des bouchers à Alger, par Albert Lebourg,1873. Collection privée, Vente 2006.
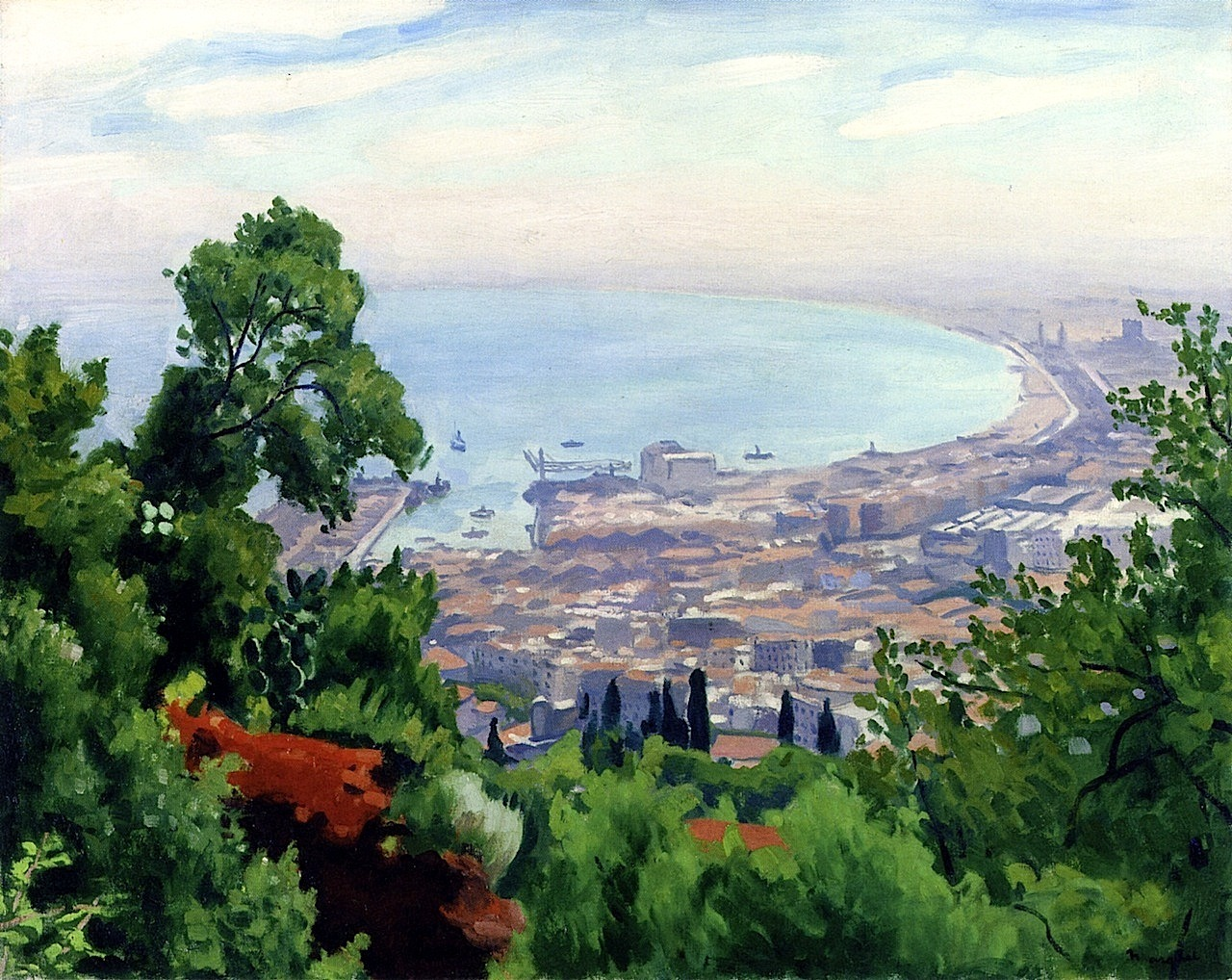
La baie d'Alger, 1932 Albert Marquet

### Dans la musique et la chanson
- La chanson Djewhara (la perle) de Djamel Allam (album Gouraya).

### Au cinéma

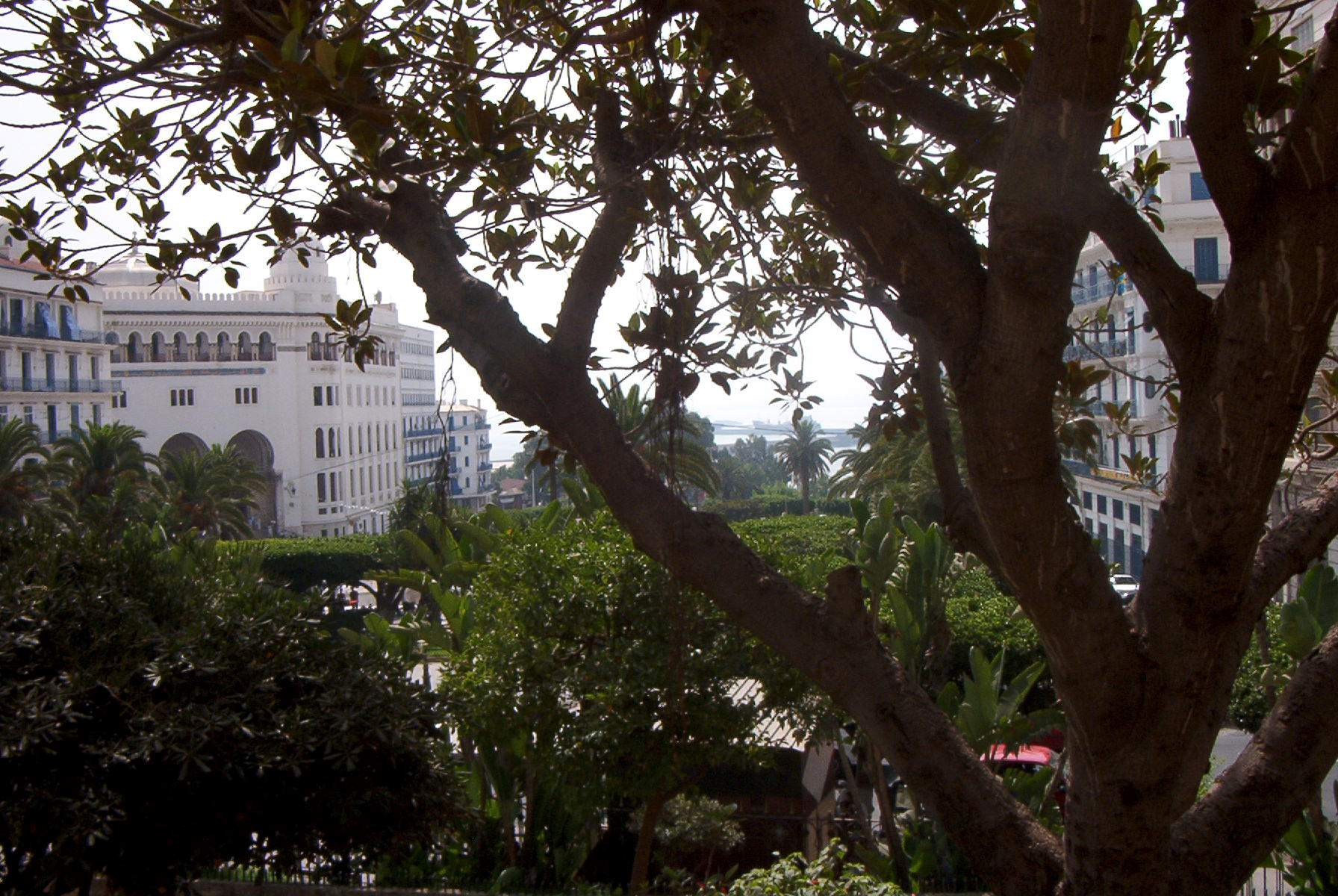
La Grande Poste et le port en arrière-plan.

- Pépé le Moko (1937), réalisé par Julien Duvivier.
- Casbah (Algiers) (1938), réalisé par John Cromwell[184].
- Au cœur de la Casbah (1952), réalisé par Pierre Cardinal.
- La Bataille d'Alger (1966), réalisé par Gillo Pontecorvo.
- Omar Gatlato (1976), réalisé par Merzak Allouache sur la société machiste des années 1970.
- Bab El-Oued City (1994), réalisé par Merzak Allouache sur la période noire des années 1990.
- Alger la blanche (1986), réalisé par Cyril Collard.
- Bab el web (2004), réalisé par Merzak Allouache avec Samy Naceri, Julie Gayet, Faudel.
- Exils (2004), réalisé par Tony Gatlif avec Romain Duris et Lubna Azabal.
- Quelques-uns d'entre nous (2006), documentaire réalisé par Clara Bouffartigue.
- Délice Paloma (2007), réalisé par Nadir Moknèche. Avec Biyouna et Nadia Kaci[185],[186],[187].

- Les Terrasses (Es-stouh) (2013), réalisé par Merzak Allouache.

### Dans la bande dessinée
La ville voit évoluer les héros de la série Le Chat du rabbin, écrite et dessinée par Joann Sfar et mise en couleurs par Brigitte Findakly. Le dernier épisode de la série Les Mystères de la Quatrième République, scénarisé par Philippe Richelle et paru en 2017. Il évoque l'Opération Résurrection, opération militaire s'étant déroulée dans cette ville.

## Sports

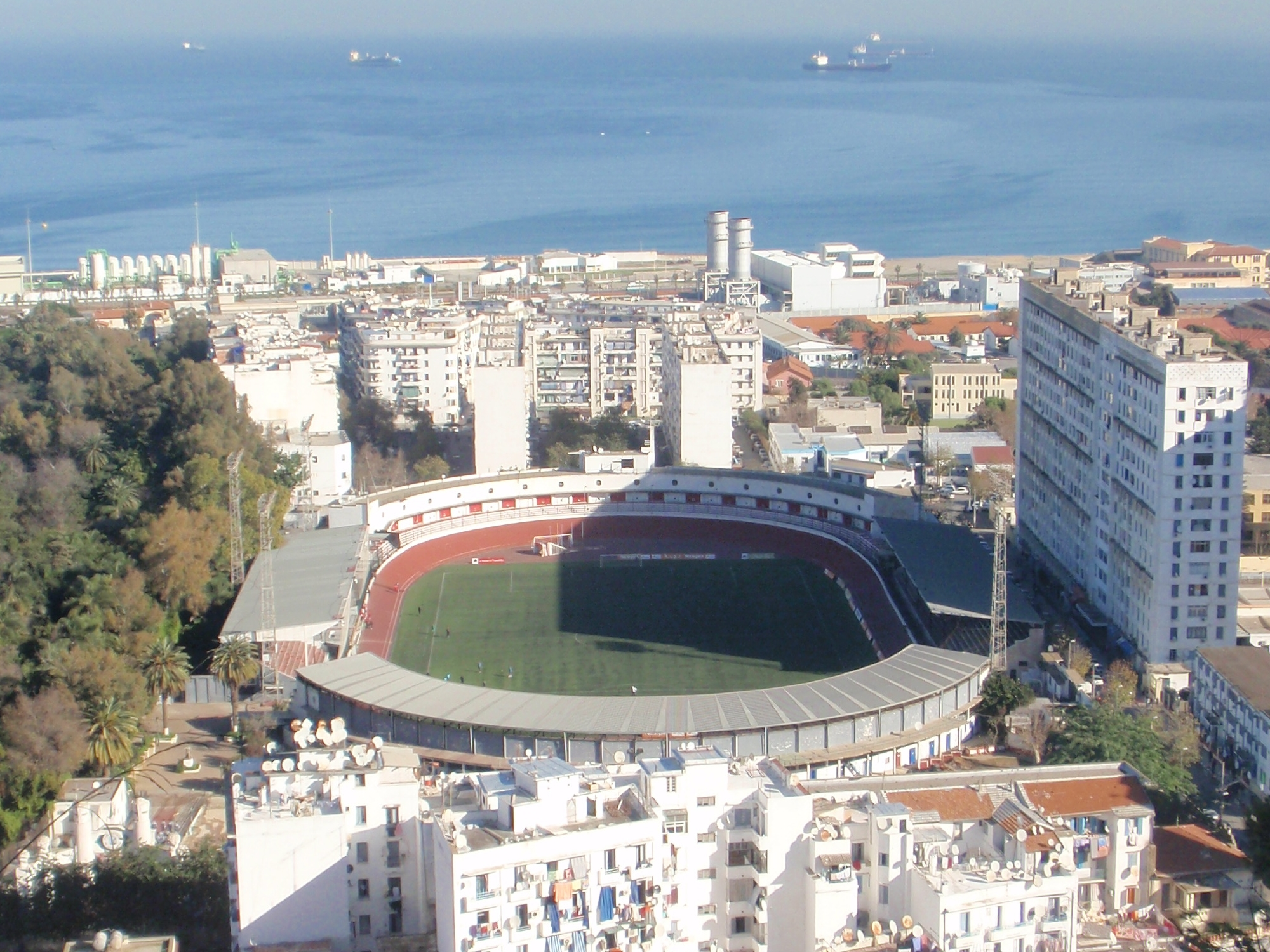
Stade du 20 août 1955 (Belouizdad).

Alger est le plus grand pôle sportif de l'Algérie. Comptant des clubs dans l'ensemble des disciplines qui ont conquis de nombreux titres nationaux et internationaux, elle compte également un énorme complexe sportif, le Complexe olympique Mohamed-Boudiaf qui regroupe le stade olympique du 5 juillet (d'une capacité de 80 000 places), un stade annexe pour l'athlétisme, une piscine olympique, une salle multisports (la Coupole), un golf 18 trous et plusieurs courts de tennis.
Alger a déjà accueilli les événements sportifs suivants (liste non exhaustive) :
- le Championnat du monde de hand ball des moins de 21 ans 2017[188] ;
- les Jeux méditerranéens 1975 ;
- les Jeux panafricains 1978 et 2009 ;
- la Coupe d'Afrique des nations de football 1990 ;
- le Championnat d'Afrique de handball masculin 1976, 2000 et 2014 ;
- les Jeux panarabes 2004 ;
- le Championnat d'Afrique de basket-ball masculin 1995 et 2005 ;
- la Coupe du monde cadets de Volley-ball 2005 ;
- les tournois para-olympiques (zone Afrique) boxe (homme) et volley-ball (femme) 2008.

### Football
En décembre 1897, M. Mallebay, directeur du journal satirique Le Turco, fonde le premier club de la capitale Le club athlétique algérois. Le Club Sportif Algérois (C.S.A) est le premier club de sport proprement indigène, déclaré le 1er mars 1919. Cette année-là, Alger compte deux clubs exclusivement indigènes : le Club sportif algérois (CSA), et l'Avant-garde d'Alger. Le 14 juin 1923, le CSA fusionne avec Alger université club, pour former le Club sportif algérois universitaire et perd toute dimension indigène. En 1921, parti d'un encadrement similaire le Mouloudia Club d'Alger parvient à s'imposer sur cette base. Le succès du MCA fait des émules. Un nouveau concurrent l'union sportive musulmane de Belcourt voit le jour en janvier 1927. Cela étant la rivalité n'opposera pas seulement La Casbah et Belouizdad (ex Belcourt), elle se jouera, dorénavant, au plus proche dans la vieille ville quand l'union sportive musulmane d'Alger est créé le 5 juillet 1937. Depuis le football occupe une place importante dans la réalité des jeunes Algérois pour lesquels il représente un moyen d'évasion. Le temps d'une rencontre de foot, ils se retrouvent pour chanter à propos du chômage, de la pauvreté, de l’Europe où ils rêvent d’aller, de l’État et des militaires qu’ils tiennent pour responsables de la ruine du pays,. Avec au moins cinq clubs algérois présents dans le championnat algérien chaque année, la capitale vit d'intenses derbys. Le plus important est celui qui oppose le Mouloudia Club d'Alger à l'Union sportive de la médina d'Alger, un derby attendu par les supporters des deux clubs. Les principaux clubs de football et omnisports de la ville sont :
- MC Alger
- USM Alger
- CR Belouizdad
- NA Hussein Dey
- RC Kouba
- OMR El Annasser
- USM El Harrach
- Paradou AC
- DNC Alger
- IR Santé
- Hydra AC
- JS El Biar
- WA Rouiba
- IR Hussein Dey
- CR El Harrach
- WR Bentalha
- NARB Réghaïa
- JSM Chéraga
- CRB Bordj El Kiffan
- ASE Alger Centre football féminin

### Stades
La wilaya d'alger compte de nombreux stades: 
- stade de douera
- stade nelson mandela
- stade du 5 Juillet
- stade de bologhine
- stade du 20 août 1955
- stade hussein dey

## Jumelages et partenariats

### Jumelages
- Pyongyang (Corée du Nord)
- São Paulo (Brésil)
- Riyad (Arabie saoudite)
- Mexico (Mexique)
- Stockholm (Suède)
- Berlin (Allemagne)
- Moscou (Russie)
- Rabat (Maroc)
- Sofia (Bulgarie)
- Bruxelles (Belgique)
- Casablanca (Maroc) depuis le 19 juillet 1963
- Montréal (Québec) depuis le 22 février 1989[197]
- Amman (Jordanie) depuis le 3 septembre 1998[198]

### Traités d'amitié et de coopération

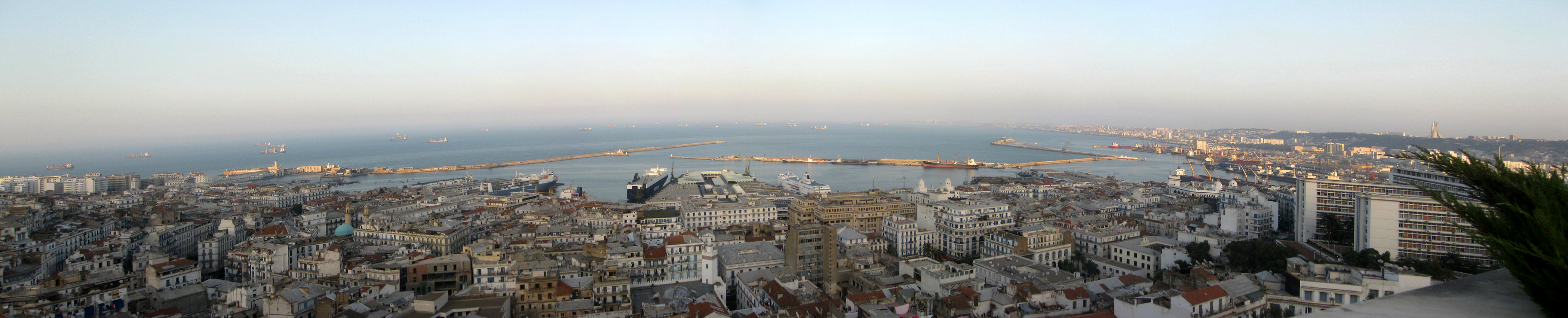
Panorama de la baie d'Alger.

- Pékin (Chine) depuis le 11 octobre 1989
- Paris (France) depuis 2003[199]